# Stammliste des Hauses Schwarzburg
Stammliste des Hauses Schwarzburg mit den in der Wikipedia vertretenen Personen und wichtigen Zwischengliedern.
Die mangelhafte, oft fehlerhafte, Quellenlage betrifft den gesamten Zeitraum aller Familienzweige. Gesicherte Daten sind urkundlich genannt, Geburts- und Sterbedaten o. g. Zeiträume jedoch oft ungesichert und nach höchstmöglicher Wahrscheinlichkeit der oft abweichenden Datenquellen unter Vorbehalt zu betrachten. Es bleiben genealogische Details, sogar die Zuordnung von Mitgliedern des Hauses, ungeklärt.

## Die Anfänge des Hauses Schwarzburg
1. Basierend auf den Europäischen Stammtafeln:
A1. Sizzo, († zw. 1005 und 1012);
 ⚭ () N.N. von Ungarn, Tochter von Großfürst Géza von Ungarn (um 940–997) und Fürstin Sarolt von Transsilvanien (um 945–1012)
B1. Söhne, urkundlich 1005–1012
B2. Sizzo, († zw. 1047 und 1050)
C1. Söhne, urkundlich 1047–1050
C2. Sizzo I., Graf (1059–1072/1118), Graf im Längwitzgau (1108 und 1114). Nachkommen siehe hier
B3. Günther, nobilis (1044), († zw. 1047 und 1050)
A2. Günther, Mönch zu Hersfeld (1006), dann Einsiedler, stiftet vor 1019 Kirche St. Johannis zu Rinchnach, urkundlich 1005–1012/1040, (* 955/985; † 9. Oktober 1045 in Rinchnach am Regen; ▭ in Břevnov)
2. Basierend auf der Cronica Reinhardsbrunnensis:
Der erste bekannte Vertreter des Hauses war Günther, († nach 1034);
 ⚭ () N.N. Sie hatten folgende Nachkommen:
A1. Sizzo I., († zw. 1047 und 1050);
 ⚭ () N.N.
B1. Sizzo II. (Sieghard), Graf (1059–1072/1118), Graf im Längwitzgau (1108 und 1114), († 1118 oder später; ▭ in Nürnberg);
 ⚭ () N.N. Nachkommen siehe hier
Die gesicherte Stammfolge beginnt mit Günther I., Graf (von Kevernburg), († 1109);
 ⚭ (nach 1087) Mechtild von Beichlingen (* 1076), Tochter von Fürst Jaropolk von Wolhynien (Wladimir) und Turow (Rurikide), (–1086) und Kunigunde von Weimar-Orlamünde, Erbin von Beichlingen, (um 1055–1117/1140). Sie hatten folgende Nachkommen:
A1. Sizzo III., (in gefälschter Urkunde vom 24. Februar 1123 Graf von Schwarzburg), sicher 1137 Graf von Schwarzburg, Graf von Kevernburg (8. November 1141), Graf von Thüringen (1149), stiftet das Kloster Georgenthal (20. März 1143), Vogt von Kloster Paulinzella (1153), urkundlich 1132 bis 1159, (* 1093; † 19. Juni 1160);
 ⚭ (vor 1133) Gisela, neptis von Berta von Gleissberg a.d.H. Goseck, Mitstifterin von Kloster Georgenthal (1143), († nach 20. März 1143) (möglicherweise eine Tochter von Graf Adolf I. von Berg und Adelheid von Lauffen)
B1. Gisela, (* (1118); † (1147));
 ⚭ (nach 1126) Friedrich V. von Putelendorf, Pfalzgraf von Sachsen (1125), Domherr in Magdeburg (1147), Bischof von Prag (1169), (* vor 1114; † 31. Januar 1179), Sohn von Friedrich IV. von Putelendorf, Pfalzgraf von Sachsen, (1085–1125) und Agnes von Limburg (um 1100–zw. 1129 und 1136)
B2. Heinrich I., Graf von Schwarzburg (1163), urkundlich 1143 bis 1184, (* um 1130; † 26. Juli 1184 im Kloster St. Peter und Paul in Erfurt (Opfer des Erfurter Latrinensturzes));
 ⚭ (1170) N.N. von Winzenburg (* 1149; † vor 1204), (⚭ II: (vor 1204) Graf Ulrich I. von Wettin († 28. September 1206 in Wettin), Sohn von Graf Heinrich I. von Wettin (1142–1181) und Sophia von Sommerschenburg (–vor 1196)), Tochter von Graf Hermann II. von Winzenburg (–nach 1148) und Gräfin Liutgard von Stade (–1152)
C1. Elisabeth, urkundlich 1229 bis 1233, († 1260; ▭ in der St. Andreaskirche, Eisleben);
 ⚭ (um 1189) Graf Burchard I. von Mansfeld, Herr zu Burg Schkopau (1215), Vogt von Gerbstedt (1225), gründet das Kloster Helfta (1229), urkundlich 1185, († 13. Dezember 1229; ▭ in der St. Andreaskirche, Eisleben), Sohn von Graf Hoyer IV. (III.) von Mansfeld (vor 1140–nach 1183) und Bia von Arnsberg (–)
B3. Günther II. (III.), Graf von Kevernburg (1169–1197), Vogt von Kloster Georgenthal (1168), Graf von Schwarzburg (1184), Graf von Loccum-Hallermund (1191), nimmt das Kreuz (1195), urkundlich 1143, (* zw. 1129 und 1135; † nach 15. Januar 1197);
 ⚭ I: () Agnes von Saarbrücken († vor 1178), Tochter von Graf Simon I. von Saarbrücken (–nach 1183) und Mechtild (von Sponheim?) (–);
 ⚭ II: (1178) Adelheid von Hallermund, (⚭ I: () Graf Konrad II. von Wassel (* um 1145; † zw. 27. September 1175 und 24. Juli 1178), Vicedominus des Hochstiftes Hildesheim, Sohn von Bernhard II. von Depenau und Graf von Wassel (vor 1130–nach 1154) und Frideruna von Veckenstedt (–)), Tochter von Graf Wilbrand I. von Loccum und Hallermund (um 1120–1167) und Gräfin Beatrix von Salm-Rheineck (1115/1120–nach 1140)
C1. [I] Heinrich II., Graf von Schwarzburg (1196), Graf von Kevernburg (1204–1206), Herr von Blankenburg, Schwarza, Leutenberg, Könitz, Pössneck und Ranis, Pfandherr von Saalfeld (1208), „der Ältere“ (1233), Vogt von Kloster Paulinzella, nimmt das Kreuz (1195), urkundlich 1168 bis 1234, († 20. Februar 1236);
 ⚭ (1211) Gräfin Irmgard von Weimar-Orlamünde, urkundlich 1196 bis 1210/1222, († nach 1222), Tochter von Graf Siegfried III. von Weimar-Orlamünde (1155?–1206) und Prinzessin Sophie von Dänemark (1159?–1208)
D1. Heinrich III., Graf von Schwarzburg (1233), nimmt das Kreuz gegen die Pruzzen (1251/1252), „der Jüngere“ (1231), urkundlich 1219, (* um 1219; † zw. 11. Juni 1258 und 24. Oktober 1259);
 ⚭ (vor 15. März 1247, Dispens 4° Lateranpalast, Rom, 12. April 1240–1244) Gräfin Sophie von Hohnstein, urkundlich 1233 bis 1259, († 1268), Tochter von Graf Dietrich I. (II.) von Honstein (–1249) und Hedwig von Brehna, Gräfin von Altenburg (1264), (1215–1264)
E1. Ermengard, urkundlich 1253
D2. Günther IV. (VII.), Herr zu Blankenburg (1227), Herr zu Schwarzburg (1259), gründet Kloster Ilm zu Stadtilm (1275), (* zw. 1217 und 1227; † zw. 19. September 1275 und 25. September 1278; ▭ im Kloster Ilm); (⚭ I: (1263/1265) N.N.); ⚭ II: () Prinzessin Sofija von Halicz († vor 28. Juli 1287 in Galizien; ▭ im Kloster Ilm), Tochter von Fürst Daniel Romanowitsch von Galizien (1201–1264) (Rurikide) und Anna Mstislavna von Nowgorod (um 1205–vor 1252)
E1. Söhne/Töchter, urkundlich 1265
E2. Günther V. (IX.), Graf zu Blankenburg (1266), „der Jüngere“ (1267), „der Ältere“ (1287), urkundlich 1259, († zw. 1. Oktober 1292 und 19. September 1293; ▭ im Kloster Ilm);
 ⚭ I: () (Irmgard) N.N., urkundlich 1267;
 ⚭ II: (Dispens 4° Orvieto 22. November 1283) Helena von Sachsen-Lauenburg († nach 13. September 1337; ▭ im Kloster Loccum), (⚭ II: (vor 14. Februar 1294) Graf Adolf VI. von Schauenburg und Holstein-Pinneberg (* um 1256; † 15. Mai 1315), Sohn von Graf Gerhard I. von Holstein-Schauenburg (1232–1290) und Herzogin Elisabeth von Mecklenburg (–1280)), Tochter von Herzog Johann I. von Sachsen (1249–1285) und Prinzessin Ingeborg (Eriksdotter) von Schweden (–1302); Nachkommen siehe hier
E3. Günther, Domherr (1265–1290), Domkellner zu Magdeburg (1265–1290), urkundlich 1259 bis 1306, († nach 25. März 1308)
E4. Albrecht, Domherr zu Würzburg (1265), urkundlich 1259 bis 1265, († nach 1265)
E5. Heinrich IV. (V.), Graf zu Blankenburg (1266), Stifter der Linie der Grafen von Schwarzburg-Blankenburg, urkundlich 1259 bis 1283, († vor 2. Mai 1287);
 ⚭ () N.N., urkundlich 1267; Nachkommen siehe hier
E6. Hedwig;
 ⚭ () Graf Otto IV. von Lobdeburg-Arnshaugk, urkundlich 1252 bis 1289, († 2. Juli 1289), Sohn von Hartmann von Lobdeburg-Bergow (–nach 1237) und Christina von Meißen (–nach 1251)
E7. Sophia, († 13. Februar 1279);
 ⚭ (kurz vor 7. März 1268 in Elgersburg) Graf Berthold V. von Henneberg-Schleusingen, (* um 1245; † 15. Februar 1284 in Montpellier), Sohn von Graf Heinrich III. von Henneberg (vor 1226–1262) und Sophia von Meißen (–1280)
E8. Irmgard, erste Äbtissin von Kloster Ilm (1286–1294), († nach 1294)
E9. Christiane;
 ⚭ (vor 1282) Burggraf Otto II. von Dohna, urkundlich 1256 bis 1287, († nach 7. April 1287), (⚭ II: (vor 1282) Christina von Gleichen–Tonna, Tochter von Graf Ernst IV. von Gleichen und Tonna (vor 1212–1277) und Ingeborg Pedersdatter (–1241)), Sohn von Otto I. zu Dohna (–1239) und Hildegundis N.N. (–1282)
E10. Günther, Ritter des Deutschen Ordens in Plauen (1277–1278), Komtur von Köln (1298–1300), patruus von Gräfin Adelheid von Kevernburg (1308)
D3. Sophia, Nonne im Kloster Paulinzella (1224–1261)
D4. Richca (Richiza), Nonne im Kloster Paulinzella (1224–1261)
D5. Machtilde (Mechtild), Nonne im Kloster Paulinzella (1224–1261)
D6. Albrecht, Domherr zu Magdeburg (1244), Propst zu Bibra (1255–1261), Domküster zu Magdeburg (1258–1267), urkundlich 1244 bis 1267, († nach 1278)
D7 Ermengard, († 22. März 1274);
 ⚭ (vor 1239) Graf Volkwin III. von Schwalenberg (1214), Graf von Waldeck (1216), (* (um 1190); † vor 1255), Sohn von Graf Heinrich I. von Schwalenberg (–vor 1214) und Heseke (von Dassel) (–1220)
C2. [I] Günther III., Graf von Schwarzburg (1203–1216), Graf von Kevernburg (1208), Stifter der Linie der Grafen von Kevernburg (Käfernburg), Pfandherr von Saalfeld (1208), urkundlich 1168, (* um 1150; † nach 31. März 1223);
 ⚭ () Dietburg von Anhalt (* um 1169; † 1228), Tochter von Graf Siegmund von Anhalt (–); Nachkommen siehe hier
C3. [I] Luitgard, († 1195/1200);
 ⚭ (um 1185/1190) Gebhard IV. von Querfurt, fungiert als Burggraf von Magdeburg für seinen unmündigen Neffen bis zu dessen Volljährigkeit (1190–1209), Vogt von Kloster Marienzell bei Querfurt, urkundlich 1178 bis 1213, (* um 1150/1155; † nach 21. August 1213 vor 1216), (⚭ II: (zw. 1197 und 1202) Gräfin Luitgard oder Lukardis von Nassau, urkundlich 1204 bis 1220, (* um 1175/1180; † vor 1222), (⚭ II: (vor 1217) Graf Hermann V. (III.) von Virneburg, urkundlich 1204 bis 1254, (* vor 1209; † nach 1254), Sohn von Graf Gottfried von Virneburg (1187–1204/1212)), Tochter von Graf Ruprecht III. von Nassau (–1191) und Gräfin Elisabeth von Leiningen (–vor 1235)), Sohn von Burchard III. von Querfurt (um 1125/1130–1177/1178) und Gräfin Mechtild oder Mathilde von Gleichen–Tonna (um 1130–um 1200)
C4. [I] Albrecht, Domherr zu Magdeburg (1192), Propst von St. Maria ad Gradus (Mainz), Dompropst (1200), 18. Erzbischof von Magdeburg (1205–1232), (* um 1170; † 15. Oktober 1232 in Cividale del Friuli; ▭ 1233 im Dom von Magdeburg)
C5. [II] Ludolf II., Graf von Hallermund, Stifter der Linie der Grafen von Hallermund, urkundlich 1195, (* um 1180; † 15. November 1255; ▭ im Kloster Loccum);
 ⚭ I: () N.N.;
 ⚭ II: () Gräfin Kunigunde von Pyrmont, urkundlich 1238 bis 1256, (▭ 6. Juli 1256), Tochter von Graf Gottschalk I. von Pyrmont (–1243/1244) und Kunigunde von Holte (–nach 1239); Nachkommen siehe hier
C6. [II] Wilbrand, Propst zu Bibra (1209–1210), Propst von St. Nicolai zu Magdeburg (1212–1225), Dompropst (1233), Erzbischof von Magdeburg (1235–1253), urkundlich 1209, (* um 1180; † 5. April 1253)
B4. Mechtild, († (1192); ▭ im Mindener Dom);
 ⚭ (1158) Graf Adolf II. von Schauenburg (Schaumburg)–Holstein, urkundlich 1130, (* 1128; ⚔ 6. Juli 1164 bei Verchen; ▭ im Mindener Dom), Sohn von Graf Adolf I. von Schauenburg (Schaumburg)–Holstein (–1131) und Hildewa N.N. (1103–nach 1131)
B5. Juliane, (* um 1127; ▭ in der Pfarrkirche St. Veit, Wünschendorf);
 ⚭ (1163) Heinrich I. Probus, Vogt von Weida und Gera urkundlich 13. November 1130 bis 21. Juli 1172. Besitzt Lehen und Einkünfte in Thiemsburg, Ringeln, Körner, Graba, Saalfeld, Bremendorf und Bogisile in der Nähe des Klosters Volkenroda, (* um 1122; † vor 8. September 1193; ▭ in der Pfarrkirche St. Veit, Wünschendorf), (⚭ I: (1143/1155) Gräfin Lukardis von Lauterberg (* um 1126; † 1162; ▭ in der Pfarrkirche St. Veit, Wünschendorf), Tochter von Graf Burchard von Lauterberg), Sohn von Erkenbert I. von Weida (um 1090–1163/1169 oder vor 1143) und Jordana von Gleissberg (um 1100–1167/1173)
A2. Adda (Adela);
 ⚭ () Graf Reginboto III. von Giech (1130–1137), Vogt von St. Jakob zu Bamberg (1128), urkundlich 1109 bis 1137, († vor 1142), Sohn von Graf Reginboto II. N.N. (–1071/1100) und Isengart N.N. (–)

## Die Grafen von Kevernburg (Käfernburg) und die Grafen von Rabenswald (Rabenswalde)
Günther III., Graf von Schwarzburg (1203–1216), Graf von Kevernburg (1208), Pfandherr von Saalfeld (1208), urkundlich 1168, (* um 1150; † nach 31. März 1223);
 ⚭ () Dietburg von Anhalt (* um 1169; † 1228), Tochter von Graf Siegmund von Anhalt (–). Sie hatten folgende Nachkommen:
A1. Irmgard, Nonne im Kloster Paulinzella (1198)
A2. Maria, Nonne im Kloster Paulinzella (1198)
A3. Günther IV., Graf von Kevernburg (um 1219), „der Ältere“ (1268), urkundlich 1216 bis 1268, († zw. 7. März 1268 und 20. November 1269);
 ⚭ (vor 10. Dezember 1254) Gräfin Mechtild (Mathilde) von Beichlingen, urkundlich 1259, († nach 1259), Tochter von Graf Friedrich II. (III.) von Beichlingen (–1216/1220/1222/nach 1235) und Gräfin Elisabeth von Henneberg (1188–nach 1210)
B1. Berthold, urkundlich 1244 bis 1249, († vor 20. November 1269);
 ⚭ () N.N.
C1. Tochter;
 ⚭ (vor 20. November 1269) Rudolf „der Ältere“ Schenk von Vargula
B2. Günther V., „der Ältere“ (1270), urkundlich 1252, († zw. 10. April 1273 und 18. April 1275);
 ⚭ (vor 1269) Mechtilde (Mathilde) (von Schwarzburg?) († nach 6. Juli 1285), Tochter von N.N. (–) und N.N. (–)
C1. Günther VI., „der Ältere“ (1280), urkundlich 1255, († zw. 23. Februar 1289 und 30. März 1289);
 ⚭ () (Sophie von Lüchow), urkundlich 1286 bis 1288
D1. Günther VIII., „der Jüngere“ (1295), „der Ältere“ (1304), urkundlich 1280, († zw. 23. August 1318 und 22. August 1324);
 ⚭ () Irmgard von Schwarzburg, Nonne im Kloster Ilm (1340), urkundlich 1324 bis 1340, Tochter von Graf Heinrich V. (VI.) von Schwarzburg (–1293) und Gräfin Utha (Oda) von Henneberg-Hartenberg (–1346)
E1. Günther XI. (XII.), zu Ilm (–1343), „der Jüngere“ (1343), „der Ältere“ (1356), stattete Ilmenau 1341 mit dem Stadtrecht aus und verkaufte die Stadt 1343 an den Grafen von Henneberg, urkundlich 1319, († nach 27. Juni 1371);
 ⚭ I: (vor 9. November 1341) Loretta von Eppstein, urkundlich 1340 bis 1343, († vor 12. März 1353), Tochter von Gottfried IV. von Eppstein;
 ⚭ II: (8. Mai 1364, Dispens 4°, Avignon) Gräfin Irmgard von Weimar-Orlamünde, urkundlich 29. August 1363 bis 28. Oktober 1369, (* um 1326; † nach 3. Mai 1388), (⚭ I: (1345) Heinrich V. (IV.), „der Ältere“, Vogt von Plauen, (um 1322–zw. 7. September 1363 und 8. Mai 1364), Sohn von Vogt Heinrich IV. (III.) von Plauen), Tochter von Graf Heinrich III./IV. von Orlamünde (1298–1357) und Gräfin Irmgard von Schwarzburg-Blankenburg (1308–1354)
F1. [I] Georg, († 1376);
 ⚭ (20. November 1353, Dispens postnuptialis, Avignon; geschieden) Sophia von Schwarzburg-Blankenburg, urkundlich 1394 bis 1395, (⚭ II: (vor 18. November 1357) Graf Friedrich II. (III.) von Orlamünde-Lauenstein († vor 14. Oktober 1368), Sohn von Graf Otto VIII. (VII.) von Weimar-Orlamünde (vor 1313–1334) und Helena von Zollern-Nürnberg (um 1307–vor 1374);
 ⚭ III: () Graf Heinrich XI. zu Stolberg († 13. Dezember 1377), Sohn von Graf Heinrich V. zu Stolberg (–1329/1347) und Jutta von Hadmersleben (–1347);
 ⚭ IV: () Graf Johann (Hans) II. von Schwarzburg-Wachsenburg (* 1327; † zw. 28. Februar 1407 und 21. Mai 1407), Sohn von Graf Günther X. von Schwarzburg-Wachsenburg (–1354/1355) und Richza von Schlüsselberg (–vor 1348/1359)), Tochter von Graf Günther IX. von Schwarzburg-Blankenburg (1304–1349) und Gräfin Elisabeth von Honstein-Arnstadt (–1380)
G1. Günther XIV., „der Jüngere“ (1379), urkundlich 1369, (†† zw. 25. Juli 1385 und 26. Juli 1386 im Katharinenkloster (Sinai), auf der Pilgerfahrt nach Jerusalem; ▭ im Kloster Georgenthal);
 ⚭ (21. August 1379) Gräfin Mechtild von Mansfeld († um 1387), (⚭ II: (vor 1399) Graf Gebhard von Schraplau, Herr zu Alsleben, urkundlich 1365 bis 1410, († vor 1415), (⚭ I: Agnes von Sachsen-Wittenberg († 26. Januar 1378), Tochter von Herzog Rudolf I. von Sachsen-Wittenberg (1274–1356) und Agnes von Lindow-Ruppin (1314–1343);
 ⚭ II: () Agnes von Querfurt († 1383)), Sohn von Burchard von Schraplau zu Wettin (–1365) und Gerburg von Blankenburg (–1330)), Tochter von Graf Albrecht I. (II.) von Mansfeld (um 1328–1361/1362) und Gräfin Helene von Schwarzburg (–)
→ Familie erloschen (ultimus familiae) – Am 29. Mai 1387 nimmt Landgraf Balthasar von Thüringen die Grafschaft Käfernburg in Besitz, nachdem sie ihm bereits 1384 zu Lehen aufgetragen worden war.
G2. Sophia, Muhme ist urkundlich 1387 Agnes Äbtissin von Kloster Ilm, († nach 14. Dezember 1393)
G3. Mechtild, Muhme ist urkundlich 1387 Agnes Äbtissin von Kloster Ilm, († nach 14. Dezember 1393)
F2. [I] Margareta, urkundlich 1352
F3. [I] Elisabeth von Käfernburg, († vor 15. März 1382);
 ⚭ (um 1375) Graf Gebhard IV. (III.) von Mansfeld, Domherr zu Magdeburg (1355), Herr zu Querfurt (–1381), königlicher Rat (1377), († 5. November 1382), (⚭ I: (vor 29. November 1357) Gräfin Mechtild (Mathilde) von Schwarzburg-Blankenburg (* um 1340; † 4. Juni 1373), Tochter von Graf Günther XXI. von Schwarzburg-Blankenburg (1304–1349) und Gräfin Elisabeth von Hohnstein (–1380)), Sohn von Graf Gebhard III. (II.) von Mansfeld–Querfurt (vor 1314–1332/1335) und Gräfin Luitgard von Valkenstein (–)
F4. [I] Günther XIII., zu Hermannstein, urkundlich 1379 bis 1380, († vor 26. Juli 1386)
F5. [I] Heinrich, Domherr zu Halberstadt (1357), Domherr zu Magdeburg (1358–1361), urkundlich 1352, († nach 17. März 1362)
F6. [I] Margareta, urkundlich 1352 bis 1392, († vor 1398);
 ⚭ () Johann I. von Rodenstein († zw. 1399 und 1400)
F7. [I] Anna, Nonne im Dominikaner-Nonnenkloster Cronschwitz, urkundlich 1367 bis 1369
E2. Sophia, urkundlich 1341, († 4. März 1358);
 ⚭ (vor 3. März 1315) Graf Heinrich VI. von Henneberg-Aschach (1292–1352), (* vor 1293; † zw. 14. August 1355 und 26. Januar 1356), Sohn von Graf Hermann II. von Henneberg (um 1250–1292) und Adelheid von Trimberg (–1316/1318)
E3. Irmengard, Nonne im Kloster Ilm (1328), urkundlich 1324 bis 1340
E4. Mechtild, Nonne im Kloster Ilm, urkundlich 1328 bis 1340
E5. Elisabeth, Nonne im Kloster Ilm, urkundlich 1328 bis 1340
E6. Sophia, Nonne im Kloster Ilm, urkundlich 1328 bis 1340
D2. Berthold, Abt von Kloster Paulinzella (1327), urkundlich 1287, († 1339)
D3. Heinrich, urkundlich 1289
D4. Otto, Herr zu 1/2 Arnstadt (–1306), urkundlich 1286 bis 1306
D5. Albrecht, urkundlich 1289
D6. Günther IX., Pfandherr (1310), Graf von Lüchow und Herr zu Klötze (1319–1320) (6. Januar 1320 Verkauf an Herzog Otto von Lüneburg); im Gefolge des Markgrafen Waldemar von Brandenburg (1309–1319), „der Ältere“ (1331), urkundlich 1289, († zw. 8. April 1332 und 4. April 1333);
 ⚭ (zw. 5. Juni 1312 und 29. Juli 1312) Gräfin Mechtild von Regenstein, urkundlich 1305, († nach 23. August 1334), (⚭ I: (zw. 2. Februar 1308 und 28. Juli 1308) Graf Friedrich IV. von Valkenstein († nach 1310)), Sohn von Graf Otto IV. von Valkenstein (um 1234–1328) und Luitgard von Arnstein (um 1243–nach 1232), Tochter von Graf Heinrich III. von Regenstein (um 1245–1311/1312) und Gräfin Elisabeth von Hoya (um 1247–1320)
E1. Mechtild, urkundlich 20. Juli 1328, (* um 1313; † zw. 25. Mai 1375 vor 17. Februar 1376; ▭ in Cronschwitz);
 ⚭ (vor 20. Juli 1328) Heinrich V. Vogt und Herr von Gera (1343–1377), 1347 Landrichter zu Meißen, im Osterland, zu Landsberg und Pleißen, verkauft 1371 die Feste Blankenberg an die Krone Böhmen, urkundlich 20. Juni 1309, (* um 1308; † 8. Dezember 1377; ▭ in Cronschwitz), Sohn von Heinrich II., „der Ältere“, Vogt von Gera, (um 1254–1306/1311) und Gräfin Irmgard von Weimar-Orlamünde (um 1264–1318)
E2. Irmgard;
 ⚭ () Hermann III. von Kranichfeld, Herr zu Kranichfeld, Mitpfandherr von Schlotheim (1340), urkundlich 1320 bis 1362, Sohn von Hermann II. von Kranichfeld (vor 1286–nach 1333) und Leukard von Gera (–nach 1351)
E3. Sophia, Nonne im Kloster Ilm, urkundlich 1328 bis 1340
E4. Günther XII., „der Jüngere“ (1331), „der Ältere“ (1341), († nach 28. August 1341);
 ⚭ () Agnes N.N., urkundlich 1341
D7. Günther X., urkundlich 1289 bis 1295
D8. Sophie, Nonne im Kloster Ilm, urkundlich 1289, († nach 14. Februar 1328)
D9. Mechtild von Käfernburg, zu Remda (1330), († zw. 14. Januar 1331 und 31. Juli 1334);
 ⚭ (vor 21. August 1301) Graf Günther VI. von Schwarzburg († 24. Oktober 1308), Sohn von Graf Günther V. von Schwarzburg (–1292/1293) und (Irmgard) N.N. (–)
D10. Irmgard, Äbtissin von Kloster Ilm (1308–1319)
D11. Günther, Dominikaner, († nach 22. August 1324)
D12. Otto, Abt von Kloster Georgenthal (1330–1344)
C2. Günther VII., Herr von Arnstadt (1293), „der Jüngere“ (1278), „der Ältere“ (1293), urkundlich 1259, († 10. Juni 1302);
 ⚭ (vor 1280) Gräfin Adelheid von Schwarzburg, urkundlich 1280, († nach 21. Juli 1319), Tochter von Graf Günther V. von Schwarzburg (–1292/1293) und (Irmgard) N.N. (–)
D1. Adelheid, († zw. 10. August 1304 und 27. März 1305);
 ⚭ (vor 14. Dezember 1296) Graf Otto IV. von Orlamünde-Plassenburg (* vor 1279; † zw. 15. Mai 1318 und 20. August 1318), (⚭ II: (1308) Katharina von Hessen (* 1286; † 1322), Tochter von Landgraf Heinrich I. von Hessen (1244–1308) und Mechtild von Kleve (–1309)), Sohn von Graf Otto III. von Weimar-Orlamünde (1244–1285) und Agnes von Leiningen (–1285)
D2. Irmgard von Käfernburg-Arnstadt, Erbin von Arnstadt, urkundlich 1302 bis 1306, (* um 1282; † vor 1320);
 ⚭ (vor 1302) Graf Heinrich II. (IV.) von Honstein, erbt Arnstadt (1302), Graf von Honstein zu Klettenberg (1309), erwirbt Lohra (1324), Herr zu Heringen (1327–1332), Pfandherr von Blankenburg (1339), (* um 1275; † vor 1344)
C3. Heinrich, urkundlich 1269
C4. Jutta, Äbtissin von Kloster Ilm (1314), († 1319)
A4. Albert I., Graf von Kevernburg (um 1219 und 1225), Graf von Wiehe (1228–1236), Graf von Rabenswald (1237), urkundlich 1216, († nach 27. Juli 1255);
 ⚭ () N.N.
B1. Söhne, urkundlich 1250
B2. Albert II., Graf von Wiehe (1249–1267), Graf von Rabenswald (1259), urkundlich 1249 bis 1283, († nach 1283)
B3. Friedrich, Graf von Rabenswald und Wiehe, urkundlich 1259 bis 1307, (* vor 1259; † vor 11. August 1312);
 ⚭ (vor 8. Juli 1280) Elisabeth (Elsa) von der Neuenburg, Erbin von Berka, urkundlich 1280, (* vor 1280; † nach 3. Juni 1320), Tochter von Burggraf Hermann III. (II.) von der Neuenburg, Graf von Mansfeld, Osterfeld und Berka (vor 1251–um 1304/1308) aus dem Geschlecht der Meinheringer, und Gräfin Heilwig von Berka (–nach 1285)
C1. Mechtild, Frau von Wiehe und Buch (1312), urkundlich 1280, Erbin der Grafschaften Wiehe und Rabenswalde, († zw. 23. August 1334 und 17. März 1338);
 ⚭ (vor 24. November 1290) Graf Herman IV. von Weimar-Orlamünde, Herr von Weimar (1283), urkundlich 1279 bis 1318, († zw. 19. August 1319 und 20. November 1319), Sohn von Graf Otto III. von Weimar-Orlamünde (1244–1285) und Gräfin Agnes von Truhendingen (–1285)
C2. Rudolf, Schwager von Graf Herman IV. von Weimar-Orlamünde, urkundlich 1312 bis 1318, († 1319)
→ Linie im Mannesstamm erloschen
B4. Günther, urkundlich 1259 bis 1270
B5. Berthold, Graf von Rabenswald (1265–1304), Burggraf von Znaim (1279), urkundlich 1259, († 7. August 1312);
 ⚭ (vor 4. März 1277) Gräfin Wilibirg von Helfenstein († 27. August 1314), (⚭ I: () Graf Otto II. von Plain und Hardegg (* um 1225; ⚔ 26. Juni 1260), Sohn von Graf Konrad I. (II.) von Plain (–1250) und Bertha (–1247); ⚭ II: () Burggraf Heinrich von Dewin († 1270)), Tochter von Graf Ulrich II. von Helfenstein (–) und Gräfin Willibirg von Dillingen (–)
B6. Gräfin Gisela von Kevernburg-Rabenswalde, Erbin von Hardegg, († nach 17. Juli 1278);
 ⚭ (um 1250 vor 25. Juli 1273) Burchard VII. (X.) von Querfurt, Titular-Burggraf Burchard VI. von Magdeburg (–1269), Burggraf von Maidburg (1269–1273/1278), Herr auf Hardegg, „der Jüngere“ (1255), urkundlich 1221 bis 1273, (* um 1215; † zw. 25. Juli 1273 und 17. Juli 1278), Sohn von Burchard V. von Querfurt (um 1189/1190–zw. 1243 und 1247) und Gräfin Sophie von Wildungen und Ziegenhain (um 1190–nach 1254)
A5. Mechtild, urkundlich 1236, († zw. 8. Januar 1247 und 14. August 1277);
 ⚭ I: () Heinrich von Trimberg, urkundlich 1234, († vor 1236), Sohn von Konrad von Trimberg (–1230) und Mechtild (von Grumbach) (–);
 ⚭ II: () Graf Gottfried III. von Reichenbach, urkundlich 1214, († nach 9. September 1279)
A6. Heinrich II., Graf von Kevernburg, urkundlich 1249, († nach 3. September 1273);
 ⚭ () N.N., Tochter von Herzog Swantopolk II. von Pommerellen

## Die Grafen von Hallermund (1195–1412)
Ludolf II., Graf von Hallermund, urkundlich 1195, (* um 1180; † 15. November 1256; ▭ im Kloster Loccum);
 ⚭ I: () N.N.;
 ⚭ II: () Gräfin Kunigunde von Pyrmont, urkundlich 1238 bis 1256, (▭ 6. Juli 1256), Tochter von Graf Gottschalk I. von Pyrmont (–1243/1244) und Kunigunde von Holte (–nach 1239). Sie hatten folgende Nachkommen:
A1. [I] Sohn von Hallermund, urkundlich 1231
A2. [I] Beatrix von Hallermund, urkundlich 1251 bis 1272;
 ⚭ () Graf Gottschalk II. von Pyrmont, urkundlich 1221, († zw. 30. Juli 1258 und 20. Juni 1262), Sohn von Graf Gottschalk I. von Pyrmont (–1243/1244) und Kunigunde von Holte (–nach 1239)
A3. [I] Tochter von Hallermund, Nonne im Kloster Barsinghausen, urkundlich 1251
A4. [I] Tochter von Hallermund, Nonne im Kloster Barsinghausen, urkundlich 1251
A5. [II] Ludolf III., Graf von Hallermund (1195), urkundlich 1251 bis 1266;
 ⚭ () Jutta von Hoya († nach 1264), Tochter von Heinrich I. von Hoya (–1235) und Richza von Wölpe (–1227)
B1. Wilbrand III. von Hallermund, urkundlich 1251 bis 1279, († vor 13. Dezember 1280);
 ⚭ () Adelheid von Adenoys, urkundlich 1262 bis 1324, († nach 1324), Tochter von Johann von Adenoys (–1303) und Gertrud von Grimmenberg (–nach 1264)
C1. Gerhard II. von Hallermund, „der Jüngere“, Schelegreve (1324), urkundlich 1280, († zw. 25. Juli 1345 und 16. Juli 1346);
 ⚭ () Elisabeth von Everstein-Polle, urkundlich 1297 bis 1320, Tochter von Graf Otto III. (V.) von Everstein, Herr von Polle, (vor 1260–1312/1314) und Luitgard von Schladen ((1295)–1331)
D1. Ludolf von Hallermund, urkundlich 1303
D2. Alheidis (Adelheid) von Hallermund, († 23. Februar 1342);
 ⚭ (vor 27. Februar 1326) Graf Otto I. von Rietberg (* vor 1293; † 12. Januar 1347), Sohn von Graf Konrad II. von Rietberg (vor 1269–1303/1313) und Mechtild N.N. (–1303/1304)
D3. Elisabeth von Hallermund, Kanonissin im Stift Quedlinburg (1326–1356)
D4. Wilbrand V. von Hallermund, minorenn (1326), Domherr zu Hildesheim (1345–1377), Archidiakon zu Elze (1365–1375), urkundlich 1320, († nach 21. August 1377)
D5. Otto II. von Hallermund, minorenn (1326), Ritter (1356), urkundlich 1320 bis 1388, († vor 11. November 1392);
 ⚭ (15. März 1332) Gräfin Adelheid von der Mark († nach 1371), Tochter von Graf Adolf II. von der Mark (vor 1328–1347) und Gräfin Margareta von Kleve (um 1310–nach 1348)
E1. Otto III. von Hallermund, urkundlich 1361, († zw. 4. Oktober 1411 und 11. Dezember 1412);
 ⚭ () Elisabeth N.N., urkundlich 1411
→ Linie im Mannesstamm erloschen
F1. Metta von Hallermund, Pröpstin im Damenstift Vreden (1455)
E2. Wilbrand von Hallermund, minorenn (1361), Herr zu 1/2 Springe (1392), Jonkheer (1395), Abt von Corvey (1396–1406), Elekt (1406), Bischof von Minden (1407–1436), (†† 23. Dezember 1436; ▭ im Mindener Dom)
E3. Sophia von Hallermund, Äbtissin im Kanonissenstift Bassum (1378)
D6. Jutta von Hallermund, minorenn (1326–1353), Nonne im Kloster Barsinghausen (1343)
D7. Heseke von Hallermund, minorenn (1326)
D8. Luckard von Hallermund, Nonne (1337), Äbtissin im Stift Fischbeck (1346–1373), († zw. 29. Juni 1373 und 7. Juli 1373; ▭ in Fischbeck)
D9. Gerhard IV. von Hallermund, urkundlich 1345 bis 1368, († vor 15. April 1384)
D10. Bodo von Hallermund, urkundlich 1344 bis 1357
D11. Adelheid von Hallermund, († vor 1386);
 ⚭ () Albrecht Ordenberg Bock von Wülfingen, urkundlich 1344 bis 1383
D12. Kunigunde von Hallermund, urkundlich 1357
D13. Rixa von Hallermund, urkundlich 1357
C2. Jutta von Hallermund, urkundlich 1281, († zw. 5. Mai 1327 und 15. Juni 1333);
 ⚭ (vor 30. April 1302) Graf Johann II. von Woldenberg, Graf von Werder (1289), urkundlich 1267, († nach 24. Juni 1331), Sohn von Graf Hermann II. von Woldenberg und von Hagen (vor 1234–1271/1272) und Gräfin Hedwig von Wernigerode (vor 1238–(1281))
C3. Gertrud von Hallermund, urkundlich 1282
C4. Wilbrand IV. von Hallermund, Graf (1301)
C5. Margareta von Hallermund, urkundlich 1285;
 ⚭ () Graf Moritz II. von Spiegelberg, urkundlich 1274 bis 1309, († vor 20. August 1316), Sohn von Graf Moritz I. von Spiegelberg (vor 1227–nach 1289) und Gräfin Margarethe von Werle (–)
B2. Ludolf IV. von Hallermund, urkundlich 1251 bis 1291, Domherr zu Hildesheim (1275–1291)
B3. Beata von Hallermund, urkundlich 1296;
 ⚭ () Graf Heinrich II. (V.) von Woldenberg, „der Ältere“ (1290), urkundlich 1267, (* vor 1247; † zw. 5. April 1306 und 1. Juni 1306), Sohn von Graf Heinrich II. von Woldenberg und Hohenbüchen (vor 1240–1273) und Gräfin Kunigunde von Lüchow (–)
B4. Elisabeth von Hallermund, Kanonissin im Stift Gandersheim (1265–1277) († nach 1280)
B5. Kunigunde von Hallermund, (* (1245); † zw. 11. September 1302 und 10. Juli 1304);
 ⚭ (vor 1266) Burchard (IV.) von Wolfenbüttel, genannt von der Asseburg, Vogt von Klein Heiningen, Rat und Marschall von Herzog Heinrich von Braunschweig-Lüneburg (1275), Ritter (1280), urkundlich 1240 bis 1303, (* (1226); † zw. 1303 und 1312), Sohn von Ritter Burchard (III.) von Wolfenbüttel ((1200)–(1261)) und Mechthild von dem Dike ((1205)–)
B6. Gerhard I. von Hallermund, „der Ältere“, urkundlich 1274, († nach 17. Mai 1326);
 ⚭ I: () N.N.;
 ⚭ II: (vor 14. September 1317) Gerburg (von Homburg), urkundlich 1319 bis 1324, († nach 1324), Tochter von (Bodo von Homburg (–(1316)) und Agnes von Everstein-Polle (–(1308)))
C1. [I] Otto von Hallermund, Domherr zu Hildesheim (1324–1328), urkundlich 1301 bis 1328
C2. [I] Ludolf V. von Hallermund, urkundlich 1303, († zw. 10. Februar 1358 und 6. Januar 1361);
 ⚭ () N.N.
D1. Kinder von Hallermund, urkundlich 1361
D2. Heinrich II. von Hallermund, urkundlich 1366
D3. Gerhard V. von Hallermund, urkundlich 1366
D4. Ludolf VI. von Hallermund, urkundlich 1366
C3. [I] Gerhard III. von Hallermund, minorenn (1308–1326), († nach 1338)
C4. [I] Tochter von Hallermund;
 ⚭ (vor 6. September 1308) Hilmar von Oebisfelde, urkundlich 1308 bis 1314
C5. [I] Jutta von Hallermund, geistlich (1311)
C6. [I] Kunigunde von Hallermund, geistlich (1311)
C7. [I] Tochter, geistlich
C8. [II] Heinrich I. von Hallermund, urkundlich (1320–1384), († vor 1402)
C9. [II] Otto I. von Hallermund, Graf (1326–1361), minorenn (1320–1326), Domherr (1356–1359), Domscholasticus (1361–1381), Generalvikar vom Bistum Hildesheim (1363–1365), Domherr zu Halberstadt (1363), († zw. 14. August 1381 und August 1382)
B7. Richeza von Hallermund, Nonne im Kloster Lahde (1306), urkundlich 1272 bis 1306, († nach 1306);
 ⚭ () Heinrich II. von Rüdenberg, Burggraf von Stromberg, urkundlich 1250, († zw. 1. September 1293 und 11. Mai 1295), Sohn von Konrad II. von Rüdenberg, Burggraf von Stromberg, (vor 1217–1253/1261) und N.N.
B8. Irmgard von Hallermund, Pröpstin im Stift Quedlinburg (1290–1299)

## Die Grafen von Schwarzburg zu Schwarzburg und die Grafen von Schwarzburg zu Wachsenburg (1327–1450)
Günther V. (IX.), Graf zu Blankenburg (1266), „der Jüngere“ (1267), „der Ältere“ (1287), urkundlich 1259, († zw. 1. Oktober 1292 und 19. September 1293; ▭ im Kloster Ilm);
 ⚭ I: () (Irmgard) N.N., urkundlich 1267;
 ⚭ II: (Dispens 4° Orvieto 22. November 1283) Helena von Sachsen-Lauenburg († nach 13. September 1337; ▭ im Kloster Loccum), (⚭ II: (vor 14. Februar 1294) Graf Adolf VI. von Schauenburg und Holstein-Pinneberg (* um 1256; † 15. Mai 1315), Sohn von Graf Gerhard I. von Holstein-Schauenburg (1232–1290) und Herzogin Elisabeth von Mecklenburg (–1280)), Tochter von Herzog Johann I. von Sachsen (1249–1285) und Prinzessin Ingeborg (Eriksdotter) von Schweden (–1302). Sie hatten folgende Nachkommen:
A1. [I] Günther VI. (XII.), zu Schwarzburg (1293), zu 1/2 Arnstadt, Wachsenburg und Stadtilm (1306), urkundlich 1280, († 24. Oktober 1308; ▭ im Kloster Ilm);
 ⚭ (vor 21. August 1301) Gräfin Mechtild von Kevernburg, zu Remda (1330), († zw. 14. Januar 1331 und 31. Juli 1334), Tochter von Graf Günther VI. von Kevernburg (–1289) und (Sophie von Lüchow) (–)
B1. Günther VIII. (XVII.), urkundlich 1289 bis 1319, († (1320))
B2. Heinrich VIII. (IX.), Herr zu Schwarzburg (1323), zu Leutenberg (1326), Herr zu Leuchtenburg, Kahla und Roda (1333), zu Stadtilm (1351), landgräflicher Hauptmann in Thüringen (1343), urkundlich 1306, (* um 1300; † nach 11. Juni 1358);
 ⚭ I: () Gräfin Helene von Schauenburg, Nonne im Stift Fischbeck, urkundlich 1319, († vor 28. Januar 1341), Tochter von Graf Adolf VI. von Schauenburg und Holstein-Pinneberg (1256–1315) und Helene von Sachsen-Lauenburg (–1337);
 ⚭ II: (vor 27. Januar 1346) Burggräfin Helena von Zollern-Nürnberg,(⚭ I: () Graf Otto VIII. (VII.) von Weimar-Orlamünde (* vor 1313; † 1334), Sohn von Graf Herman IV. von Weimar-Orlamünde (vor 1279–1319) und Mechtild von Rabenswald (–1334/1338)), (* um 1307; † nach 14. November 1378), Tochter von Burggraf Friedrich IV. von Zollern-Nürnberg, (1287–1332) und Margareta von Kärnten (–1348); Nachkommen siehe hier
B3. Günther X. (XVIII.), zu Leutenberg (1326–1347), Herr zu Leuchtenburg, Kahla und Roda (1333), zu Schwarzburg (1331), Stifter der Linie der Grafen von Schwarzburg-Wachsenburg, zu Wachsenburg (1342), zu Spremberg (1347), zu Pössneck (1352), „der Ältere“ (1352), urkundlich 1305, (* um 1300; † zw. 4. Oktober 1354 und 29. September 1355);
 ⚭ (vor 24. November 1326) Richza von Schlüsselberg († zw. 17. Januar 1348 und 30. Dezember 1359), Tochter von Konrad II. von Schlüsselberg (um 1273–1347) und Elisabeth N.N. (–)
C1. Günther XIII. (XXVI.), zu Wachsenburg (1348), zu Spremberg (1350), Herr zu Hoyerswerda (–1357), zu Leuchtenburg (1358–1361), brandenburgischer Rat (1342), verkauft am 7. Januar 1360 zusammen mit seinem Bruder Johann (Hans) II. das Schloss Spremberg an Kaiser Karl IV. für 5.050 Schock guter Prager Groschen, († Ende 1362);
 ⚭ (vor 25. Juli 1357) Adelheid von Hohenlohe-Uffenheim-Endsee, Tochter von Ludwig von Hohenlohe-Uffenheim-Endsee (vor 1312–1356/1358) und Elisabeth von Nassau (–nach 1359)
D1. Günther XV., zu Wachsenburg und Leuchtenburg (1365), urkundlich 1365 bis 1397
D2. [mit N.N.] Johann von Spremberg, Kapellan von Graf Johann II., der ihn 1382 seinen Blutsverwandten nennt, Pfarrer zu Schelrode (1378), († vor 10. Januar 1379)
C2. Johann (Hans) II., Herr zu Spremberg (1357), Herr zu Hoyerswerda (–1357), zu Wachsenburg (1355–1368), zu Leuchtenburg, Kahla, Roda, 1/2 Schwarzburg und 1/2 Stadtilm (1358–1397), Pfandherr zu Osterburg und 1/2 Themar (1359), verkauft am 7. Januar 1360 zusammen mit seinem Bruder Günther XIII. das Schloss Spremberg an Kaiser Karl IV. für 5.050 Schock guter Prager Groschen, (* 1327; † zw. 28. Februar 1407 und 21. Mai 1407);
 ⚭ I: (vor 16. Juli 1358) Gräfin Richza von Henneberg-Hartenberg († um 1379), (⚭ I: () Graf Heinrich IV. von Weimar-Orlamünde († 1345/1354/1357), Sohn von Graf Heinrich III. von Orlamünde (–1310/1357) und Irmgard von Schwarzburg-Blankenburg (–1354)), Tochter von Graf Poppo X. von Henneberg-Hartenberg (vor 1286–1349) und Richza von Hohenlohe-Weikersheim (vor 1305–1337);
 ⚭ II: () Sophie von Schwarzburg-Blankenburg, urkundlich 1394 bis 1395, (⚭ I: (20. November 1353, Dispens postnuptialis, Avignon; geschieden), Graf Georg von Käfernburg, († 1376), Sohn von Graf Günther XI. von Käfernburg (–1371) und Loretta von Eppstein (–1353);
 ⚭ II: (vor 18. November 1357) Graf Friedrich II. (III.) von Orlamünde-Lauenstein († vor 14. Oktober 1368), Sohn von Graf Otto VIII. (VII.) von Weimar-Orlamünde (vor 1313–1334) und Helena von Zollern-Nürnberg (um 1307–vor 1374);
 ⚭ III: () Graf Heinrich XI. zu Stolberg († 13. Dezember 1377), Sohn von Graf Heinrich V. zu Stolberg (–1329/1347) und Jutta von Hadmersleben (–1347)), Tochter von Graf Günther IX. (XXI.) von Schwarzburg-Blankenburg (1303–1349) und Elisabeth von Hohnstein (–1380))
D1. [I] Richza, († nach 1416);
 ⚭ (vor Pfingsten 1370) Graf Dietrich VII. von Hohnstein, urkundlich 1385, († 12. März 1399), Sohn von Ulrich (Ulman) (III.) von Hohnstein (um 1320–1414) und Agnes von Braunschweig (um 1342–1394)
D2. [I] Günther XVII. (XXIX.), Herr zu Schwarzburg, Domkantor zu Eichstätt und Domherr zu Regensburg (1373), Kanonikus von St. Gereon zu Köln (1373–1377), „der Jüngere“ (1382), „der Ältere“ (1393), († zw. 21. Februar 1395 und 21. Juli 1396);
 ⚭ (6. August 1367, Kinder-Verlöbnis)/(um 1375 Ehevollzug) Gräfin Jutta von Schwarzburg-Blankenburg (*; †), Tochter von Graf Heinrich IX. von Schwarzburg-Blankenburg (um 1325–1372/1373) und Gräfin Agnes von Hohnstein (–nach 1382)
E1. Heinrich XVII. (XXI.), zu Wachsenburg, (* zw. 1376 und 1380; † nach 10. April 1406);
 ⚭ (29. Oktober 1398) Gräfin Margarethe von Hohenlohe-Brauneck, urkundlich 1390 bis 1429, († vor 9. August 1432), (⚭ II: (vor 13. Juli 1417) Johann III., Burggraf von Maidburg, Graf von Hardegg, „der Jüngere“ (1389), Hauptmann von Steyr (1396), Landmarschall von Niederösterreich (1406), Rat von König Sigismund (17. Mai 1419), urkundlich 1378 bis 1423, (* um 1360; † 8. Juni 1427, in Gefangenschaft der Taboriten auf Schloss Waldstein), Sohn von Burggraf Burchard XIII. von Maidburg-Hardegg (um 1330/1335–1388) und Jutta von Anhalt-Zerbst (–1381)), Tochter von Graf Konrad IV. von Hohenlohe-Brauneck in Creglingen (–1390) und Gräfin Anna von Hohenlohe-Weikersheim (1359–1434)
E2. Günther XIX. (XXXII.), Herr zu Schwarzburg und Königsee (1408–1448), und (–1434) Stadtilm, in Niederkranichfeld (–1412), in Ehrenstein und Rudolstadt (1418 partim), urkundlich 1396, (* um 1380; † vor 6. Februar 1450 auf Schloss Tharandt);
 ⚭ I: (16. November 1407) Gräfin Mechthild (Metze) von Henneberg-Schleusingen († nach 3. August 1425), Tochter von Graf Heinrich X. von Henneberg-Schleusingen (1350/1352–1405) und Markgräfin Mathilde von Baden (1368–1425);
 ⚭ II: (18. Februar 1453) Katharina von Schönburg-Glauchau († nach 18. Februar 1453), Tochter von Friedrich XII. von Schönburg-Glauchau (1391–1426) und Burggräfin Sophie von Meißen (–1435)
→ Linie im Mannesstamm erloschen
F1. [I] Margaretha von Schwarzburg-Wachsenburg († zw. 1485 und 1490);
 ⚭ I: (21. Mai 1422) Burggraf Otto II. von Leisnig, Herr zu Penig, Rochsburg und Lauterstein (1435), urkundlich 1417 bis 1452, Sohn von Burggraf Albert VII. (Albrecht IX.) von Leisnig (–1436) und Friederun N.N. (–);
 ⚭ II: (vor 22. Februar 1459) Graf Heinrich V. von Wildenfels, urkundlich 1427 bis 1485, († vor 1490), (⚭ I: () Margareta von Bünau), Sohn von (Anarg von Wildenfels (–nach 1413) und Maria N.N. (–))
F2. [I] Ursula von Schwarzburg-Wachsenburg, minorenn (1415), Erbin von Ehrenstein (1445), (* um 1410; † 1461);
 ⚭ I: (um 1428) Graf Gebhard V. von Mansfeld (* um 1391; † 25. Juli 1438), Sohn von Graf Günther I. (II.) von Mansfeld ((1360)–1412) und Gräfin Elisabeth von Honstein zu Klettenberg (–nach 1412);
 ⚭ II: (1442) Graf Ludwig I. von Gleichen-Blankenhain (* um 1410; † 25. April 1467), Sohn von Graf Heinrich VII. von Gleichen-Heimburg (1365–1415) und Katharina von Blankenhain (–)
F3. [I] Mechtild von Schwarzburg-Wachsenburg, urkundlich 1415 bis 24. April 1446, (* 1409; † nach 4. August 1456);
 ⚭ (um 17. Februar 1435 vor 5. Mai 1439) Heinrich IX., „der Mittlere“, Herr von Gera zu Lobenstein, urkundlich bis 21. Dezember 1480, (* 14. Januar 1406; † vor 21. August 1482), Sohn von Heinrich VII., Vogt und Herr von Gera (1341–1420) und Gräfin Lutrud von Honstein-Heringen (um 1372–1446)
E3. Anna, Nonne (1416), Äbtissin im Kloster Ilm (1418–1421 und 1430–1438 resigniert), urkundlich 1391, († nach 31. März 1439, vor 1447)
E4. [mit N.N.] Günther von Schwarzburg, urkundlich 22. September 1465
D3. [I] Heinrich XV., Domherr zu Köln (1373), Domherr zu Mainz (1389), († 1395)
D4. [I] Johann, Kanonikus von St. Gereon zu Köln (1377); (⚔ 14. Mai 1377 bei Reutlingen)
D5. [I] Balthasar I., urkundlich 1370, († 1396)
D6. [I] Anna, († vor 1412);
 ⚭ () Burggraf Albrecht II. (III.) von Kirchberg († 1427)
D7. [?] Johann, immatrikuliert an der Karls-Universität Prag (1380), Propst von Neumünster (1383), Domherr zu Würzburg (1386), († nach 14. Juni 1386)
C3. Sieghard, Domkustos zu Würzburg (1357), Vikar zu Spremberg (1358), Domherr zu Naumburg (1359), Domherr zu Magdeburg, Mainz und Würzburg (1360), Domherr zu Köln (1361), Dompropst zu Köln (1363), Vitztum zu Magdeburg (1367–1368), (* 1337; † zw. 18. März 1368 und 20. März 1369)
C4. Heinrich, urkundlich 1363, Ritter des Johanniterordens, († nach 28. Januar 1365)
C5. Sophie, († zw. 29. Mai 1399 und 1. September 1417);
 ⚭ (vor 11. November 1361) Hermann IV. von Kranichfeld, Herr zu Kranichfeld (1359), Herr in Kranichfeld und Schauenforst (1375), urkundlich 1350, († nach 27. August 1383), Sohn von Hermann III. von Kranichfeld (–) und Gräfin Irmgard von Käfernburg (–)
C6. Konrad, Ritter des Deutschen Ordens (1351)
B4. Heinrich, Ritter des Deutschen Ordens (1318–1325), Deutscher Orden-Jägermeister zu Christburg (1321), († 1326)
B5. Irmgard, urkundlich 1301
B6. Jutta, Nonne im Kloster Ilm (1301), († nach 1306)
B7. Sophia, urkundlich 1306, Nonne (1330), Priorin im Kloster Ilm (1331), († nach 13. Juli 1342)
B8. Günther, Ritter des Deutschen Ordens in Christburg (1304–1321), Komtur zu Engelburg (1321–1324), Komtur zu Mewe (1325–1333), Komtur zu Christburg und Trappier (1333–1334), Großkomtur (1334–1335), († nach 1335)
B9. Sieghard, consanguineus der Herzöge Andreas und Leo von Russland, Galizien und Lodomerien (1316), Komtur zu Graudenz (1312–1313, 1315–1329, 1331–1336), Komtur zu Christburg (1315), Komtur zu Birgelau (1329–1330), urkundlich 1312 bis 1336
B10. Günther, Deutscher Orden-Kumpan (1320), Komtur zu Osterode (1347–1350), Ritter des Deutschen Ordens (1350–1356), urkundlich 1320 bis 1358
B11. Heinrich, (Bastard), Pfarrer zu Gehren (6. Januar 1331)
A2. [I] Heinrich V. (VI.), urkundlich 1280, († vor 19. September 1293);
 ⚭ () Gräfin Utha (Oda) von Henneberg-Hartenberg, urkundlich 1331, († 1. April 1346; ▭ in Arnstadt), (⚭ II: Graf Heinrich VI. (VII.) von Schwarzburg-Blankenburg (* vor 1285; ⚔ 11. November 1324; ▭ im Grauen Kloster in Berlin), Sohn von Graf Heinrich IV. (V.) von Schwarzburg (–1287) und N.N. (–nach 1267)), Tochter von Graf Poppo X. von Henneberg-Hartenberg (1286–1349) und Richza von Hohenlohe-Weikersheim (1305–1337)
B1. Agnes, († nach 6. Januar 1331);
 ⚭ (1323) Burggraf Otto II. (V.) von Kirchberg in Windberg, urkundlich 1292 bis 1330, († vor 6. Januar 1331), Sohn von Burggraf Otto I. (IV.) von Kirchberg (–1308) und N.N. (–)
B2. Irmgard, nennt Jutta Äbtissin im Kloster Ilm ihre Muhme (1324), Nonne im Kloster Ilm, urkundlich 1324 bis 1340;
 ⚭ () Graf Günther VIII. von Kevernburg, „der Jüngere“ (1295), „der Ältere“ (1304), urkundlich 1280, († zw. 23. August 1318 und 22. August 1324), Sohn von Graf Günther VI. von Kevernburg (–1289) und (Sophie von Lüchow) (–)
A3. [I] Albrecht, Johanniter-Großprior in Germanien, Böhmen und Polen (1322–1326), († 16. März 1327; ▭ in der Johanniter Kirche Würzburg)
A4. [I] Günther, „der Jüngere“ (1293), († nach 21. August 1301)
A5. [I] Johann I., urkundlich 1293 bis 1301, († (1303))
A6. [I] Elisabeth, Nonne im Kloster Ilm (1292), († nach 28. Februar 1308)
A7. [I] Adelheid, urkundlich 1280, († nach 21. Juli 1319);
 ⚭ (vor 1280) Graf Günther VII. von Kevernburg, Herr von Arnstadt (1293), „der Jüngere“ (1278), „der Ältere“ (1293), urkundlich 1259, († 10. Juni 1302), Sohn von Graf Günther V. (–1273/1275) und Mechtilde N.N. (–1285)
A8. [I] Sieghard, Ritter des Deutschen Ordens (1289–1294), Komtur zu Roggenhausen (1290 und 1298–1300), Komtur zu Christburg (1301–1306 und 1308–1311), Landmeister in Preußen (1306), Spittler (1311–1312), Komtur zu Graudenz (1312), († nach 4. September 1312)
A9 [?] Otto urkundlich 1294, Domkellner im Bamberger Dom (1308)

## Die Grafen von Schwarzburg zu Schwarzburg und die Grafen von Schwarzburg zu Leutenberg (1362–1564)
Heinrich VIII. (IX.), Herr zu Schwarzburg (1323), zu Leutenberg (1326), Herr zu Leuchtenburg, Kahla und Roda (1333), zu Stadtilm (1351), landgräflicher Hauptmann in Thüringen (1343), urkundlich 1306, (* um 1300; † nach 11. Juni 1358);
 ⚭ I: () Gräfin Helene von Schauenburg, Nonne im Stift Fischbeck, urkundlich 1319, († vor 28. Januar 1341), Tochter von Graf Adolf VI. von Schauenburg und Holstein-Pinneberg (1256–1315) und Helene von Sachsen-Lauenburg (–1337);
 ⚭ II: (vor 27. Januar 1346) Burggräfin Helena von Zollern-Nürnberg,(⚭ I: () Graf Otto VIII. (VII.) von Weimar-Orlamünde (* vor 1313; † 1334), Sohn von Graf Herman IV. von Weimar-Orlamünde (vor 1279–1319) und Mechtild von Rabenswald (–1334/1338)), (* um 1307; † nach 14. November 1378), Tochter von Burggraf Friedrich IV. von Zollern-Nürnberg, (1287–1332) und Margareta von Kärnten (–1348). Sie hatten folgende Nachkommen:
A1. [I] Günther XII. (XXII.), Herr zu Schwarzburg (1362), in Königsee (1365), zu 1/2 Schwarzburg (1370), „der Jüngere“ (1350), „der Ältere“ (1381), (* um 1322 in Pinneberg; † 4. Juli 1382);
 ⚭ I: (um (1365)) Magdalene Reuß von Plauen zu Greiz, urkundlich 12. Juni 1359, (* um 1341 in Plauen), Tochter von Heinrich II., der Reuße, Herr von Plauen zu Greiz (um 1289–1350) und Prinzessin Salome von Schlesien-Glogau (um 1319–nach 1359); II: (vor 12. August 1371) Prinzessin Gertrud von Anhalt-Bernburg (* vor 5. Januar 1338), Tochter von Fürst Bernhard III. von Anhalt-Bernburg (1300–1348) und Mathilde, Tochter von  Magnus I. von Braunschweig-Wolfenbüttel
B1. [I?] Günther XVIII. (XXVII.), Herr zu Schwarzburg (1382), zu Stadtilm (1383), „der Jüngere“ (1382), „der Ältere“ (1388), († zw. 13. Juni 1397 und 10. Dezember 1399);
 ⚭ (28. August 1390) Anna von Falkenstein, urkundlich 1401 bis 1410, († (1420)), (⚭ I: () Graf Gottfried von Rieneck (* um 1372; † 10. Februar (1389/1390)), Sohn von Graf Gerhard V. von Rieneck (vor 1334–1381) und Ymagina von Bickenbach (vor 1329–1367)), Tochter von Philipp VI. von Falkenstein (vor 1333–1373) und Gräfin Anna von Katzenelnbogen (vor 1325–1350/1353)
C1. Anna, urkundlich 1397, († vor 1421);
 ⚭ (24. Juni 1391) Graf Ernst VIII. von Gleichen, „der Jüngere“ (1398–1414), „der Ältere“ (1420), urkundlich 1390, General des thüringischen Fußvolkes, (⚔ 16. Juni 1426 in der Schlacht bei Aussig), (⚭ II: () N.N. von Tannrode, († ), Tochter von Konrad von Tannrode, Herr zu Straußfurt, (1330–1393/1394) und Irmgard von Honstein-Heringen (1332–1366/1367);
 ⚭ III: (23. Februar 1421 Ehekontrakt)/(vor 20. Dezember 1421) Gräfin Margarete von Henneberg-Schleusingen (* 1386; † vor 23. Oktober 1427), (⚭ I: (23. Januar 1399?/1408) Graf Günther XIV. (XXVIII.) von Schwarzburg-Blankenburg, zu 1/2 Arnstadt, zu Pössneck und Ranis (1389), zu Saalfeld (1388–1389), Herr zu Rudolstadt und Ehrenstein, HRR-Hofrichter (1414–1418), minorenn (1362–1376), urkundlich 1362, (* um 1362; † 30. April 1418 ertrunken im Bodensee; ▭ in der Augustinerkirche Konstanz), Sohn von Graf Heinrich XII. (X.) von Schwarzburg-Arnstadt (1325–1372/1373) und Agnes von Honstein (–1382/1389)), Tochter von Graf Heinrich X. von Henneberg-Schleusingen (1350/1352–1405) und Mathilde von Baden (1368–1425)), Sohn von Graf Ernst I. (VI./VII.) von Gleichen (–1394/1395) und Agnes von Colditz (–1391)
B2. [II] Mechtild, († nach 13. Mai 1428);
 ⚭ (24. August 1383 Ehekontrakt)/(29. Oktober 1398) Graf Johann II. von Wertheim (* um 1360; † nach 29. März 1444), Sohn von Graf Johann I. von Wertheim (vor 1330–1407) und Margareta von Rieneck (vor 1354–1378/1390)
B3. [II] Helene, († vor 23. Januar 1399);
 ⚭ (vor 19. Januar 1389) Graf Günther XIV. (XXVIII.) von Schwarzburg-Blankenburg, zu 1/2 Arnstadt, zu Pössneck und Ranis (1389), zu Saalfeld (1388–1389), Herr zu Rudolstadt und Ehrenstein, HRR-Hofrichter (1414–1418), minorenn (1362–1376), urkundlich 1362, (* um 1362; † 30. April 1418 ertrunken im Bodensee; ▭ in der Augustinerkirche, Konstanz), Sohn von Graf Heinrich XII. (X.) von Schwarzburg-Arnstadt (1325–1372/1373) und Agnes von Honstein (–1382/1389)
A2. [I] Helene, urkundlich 1338 bis 1363;
 ⚭ I: () Graf Albrecht I. (II.) von Mansfeld, urkundlich 1349, (* um 1328; † zw. 23. August 1361 und 6. April 1362), (⚭ I: () Gräfin Jutta von Schwarzburg-Blankenburg († vor 1. Dezember 1358), Tochter von Graf Heinrich X. von Schwarzburg-Blankenburg-Arnstadt (–1336/1338) und Gräfin Elisabeth von Weimar-Orlamünde (1308–1363)), Sohn von Graf Gebhard III. (II.) von Mansfeld–Querfurt (vor 1314–zw. 1332 und 1335) und Gräfin Luitgard von Valkenstein (–);
 ⚭ II: () Gebhard XI. (IV.) von Querfurt (* um 1320; † 23. November 1383), Sohn von Bruno III. von Querfurt (1280–1345/1350) und Mechtild von Barby (–)
A3. [I] Gerhard, Domherr im Naumburger Dom (1354) und kaiserlicher Hofkapellan (–1357), Propst im Stift zur Alten Kapelle (1354–1355), Domherr im Magdeburger Dom (1355–1359), Dompropst zu Magdeburg (1357–1363), Domherr im Würzburger Dom, Bamberger Dom und Straßburger Münster (1358), Elekt (1359), Bischof von Naumburg (1366–1372), Domkellner zu Straßburg und Domherr im Mainzer Dom und Kölner Dom (1363), Bischof von Würzburg (1372–1400), Apostolischer Vikar für Erfurt (1377–1381), Pfleger des Stiftes Fulda (1391), urkundlich 1353, († 9. November 1400 in Würzburg; ▭ im Würzburger Dom)
A4. [I] Günther, Domherr im Merseburger Dom (1357), Kanoniker zu Rendsburg (1357–1362), Ritter des Deutschen Ordens (1363), († nach 28. Januar 1365)
A5. [I] Heinrich, Domherr im Regensburger Dom (1357), († nach 1. Mai 1371)
A6. [I] Heinrich, Domherr im Würzburger Dom (1359–1362), Domthesaurarius (–1362), Domherr im Naumburger Dom (–1374), Pfarrer zu Kitzingen, († vor 15. Februar 1394)
A7. [I] Sophia, urkundlich 1353 bis 1394, († um 1394);
 ⚭ () Burggraf Meinher V. (VI.) von Meißen, urkundlich 1348, (* um 1335; † zw. 29. September 1386 und 6. Dezember 1386; ▭ im Meißner Dom), Sohn von Burggraf Hermann III. von Meißen, Graf von Hartenstein (1324) (vor 1308–1351) und Willibirg von Querfurt (−1336)
A8. [I] Mechtild (Mathilde), Äbtissin im Kloster Ilm (1348 und 1355–1383), († nach 25. April 1383)
A9. [I] Margarethe, Nonne (1348), Priorin im Kloster Ilm (1373), urkundlich 1348 bis 1373, († 1382/1389)
A10. [I] Adolf, urkundlich 1354
A11. [?] Albrecht, Deutscher Orden Hauskomtur zu Königsberg (1337–1380), Komtur zu Schönsee (1389–1392), Komtur zu Schwetz (1392–1396), Komtur zu Danzig (1396–1407), Komtur zu Thorn (1407–1410), Oberster Trappier des Deutschen Ordens (1410), (⚔ 15. Juli 1410 in der Schlacht bei Tannenberg)
A12. [II] Heinrich XI. (XV.) von Schwarzburg, zu Leutenberg (1365), zu Remda (1372), „der Jüngere“ (1358), urkundlich 1355 bis 1401, († 1402; ▭ im Kloster Ilm);
 ⚭ (um 1373) Anna von Plauen, zu Remda, urkundlich 1396, (* um 1354; † nach 26. Oktober 1412), Tochter von Heinrich VI. (VIII.), „der Jüngere“, Vogt von Plauen, (um 1324–1370) und Luitgard von Kranichfeld (um 1334–1376)
B1. Heinrich XVI. (XXII.), Domherr im Würzburger Dom (1391–1401), in Leutenberg (1404) und Remda (–1432), (* 1375; † nach 2. Mai 1426, (1434/1438); ▭ im Kloster Ilm);
 ⚭ I: () (Margareta N.N., urkundlich 1412);
 ⚭ II: () Gräfin Elisabeth von Weimar-Orlamünde, († nach 15. Juni 1449), Tochter von Graf Otto VIII. (X.) von Weimar-Orlamünde (–1404/05) und Lukardis von Gera (1335–1399/1415)
C1. Söhne, urkundlich 1434
C2. [I/II?] Heinrich XX. (XXV.), zu Leutenberg, zu Lauenstein (1450), zu 1/2 Schwarzburg (1453), (* 1412; † zw. 15. September 1462 und 27. Juni 1464 auf Leutenberg);
 ⚭ (vor 1449) Brigitte von Gera, urkundlich 21. August 1482 bis 1490(?), (* 1437; † nach 1490), Tochter von Heinrich IX., „der Mittlere“ von Gera zu Lobenstein (1406–1482) und Gräfin Mechtild von Schwarzburg-Wachsenburg (1409–1456)
D1. Elisabeth, Nonne (1467), Priorin (1492), Äbtissin im Kloster Ilm (1509–1520), († nach 8. Februar 1520) (1527)
D2. Balthasar II., minorenn (–1473), in 1/2 Schwarzburg, Königsee und Langewiesen (–1500), resigniert (1521), römisch-katholisch, (* 1453; † 18. Juni 1525; ▭ in der Stadtkirche Leutenberg);
 ⚭ (1494) Anna Sack zu Maldorf (Mühltroff) (* 1470)
E1. Johann Heinrich, in Leutenberg (1521), zu Wildenfels (1533–1536), Augsburger Bekenntnis (1533), (* 1496; † 14. März 1555 in Glauchau; ▭ in Leutenberg);
 ⚭ (13. Januar 1527) Margarethe von Weida, Erbin von Wildenfels, urkundlich 13. Januar 1527 bis 1. November 1569, (* um 1500; † nach 1. November 1569), Tochter von Heinrich XXIV. (XXII.), „der Jüngere“ von Weida ( um 1470–1531) und Gräfin Margarete von Mansfeld-Querfurt (um 1461–1531)
F1. Heinrich, († jung)
F2. Balthasar, († 1555)
F3. Gerhard, († jung)
F4. Margareta von Schwarzburg-Leutenberg (* (1529); † 18. März 1559 in Harburg; ▭ ebenda);
 ⚭ I: (6. Mai 1550) Heinrich XV. „der Jüngere“ von Gera zu Schleiz (* 1476; †† 7. August 1550 auf Schloss Burgk; ▭ in der Bergkirche in Schleiz),
 …(⚭ I: um (24. Oktober 1510) Ludmilla von Lobkowicz und Hassenstein a.d. H. Lischkow, urkundlich 24. Oktober 1510, († zw. 3. Juni und 11. September 1532), Tochter von Freiherr Nikolaus (Mikuláš) III. von Hassenstein (Hasištejnský) zu Lobkowitz (1461–1500) und Magdalena von Minitz auf Lischkow (1469/1474–1510/1515);
 …⚭ II: () Margarete N.N., urkundlich 21. März 1533, († vor 11. September 1549)),
 …Sohn von Heinrich XII. „der Mittlere“ von Gera zu Schleiz (1438–1500) und Gräfin Hedwig von Mansfeld-Heldrungen (1441–1527);
 ⚭ II: (8. September 1551) Herzog Otto II. von Braunschweig-Harburg, (* 25. September 1528 in Celle; † 26. Oktober 1603 in Harburg; ▭ ebenda), Sohn von Herzog Otto I. von Braunschweig-Harburg (1495–1549) und Meta von Campe (–1580)
F5. Albrecht, (* (1530); † 26. Januar 1555 in Jena; ▭ in der Kollegienkirche Jena)
F6. Sieghard, geisteskrank (1554), († 1560 auf Schloss Schwarzburg nach Sturz aus einem Fenster)
F7. Katharina von Schwarzburg-Leutenberg († 5. April 1568 in Münchenlohra; ▭ in Blankenburg);
 ⚭ I: (1556) Graf Ernst VI. von Hohnstein, Herr in Klettenberg (1552), († 25. Juni 1562; ▭ in Walkenried), Sohn von Graf Ernst V. von Hohnstein (–1552) und Gräfin Anna von Bentheim (–1559);
 ⚭ II: (7. März 1568 in Ellrich) Graf Botho II. von Regenstein (* 7. Januar 1531; † 4. Oktober 1594 in Stiege; ▭ in Blankenburg), Sohn von Graf Ulrich X. (IX./XVI.) von Regenstein und Blankenburg (1499–1551) und Gräfin Magdalena zu Stolberg (1511–1546)
F8. Philipp I., in Leutenberg, minorenn (1555–1559), (* (1540); †† 8. Oktober 1564 in Leipzig; ▭ in Leutenberg);
 ⚭ (4. Dezember 1559 in Saalfeld) Herzogin Katharina von Braunschweig-Grubenhagen (* 30. August 1524; † 24. Februar 1581 in Saalfeld; ▭ in der Johanneskirche ebenda), (⚭ I: (12. Februar 1542 in Torgau) Herzog Johann Ernst I. von Sachsen-Coburg (* 10. Mai 1521 in Coburg; † 8. Februar 1553 ebenda), Sohn von Kurfürst Johann von Sachsen (1468–1532) und Prinzessin Margarethe von Anhalt-Köthen (1494–1521)), Tochter von Herzog Philipp I. von Braunschweig-Grubenhagen (1476–1551) und Gräfin Katharina von Mansfeld-Vorderort (1501–1535)
→ Linie erloschen
F9. Elisabeth Brigitta von Schwarzburg-Leutenberg (* um 1534; † 23. Juni 1564 in Gera; ▭ ebenda);
 ⚭ (1556) Heinrich XVI. „der Jüngere“ Reuß von Plauen, Herr zu Greiz (1535–1547) und Herr zu Greiz und Gera (1562–1564), Herr zu Kranichfeld (1535–1572), als Heinrich I., „der Jüngere“, Herr zu Gera (1564–1572), (* 29. Dezember 1530 in Greiz; † 6. April 1572 in Schleiz; ▭ 11. April 1572 in der Johanniskirche, Gera), (⚭ II: (6. Januar 1566 in Zeitz) Gräfin Dorothea zu Solms-Laubach (* 26. November 1547 in Södel; † 18. September 1595 in Gera; ▭ 7. Oktober 1595 ebenda), Tochter von Graf Friedrich Magnus zu Solms-Laubach (1521–1561) und Gräfin Agnes zu Wied (1520–1588)), Sohn von Heinrich XIII. „der Stille“ Reuß von Plauen (um 1464–1535) und Gräfin Amalia von Mansfeld-Vorderort (um 1506–1557)
E2. Georg Philipp, († 19. Januar 1499; ▭ in der Stadtkirche Leutenberg)
D3. Mechtild (Mathilde), (* um 1457; † 1492);
 ⚭ (18. Februar 1478 in Königswart) Heinrich III. von Plauen, Burggraf von Meißen (1482–1519), Landvogt der Niederlausitz (1494–1504), Herr zu Königswart, Petschau, Neuhartenstein und Theusing in Böhmen, verzichtet 1482 endgültig auf seine Ansprüche auf Plauen zu Gunsten der Wettiner, erhielt aber das Recht für sich und seine Nachkommen, weiterhin den Titel eines Burggrafen von Meißen zu führen, urkundliche Bestätigung 1490 durch Kaiser Friedrich III., 1489 Hauptmann des Löwlerbundes, urkundlich seit 2. November 1456, (* um 1453; † 28. August 1519 auf Burg Hartenštejn), (⚭ II: (25. November 1503 in Waldmünchen) Prinzessin Barbara von Anhalt-Köthen (* um 1485; † zw. 10. August 1532 und 8. Februar 1533), (⚭ II: (1521), ⚮ (10. Juni 1528) Jan Mastovsky von Kolowrat auf Maschau († nach 1580)), Tochter von Fürst Waldemar VI. von Anhalt-Köthen (1450–1508) und Gräfin Margarete von Schwarzburg-Blankenburg (1464–1539))

B2. Albrecht I., in Preussen (1411–1414), Domherr im Kölner Dom (1392), Domherr im Würzburger Dom (1389–1401 resigniert), Ritter des Deutschen Ordens, († 15. Juli 1421)
B3. Gerhard, Domherr zu Mainz und Würzburg (1389)
B4. Albrecht II., zu Leutenberg (1404–1429), († nach 7. November 1431)
B5. Günther (XXXIV.), Domherr (1384–1422), Archidiakon im Würzburger Dom (1410–1446), Elekt von Dorpat (1413), Domherr im Dom zu Eichstätt (1420), Domherr im Kölner Dom und Propst von St. Nicolai in Stendal (1422), Landrichter des Herzogtum Franken (1427), urkundlich vor 1408 bis 1442, († 10. Oktober nach 1445; ▭ in Leutenberg)
B6. Sieghard, Domherr im Dom zu Eichstätt (1418), Domherr im Würzburger Dom (1425), urkundlich 1400, († nach 31. August 1434)
B7. Helena, custodia im Kloster Ilm (1401)
B8. Wilburg, urkundlich 2. Mai 1426, († nach 1426);
 ⚭ I: () Friedrich II. von Heideck (* um 1350/1355; † 9. Mai 1423), Sohn von Friedrich I. von Heideck (–1374) und Gräfin Adelheid von Henneberg-Aschach (–1369);
 ⚭ II: (23. Oktober 1424 Dispens 4°, vor 2. Mai 1426) Heinrich VIII. „der Ältere“, Herr von Gera (1420–1426), Herr zu Burgk (1425–1426), erhält bei der Landesteilung von 1425 Schloss Burgk, die Pflegen Langenberg und Reichenfels sowie Vorwerk Tinz, (* 2. März 1404; †† ⚔ 16. Juni 1426 in der Schlacht bei Aussig),(⚭ I: (30. August 1412 in Kronach) Gräfin Margarete von Wertheim, urkundlich 30. August 1412 bis 23. September 1415, († vor 23. Oktober 1424), Tochter von Graf Johann II. von Wertheim (1360–1444) und Gräfin Mathilde von Schwarzburg (-1435)), Sohn von Heinrich VII., Vogt und Herr von Gera (1341–1420) und Gräfin Lutrud von Honstein-Heringen (um 1372–1446)
B9. Hans, Deutscher Orden-Pfleger zu Grünhof (1436)
B10. Siegfried, Komtur zu Balga (1472)
B11. Agnes, urkundlich 1408, (* um 1395; † nach 16. Oktober 1435);
 ⚭ I: () Graf Ludwig VI. (XI.) von Rieneck, urkundlich 1358, († 29. März 1408), (⚭ I: ((13. Juli 1354)) Gräfin Elisabeth (Else) von Rieneck († zw. 1358 und 30. April 1361), Tochter von Graf Gerhard V. von Rieneck (vor 1334–1365/1381) und Ymagina von Bickenbach (vor 1329–1367); ⚭ II: ((19. Juli 1365)) Gräfin Kunigunde von Sponheim-Bolanden († nach 25. August 1389), Tochter von Graf Philipp von Sponheim-Bolanden (–1336/1338) und Raugräfin Lisa N.N. (–)), Sohn von Graf Johann von Rieneck (vor 1334–1363/1366) und Heilwig von Isenburg-Büdingen (vor 1332–nach 1363);
 ⚭ II: (9. August 1414) Graf Bernhard I. (IV.) von Regenstein und Blankenburg (* um 1392; † zw. 13. September 1422 und 24. Juni 1423), Sohn von Graf Ulrich von Regenstein und Blankenburg (1355–1410) und Katharina zur Lippe (1370–1415/1425)

## Die Grafen von Schwarzburg zu Blankenburg, zu Arnstadt 1326, zu Frankenhausen 1340, zu Sondershausen 1356, zu 1/2 Schwarzburg 1453
Heinrich IV. (V.), Graf zu Blankenburg (1266), urkundlich 1259 bis 1283, († vor 2. Mai 1287);
 ⚭ () N.N., urkundlich 1267. Sie hatten folgende Nachkommen:
A1. Jutta von Schwarzburg-Blankenburg (* um 1277; † nach 10. Mai 1329 im Kloster Ilm);
 ⚭ I: (vor 30. März 1289) Heinrich I., „der Reuße“, Vogt und Herr von Plauen (jüngere Linie) (1274(?)-1295), Ritter (1289), (* um 1256; † 12. Dezember 1295), Sohn von Heinrich I., Vogt von Plauen-Gera (um 1226–1303) und Gräfin Kunigunde von Lützelstein (um 1234–1302);
 ⚭ II: (vor 8. Februar 1305) Markgraf Friedrich Clem von Meißen, (* 1273; † 25. April 1316), Sohn von Markgraf Heinrich dem Erlauchten (1215–1288) und Elisabeth von Maltitz (1238/1239–1333)
A2. Günther, Ritter des Deutschen Ordens (1278), Komtur von Graudenz (1291–1298), Landkomtur vom Kulmer Land (1299–1301, 1303 und 1306–1315), Vetter von Gräfin Adelheid von Kevernburg, Burggraf Otto III. von Dohna nennt ihn 1318 unser Öhmen, († nach 21. Januar 1315)
A3. Heinrich VI. (VII.), Herr von Blankenburg (1290), zu 1/2 Arnstadt, Wachsenburg und Stadtilm (1306), zu Saalfeld (1323), Vormund und Avunculus von Landgraf Friedrich dem Ernsthaften, Burggraf Otto III. von Dohna nennt ihn 1318 unser Öhmen, urkundlich 1285, (* vor 1285; ⚔ 11. November 1324 in der Mark Brandenburg);
 ⚭ I: () Gräfin Christina von Gleichen-Tonna, urkundlich 1292, († nach 18. September 1296), Tochter von Albert (Albrecht) I. (III.), Herr zu Tonna und Gleichen (–1290) und Cecilie (Margarete) Esbernsdatter (Udsen) (–);
 ⚭ II: () Gräfin Utha (Oda) von Henneberg-Hartenberg, urkundlich 1331, († 1. April 1346; ▭ in Arnstadt), (⚭ I: () Graf Heinrich V. von Schwarzburg, urkundlich 1280, († vor 19. September 1293), Sohn von Günther V., Graf zu Blankenburg, (–1292/1293) und (Irmgard) N.N., urkundlich 1267), Tochter von Graf Poppo X. von Henneberg-Hartenberg (1286–1349) und Richza von Hohenlohe-Weikersheim (1305–1337)
B1. [I] Günther, Domherr im Magdeburger Dom, urkundlich 1296, († 28. September 1314)
B2. [I] Heinrich VII. (X.), Herr von Blankenburg, zu Arnstadt (1326), Pfandherr von Rudolstadt (1334), urkundlich 1296 bis 1336, († vor 4. März 1338 auf Pilgerfahrt nach Jerusalem);
 ⚭ (vor 5. Juni 1321), Gräfin Elisabeth von Weimar-Orlamünde (* um 1308; † nach 26. Februar 1363; ▭ in Saalfeld), Tochter von Graf Otto IV. von Weimar-Orlamünde (vor 1279–1318) und Katharina von Hessen (1286–1322)
C1. Heinrich IX. (XII.), zu Schlotheim, Rudolstadt und Frankenhausen (1340), zu 1/2 Arnstadt (1343), zu Blankenburg und Saalfeld (1346), „der Jüngere“ (1354), Herr zu Sondershausen und Ehrenstein (1356), HRR-Hofrichter (1363–1365), Hauptmann der Altmark (1366), Pfandherr von Belitz (26. Juni 1367), urkundlich 1323 bis 1371, (* um 1325; † nach 21. Mai 1372/vor 4. Dezember 1373);
 ⚭ (24. Februar 1338) Gräfin Agnes von Hohnstein-Sondershausen, († nach 1382), Tochter von Graf Heinrich V. (III.) von Honstein zu Sondershausen (–1356) und Mathilde von Braunschweig-Göttingen (–1357)
D1. Elisabeth (Elsa) von Schwarzburg-Blankenburg, urkundlich 4. Dezember 1367 bis 28. Mai 1399, (* um 1341; † nach 28. Mai 1399 vor 23. Oktober 1401);
 ⚭ (vor 4. Dezember 1367) Heinrich VII., Vogt und Herr von Gera (1377–1420), (* 3. Mai 1341; † zw. 26. Februar und 22. Juli 1420), (⚭ II: (23. Oktober 1401 in Rom, Eltville 24. Januar 1402 Dispens affinitatis) Gräfin Lutrud von Honstein-Heringen, urkundlich 23. Oktober 1401 bis 24. April 1446, (* um 1372; † 24. April 1446), Tochter von Graf Dietrich VI. (VII.) von Honstein-Heringen (1337–1393) und Gräfin Lutrud von Mansfeld (1335–1394) ), Sohn von Heinrich V., Vogt und Herr von Gera, (um 1308–1377) und Gräfin Mechtild von Kevernburg (um 1313–1375/1376)
D2. Heinrich, immatrikuliert an der Universität Orléans (1364/1365), Domherr im Magdeburger Dom (1364), Propst in Jechaburg (1364–1374), Domherr im Merseburger Dom, Hildesheimer Dom und Naumburger Dom (1374), Offizial (1385), Archidiakon im Bistum Würzburg (1391), († 15. Februar 1394)
D3. Heinrich XII. (XVII.), († vor 1374)
D4. Heinrich XIII. (XVIII.), in Rudolstadt, Blankenburg und Ranis (1378), zu 1/2 Arnstadt (1379), urkundlich 1362, († zw. 19. April 1387 und 8. März 1400);
 ⚭ I: () N.N. (–);
 ⚭ II: () Agnes N.N. (? von Gera, Tochter von Heinrich V., Vogt und Herr von Gera, (um 1308–1377) und Gräfin Mechtild von Kevernburg (um 1313–1375/1376))
D5. Mathilde (Mechtild) von Schwarzburg-Blankenburg (* um 1350; † 26. Juni 1381);
 ⚭ (vor 15. Januar 1369) Gebhard XI. von Querfurt, Herr zu Vitzenburg (–1356), Graf zu Querfurt (1358), Herr zu Nebra (1364), Herr zu Allstedt (1369), urkundlich 1329, (* um 1320; † 25. November 1383; ▭ in der Stiftskirche, Burg Querfurt), (⚭ I: () Gräfin Elisabeth von Mansfeld-Querfurt, urkundlich 1353, († vor 21. Dezember 1368; ▭ in Mansfeld), Tochter von Graf Burchard V. von Mansfeld-Querfurt (–1354/1358) und Gräfin Oda von Wernigerode (1290–1343); ⚭ II: (nach 23. August 1361) Gräfin Helene von Schwarzburg, urkundlich 1338 bis 1363, (⚭ I: () Graf Albrecht I. (II.) von Mansfeld, urkundlich 1349, (* um 1328; † zw. 23. August 1361 und 6. April 1362)), Tochter von Graf Heinrich IX. (VII.) von Schwarzburg (1300–1356/1361) und Helene von Holstein (–1341)), Sohn von Bruno III. von Querfurt (um 1280–nach 1345) und Mechtild von Barby, urkundlich 1334, (–)
D6. Jutta von Schwarzburg-Blankenburg (*; †);
 ⚭ (6. August 1367 Kinder-Verlöbnis)/(um 1375 Ehevollzug) Graf Günther XVII. von Schwarzburg-Wachsenburg († zw. 21. Februar 1395 und 21. Juli 1396), Sohn von Graf Johann (Hans) II. von Schwarzburg-Wachsenburg (1327–1407) und Gräfin Richza von Henneberg-Hartenberg (–um 1379)
D7. Günther XIV. (XXVIII.) von Schwarzburg-Blankenburg, zu 1/2 Arnstadt, zu Pössneck und Ranis (1389), zu Saalfeld (1388–1389), Herr zu Rudolstadt und Ehrenstein, HRR-Hofrichter (1414–1418), minorenn (1362–1376), urkundlich 1362, (* um 1362; † 30. April 1418 ertrunken im Bodensee; ▭ in der Augustinerkirche Konstanz);
 ⚭ I: (vor 19. Januar 1389) Gräfin Helene von Schwarzburg († vor 23. Januar 1399), Tochter von Graf Günther XII. von Schwarzburg (um 1322–1382) und Prinzessin Gertrud von Anhalt-Bernburg (vor 1338–);
 ⚭ II: (23. Januar 1399) Gräfin Margarete von Henneberg-Schleusingen, zu Ilmenau (1421), zu Pössneck (1424), (* (1386); † vor 23. Oktober 1427, (2. November) 1437/1438), (⚭ II: (vor 20. Dezember 1421, Kontrakt 23. Februar) Graf Ernst VIII. von Gleichen (⚔ 16. Juni 1426 in der Schlacht bei Aussig), Sohn von Graf Ernst I. (VI./VII.) von Gleichen (–1394/1395) und Agnes von Colditz (–1391)), Tochter von Graf Heinrich X. von Henneberg-Schleusingen (1352–1405) und Markgräfin Mechtild von Baden (1368–(1425))
E1. [I] Elisabeth, urkundlich 1404
E1. [I] Tochter, urkundlich 25. Juli 1408, wegen Verlobungsauflösung quittiert ihr Vater über 500 Rheinische Gulden dem Beinahe-Schwiegersohn Heinrich I. von Hartenstein, Burggraf von Meißen, (* vor 1381; † 1423)
D8. [?] Heinrich, († (1436)?)
C2. Elisabeth, Nonne im Kloster Ilm (1365), urkundlich 1339 bis 1365
C3. Jutta von Schwarzburg-Blankenburg, urkundlich 1357, († (1358) (1361)?);
 ⚭ () Graf Albrecht I. (II.) von Mansfeld, urkundlich 1349, (* um 1328; † zw. 23. August 1361 und 6. April 1362), (⚭ II: () Gräfin Helene von Schwarzburg, urkundlich 1338 bis 1363); Sohn von Graf Gebhard III. (II.) von Mansfeld–Querfurt (vor 1314–1332/1335) und Gräfin Luitgard von Valkenstein (–)
C4. Günther XI. (XXV.), zu 1/2 Arnstadt, in Sondershausen (1356), „der Jüngere“ (1346), Pfandherr von Belitz (26. Juni 1367), urkundlich 1345, (* 9. September 1331; † 6. Juni 1368; ▭ in der Liebfrauenkirche, Arnstadt);
 ⚭ (vor 11. Juni 1347) Gräfin Elisabeth von Hohnstein-Sondershausen, urkundlich 1347 bis 1379, († (1381); ▭ in der Liebfrauenkirche, Arnstadt), Tochter von Graf Heinrich V. (III.) von Honstein zu Sondershausen (–1356) und Mathilde von Braunschweig-Göttingen (–1357)
D1. Heinrich XIV. (XX.), zu Arnstadt, Sondershausen und Frankenstein (1377), zu Blankenburg (1391), zu Plaue (1411), Statthalter der Altmark (1403), markgräflich brandenburgischer Rat (1410), „der Ältere“ (1413), urkundlich 1369, (* um 1350; † nach 29. September 1413; ▭ in der Liebfrauenkirche, Arnstadt)
D2. Günther XVI. (XXX.), Mitherr zu Arnstadt, Sondershausen und Frankenstein (1377), zu Blankenburg (1391), Verweser der Mark Brandenburg (1405), landgräflicher Rat (1410), königlicher Rat (1415), (* 1352; † 7. Juli 1416; ▭ in der Liebfrauenkirche, Arnstadt);
 ⚭ (vor 20. Januar 1375, Kontrakt 30. März 1362) Anna von Leuchtenberg (* (1354); † 24. Januar 1423; ▭ in der Liebfrauenkirche, Arnstadt), Tochter von Landgraf Johann I. von Leuchtenberg (1334–1407) und Macella (Metze) von Rosenberg (–1380)
E1. Heinrich XVIII. (XXIII.), „der Jüngere“, Herr zu Blankenburg, Domherr im Mainzer Dom, Bamberger Dom und Domkantor im Dom zu Eichstätt (1389), Domherr im Würzburger Dom (1389–1404), Dompropst im Mainzer Dom (1403), († (10. Oktober 1410));
 ⚭ () Gräfin Elisabeth von Weimar-Orlamünde, Frau von Lauenstein (1449), († nach 15. Juni 1449), Tochter von Graf Otto VII. (X.) von Weimar-Orlamünde (–1404/1405) und Lukardis von Gera (1335–1399/1415)
E2. Günther, immatrikuliert an der Universität Bologna (1398–1399), immatrikuliert an der Universität Padua und Universität zu Köln (1400), Propst zu Jechaburg (1393–1404), Domherr zu Würzburg und Köln (1394–1401), Domherr zu Naumburg (1394), Domherr zu Mainz, Bamberg und Speyer (1397–1401), Dompropst in Mainz, Administrator und Erzbischof von Magdeburg (1403–1445), (* 1382; † 23. März 1445 auf Burg Giebichenstein; ▭ im Magdeburger Dom)
E3. Heinrich XIX. (XXIV.), zu Arnstadt, Blankenburg, Sondershausen und Frankenhausen (1415), zu Göritz (1421), zu Heringen (partim) (1432), zu Stadtilm (1434), kursächsischer Hofmeister (1433), (* 1388; † 7. Oktober 1444 in Arnstadt; ▭ ebenda);
 ⚭ (1413) Katharina von Braunschweig-Lüneburg († zw. 3. Mai 1436 und 26. November 1439), Tochter von Herzog Friedrich I. von Braunschweig-Lüneburg (1357–1400) und Anna von Sachsen (–1426)
F1. Anna, urkundlich 1428, (* 26. Januar 1416 in Arnstadt; † 24. Dezember 1481);
 ⚭ (17. Juni 1435 in Sondershausen) Graf Botho (VII.) zu Stolberg-Wernigerode, urkundlich 1394, († 15. März 1455; ▭ in der St.-Martini-Kirche in Stolberg), Sohn von Graf Heinrich XVI. (VIII.) zu Stolberg (–1403) und Gräfin Elisabeth von Mansfeld (–1398)
F2. Heinrich XXI. (XXVI.), Herr zu Arnstadt und Sondershausen (1443), zu Schloss Käfernburg (1446), zu 1/2 Schwarzburg (1453), Stifter der Linie der Grafen von Schwarzburg zu Arnstadt, Sondershausen und Rudolstadt, herzoglich sächsischer Rat (1446), „der Jüngere“ (1439), „der Ältere“ (1454), (* 23. Oktober 1418; † 13. Januar 1488; ▭ in der Liebfrauenkirche, Arnstadt);
 ⚭ (15. Juli 1434) Prinzessin Elisabeth von Kleve (* 1. Oktober 1420; † März 1488; ▭ in der Liebfrauenkirche, Arnstadt), Tochter von Herzog Adolf II. von Kleve, Graf von der Mark, (1373–1448) und Prinzessin Maria von Burgund (um 1393–1463); Nachkommen siehe hier
F3. Margarethe, (* 15. April 1421; ~ 13. Mai 1421; † jung)
E4. Günther, Domherr zu Augsburg (1396), Domherr zu Hildesheim und Halberstadt (1397), Domherr zu Würzburg (1411), (* 1391; † nach 1414)
E5. Anna, († 16. Januar 1431 in Freiberg; ▭ in Reinhardsbrunn);
 ⚭ (vor 29. September 1407) Friedrich der Friedfertige, Landgraf von Thüringen (1406), Markgraf von Meißen (1407), (* vor 30. November 1384; † 7. Mai 1440 auf der Runneburg in Weißensee; ▭ in Reinhardsbrunn), Sohn von Balthasar von Thüringen (1336–1406) und Margaretha von Zollern-Nürnberg (1359–1389/1391)
D3. Günther, verzichtet auf sein Erbe (1379), urkundlich 1367, († nach 1. Januar 1381)
C5. Heinrich, „der Jüngere“ (1340), Ritter des Deutschen Ordens in Preußen (1340–1347)
B3. [I] Günther IX. (XXI.), zu Arnstadt (1326), zu Blankenburg, 1/4 Saalfeld, zu Rudolstadt und Kahla (1330), zu Leuchtenburg und Tautenburg (–1345), zu Dornburg (1345), 30. Januar 1349 bis 26. Mai 1349 Gegenkönig HRR von Karl IV., (* 1304 auf der Blankenburg; † 14. Juni 1349 in Frankfurt am Main; ▭ im Frankfurter Dom);
 ⚭ (vor 9. September 1331) Gräfin Elisabeth von Honstein († um 4. April 1380), Tochter von Graf Heinrich II. (IV.) von Honstein (um 1275–vor 1344) und Gräfin Irmgard von Kevernburg-Arnstadt (um 1282–vor 1320)
C1. Sophie von Schwarzburg-Blankenburg, urkundlich 1394 bis 1395;
 ⚭ I: (20. November 1353, Dispens postnuptialis, Avignon; geschieden), Graf Georg von Käfernburg, († 1376), Sohn von Graf Günther XI. von Käfernburg (–1371) und Loretta von Eppstein (–1353);
 ⚭ II: (vor 18. November 1357) Graf Friedrich II. (III.) von Orlamünde-Lauenstein († vor 14. Oktober 1368), Sohn von Graf Otto VIII. (VII.) von Weimar-Orlamünde (vor 1313–1334) und Helena von Zollern-Nürnberg (um 1307–vor 1374);
 ⚭ III: () Graf Heinrich XI. zu Stolberg († 13. Dezember 1377), Sohn von Graf Heinrich V. zu Stolberg (–1329/1347) und Jutta von Hadmersleben (–1347);
 ⚭ IV: () Graf Johann II. von Schwarzburg-Wachsenburg (* 1327; † zw. 28. Februar 1407 und 21. Mai 1407), Sohn von Graf Günther XVIII. von Schwarzburg-Wachsenburg (um 1300–1354/1355) und Richza von Schlüsselberg (–1348/1359)
C2. Elisabeth, Nonne im Kloster Ilm (1367–1378), († (1380))
C3. Agnes von Schwarzburg-Blankenburg († 13. April 1399; ▭ im Kloster Frauenroth);
 ⚭ (1366; 22. Juni 1369 Dispens 4° Montefiascone) Graf Hermann IV. (III.) von Henneberg-Aschach (1352–1403), verkauft Aschach 1390, kauft Hartenberg 1371, (* 1315/vor 1346; † (27. Januar/28. März) 1403), Sohn von Graf Heinrich VI. von Henneberg-Aschach (vor 1293–1355/1356) und Gräfin Sophie von Käfernburg (–1358)
C4. Heinrich X. (XIII.), zu 1/2 Arnstadt und Frankenhausen, (* zw. September 1338 und 1344 (1339); † November 1357)
C5. Mathilde (Mechtild) von Schwarzburg-Blankenburg (* um 1340; † 4. Juni 1373);
 ⚭ (vor 29. November 1357) Graf Gebhard IV. von Mansfeld, Domherr zu Magdeburg (1355), Herr zu Querfurt (–1381), königlicher Rat (1377), († 5. November 1382), (⚭ II: (um 1375) Gräfin Elisabeth von Käfernburg († vor 15. März 1382), Tochter von Graf Günther XI. (XII.) von Käfernburg (–1371) und Loretta von Eppstein (–1353)), Sohn von Graf Gebhard III. (II.) von Mansfeld–Querfurt (vor 1314–1332/1335) und Gräfin Luitgard von Valkenstein (–)
B4. [I] Jutta (Judith) von Schwarzburg-Blankenburg (* 1306; † 11. September 1352);
 ⚭ () Albrecht V. von Barby, Graf von Mühlingen, urkundlich 1306 bis 1332, (* um 1281; † 16. August 1332; ▭ in Barby), Sohn von Albrecht IV. von Barby, Graf von Mühlingen, (um 1260–1312) und N.N. (–)
B5. [I] Jutta, Nonne im Kloster Ilm (1316)
B6. [I] Irmgard von Schwarzburg-Blankenburg († 26. März 1354);
 ⚭ (um 26. Juli 1314) Graf Heinrich III. von Weimar-Orlamünde († nach 26. März 1354) (1357), Sohn von Graf Hermann III. von Weimar-Orlamünde (um 1230–1283) und N.N. (–nach 1279)
B7. [I] Heinrich, Deutscher Orden-Waldmeister in Christburg (1321), Komtur zu Engelsburg (1316–1325)
A4. Günther VII. (XV.), zu Blankenburg (1290), zu Leutenberg (–1326), Landrichter (1315–1341), Oberster Hauptmann in Thüringen (1321), „der Ältere“ (1320), (* um 1270; † 10. Dezember 1352);
 ⚭ I: () N.N., urkundlich 1326;
 ⚭ II: (29. Dezember 1327 Dispens 4°, Avignon) Katharina von Gera, Tochter von Heinrich II., „der Ältere“, Vogt von Gera, (um 1254–1306/1311) und Gräfin Irmgard von Weimar-Orlamünde (um 1264–1318);
 ⚭ III: () Mechthild N.N., urkundlich 1358 bis 1373
B1. [I] Heinrich, urkundlich 1334
B2. [I] Friedrich, urkundlich 1334
A5. Günther, Dominikaner (1293–1333), († 5. April 1345)
A6. Heinrich, Franziskaner (OFM), urkundlich 1293, († 1304)
A7. Heinrich, († vor 19. Oktober 1307)
A8. Jutta, Nonne (1316), Äbtissin von Kloster Ilm (1321–1342), († 18. Juli 1358)
A9. Agnes, Kellnerin (1306 und 1323–1326), Nonne im Kloster Ilm (1321–1323)

## Die Grafen von Schwarzburg zu Arnstadt, Sondershausen, Rudolstadt und Frankenhausen im 15. und 16. Jahrhundert
Heinrich XXI. (XXVI.), Herr zu Arnstadt und Sondershausen (1443), zu Schloss Käfernburg (1446), zu 1/2 Schwarzburg (1453), herzoglich sächsischer Rat (1446), „der Jüngere“ (1439), „der Ältere“ (1454), (* 23. Oktober 1418; † 13. Januar 1488; ▭ in der Liebfrauenkirche, Arnstadt);
 ⚭ (15. Juli 1434) Prinzessin Elisabeth von Kleve (* 1. Oktober 1420; † März 1488; ▭ in der Liebfrauenkirche, Arnstadt), Tochter von Herzog Adolf II. von Kleve, Graf von der Mark, (1373–1448) und Prinzessin Maria von Burgund (um 1393–1463). Sie hatten folgende Nachkommen:
A1. Günther XX. (XXXVI.) von Schwarzburg-Arnstadt, „der Ältere“ (1471), (* 8. Juli 1439; † 30. Dezember 1503 in Rudolstadt; ▭ in der Liebfrauenkirche, Arnstadt);
 ⚭ (22./29. Oktober 1458 in Arnstadt) Gräfin Margarete von Henneberg-Schleusingen (* 10. Oktober 1444; † zw. 16. Februar 1485 und 3. März 1485), Tochter von Graf Wilhelm III. von Henneberg-Schleusingen (1415–1444) und Gräfin Katharina von Hanau (1408–1460)
B1. Margarethe, (*† 26. Januar 1462)
B2. Margarethe, (* 16. Juni 1464 in Rudolstadt; † 1. Juli 1539 in Köthen; ▭ in der St.-Jakobs-Kirche ebenda);
 ⚭ (24. Januar 1485 in Köthen) Fürst Waldemar VI. von Anhalt-Köthen (* 1450; † 1. November 1508 in Köthen), Sohn von Fürst Georg I. von Anhalt-Dessau (1390–1474) und Sophie (Adelsgeschlecht unbekannt) (–1451)
A2. Heinrich, Domherr zu Würzburg (1451), Propst zu Jechaburg (1451–1459), Domherr zu Köln (1453), Domherr zu Merseburg (1457), Rektor der Universität Erfurt (1458), Domherr zu Halberstadt (1458), Domherr zu Mainz und Propst von St. Peter (1465), als Heinrich II. Erzbischof von Bremen (1463–1496), als Heinrich III. Bischof von Münster (1465–1496), (* 13. November 1440; † 24. Dezember 1496; ▭ im Dom zu Münster)
A3. Katharina (* 2. Februar 1442; † 9. November 1484; ▭ in der Peterskirche, Erfurt);
 ⚭ I: (5. November 1458 in Arnstadt) Graf Burchard VII. von Mansfeld, minorenn (1452–1455), (* um 1434; † 23. September 1460 in Arnstadt), Sohn von Graf Volrad I. (II.) von Mansfeld ((1380)–1450) und Gräfin Anna von Gleichen (–1431 vor 1435) oder Margaretha von Schlesien-Glogau-Sagan ((1415/1425)–nach 1491);
 ⚭ II: (1462) Graf Siegmund I. von Gleichen-Tonna (* um 1422; † 8. März 1494 in Tonna; ▭ in der Peterskirche, Erfurt), Sohn von Graf Ernst VIII. (II./IX.) von Gleichen (1390–1426) und Gräfin Margareta von Henneberg-Schleusingen (1386–1427)
A4. Günther, (* 8. Juni 1443; † 1443)
A5. Heinrich, Domherr und Propst von St. Peter (1461), Domherr zu Köln (1462), immatrikuliert an der Universität zu Köln (1462), immatrikuliert an der Universität Bologna (1464), Propst zu Jechaburg und Amtmann zu Rusteberg (1465–1475), Domherr zu Straßburg (1470), Domthesaurarius zu Magdeburg (1474), Domherr zu Magdeburg (1475–1478), (* 19. November 1445; ⚔ 22. Februar 1481 in Bremen)
A6. Günther XXI. (XXXVIII.), „der Mittlere“ (1476), (* 1450 in Rudolstadt; ⚔ 19. November 1484 vor Delmenhorst; ▭ im Bremer Dom);
 ⚭ (1470) Katharina von Querfurt († 22. Februar 1521 in Kelbra; ▭ ebenda), (⚭ II: (1497) Graf Philipp II. von Waldeck-Eisenberg (* 3. März 1453; † 26. Oktober 1524 auf der Sparrenburg), Sohn von Graf Volrad I. von Waldeck (1399–1475) und Gräfin Barbara von Wertheim (1420/1422–1443/1470)), Tochter von Bruno VI. (VIII./XI.) von Querfurt (nach 1418–1496) und Gräfin Anna von Gleichen-Tonna (–1481)
B1. Heinrich XXII. (XXXI.), Herr in Sondershausen, Frankenhausen, Kelbra, und 1/2 Heringen, Straußberg, Benneckenstein etc. (1496–1526), in Preußen (1493–1498), röm.-katholisch, (* (30.?) November 1473; † 4. August 1526 in Nordhausen; ▭ ebenda);
 ⚭ I: (1499 auf Burg Lohra; Dispens 12. Januar 1499, Erfurt) Gräfin Magdalena von Hohnstein (* (1480); † 28. Juni 1504 in Sondershausen; ▭ in der Stadtkirche ebenda), Tochter von Graf Ernst IV. von Hohnstein (1440–1508) und Margarete von Gera (um 1445–1489/1497);
 ⚭ II: (19. August 1506) Gräfin Anna von Nassau-Wiesbaden-Idstein (* 19. Juli 1490 in Leiden; † 10. November 1550), Tochter von Graf Adolf III. von Nassau-Wiesbaden-Idstein (1443–1511) und Gräfin Margareta von Hanau-Lichtenberg (1463–1504)
C1. [I] Günther XXIII. (XL.) „mit dem fetten Maul“, in Arnstadt und 1/2 Schwarzburg (vor 1525), in Frankenhausen, Keula, Kyffhäuser (1532), in Blankenburg etc. (1538), kurbrandenburgischer Rat (1532), genannt „der Jüngere“, Augsburger Bekenntnis (1542), führt die Reformation 1541 in Sondershausen ein, (* 31. Oktober 1499 in Sondershausen; † 10. November 1552 in Gehren; ▭ in der Liebfrauenkirche, Arnstadt);
 ⚭ (29. November 1528 in Sondershausen) Gräfin Elisabeth von Isenburg-Büdingen zu Ronneburg (* um 1500; † 14. Mai 1572 in Sondershausen; ▭ in der Liebfrauenkirche, Arnstadt), Tochter von Graf Philipp von Isenburg-Büdingen in Ronneburg, Seibold, Meerholz, Langendiebach, Grundau und Wächtersbach, (1467–1526) und Gräfin Amalia von Rieneck (1478–1543)
D1. Günther XXIV. (XLI.), „der Streitbare“ (Bellicosus) zu Arnstadt, Herr zu Leutenberg (1564), Graf von Schwarzburg-Arnstadt (1571–1583), Geheimer- und Kriegsrat von Erzherzog Matthias, dem Statthalter der Niederlande (1577), (* 25. September 1529 in Sondershausen; † 23. Mai 1583 in Antwerpen; ▭ in Sondershausen, 7. November 1585 in der Liebfrauenkirche Arnstadt);
 ⚭ (17. November 1560 auf Schloss Neideck in Arnstadt) Gräfin Katharina von Nassau-Dillenburg (* 29. Dezember 1543 in Dillenburg; † 25. Dezember 1624; ▭ in Arnstadt), Tochter von Graf Wilhelm „der Reiche“ von Nassau-Dillenburg (1487–1559) und Gräfin Juliana zu Stolberg (1506–1580)
D2. Magdalena, (* 6. September 1530; † 7. September 1565 auf Burg Arnstein; ▭ in der St. Andreas Kirche, Eisleben);
 ⚭ (29. Oktober 1552 in Arnstadt) Graf Johann Albrecht von Mansfeld-Vorderort, Herr zu Arnstein (1563), (* 5. Februar 1522 in Heldrungen; † 8. Juli 1586 in Eisleben; ▭ in der St. Andreaskirche, ebenda), (⚭ II: (30. Januar 1570 in Kranichfeld) Gräfin Katharina von Gleichen-Blankenhain (* 21. Dezember 1548 in Nieder-Kranichfeld; † 9. Februar 1601 in Remda; ▭ ebenda), Tochter von Graf Karl III. von Gleichen-Blankenhain (1517–1599) und Gräfin Walpurgis von Henneberg (1516–1570)), Sohn von Graf Ernst II. von Mansfeld-Vorderort (1479–1531) und Gräfin Dorothea zu Solms-Lich (1493–1578)
D3. Amelia, (* 3. November 1531; † 23. Oktober 1543)
D4. Johann Günther I., Herr in Sondershausen (1570), in Arnstadt (1584), Graf von Schwarzburg-Sondershausen (1571–1586), immatrikuliert an der Universität Erfurt (1547), Domherr zu Köln (1538), Domherr zu Bamberg und Würzburg (1543–1567), Domherr zu Straßburg (1549–1564) resigniert, Confessio Augustana (1552), (* 20. Dezember 1532 in Sondershausen; † 28. Oktober 1586 in Arnstadt; ▭ in Sondershausen);
 ⚭ (16. Februar 1566 in Delmenhorst) Gräfin Anna von Oldenburg-Delmenhorst (* 3. April 1539 in Oldenburg; † 25. August 1579 in Sondershausen; ▭ ebenda), Tochter von Graf Anton I. von Oldenburg und Delmenhorst (1505–1573) und Herzogin Sophie von Sachsen-Lauenburg-Ratzeburg (1521–1571)
E1. Sophie Elisabeth, Kanonissin im Stift Herford (1621), (* 23. März 1568 in Sondershausen; † 15. September 1621 in Sondershausen; ▭ ebenda)
E2. Ursula, (* 23. März 1568 in Sondershausen; † 18. September 1568 ebenda)
E3. Klara, (* 12. Mai 1569 in Sondershausen; † 3. Mai 1639 in Sondershausen; ▭ ebenda)
E4. Günther XXV. (XLII.), Graf von Schwarzburg-Sondershausen (1586–1643), unter Vormundschaft seiner Onkel, den Grafen Johann VII. und Anton II. von Oldenburg, bis 1591/1593, (* 7. September 1570 in Sondershausen; † 7. Januar 1643 in Arnstadt; ▭ ebenda)
E5. Anton Heinrich, Graf von Schwarzburg-Sondershausen (1586–1638), unter Vormundschaft seiner Onkel, den Grafen Johann VII. und Anton II. von Oldenburg, bis 1592/1593, (* 7. Oktober 1571 in Sondershausen; † 10. August 1638 in Sondershausen; ▭ ebenda); uneheliche Nachkommen siehe hier
E6. Katharina, Dechantin im Stift Herford (1612), (* 18. Oktober 1572 in Sondershausen; † 25. November 1626 in Arnstadt; ▭ in Sondershausen)
E7. Sabine, (* 12. Oktober 1573 in Sondershausen; † 14. Dezember 1628 in Sondershausen; ▭ in der Stadtkirche Sondershausen)
E8. Anna, (* 19. Oktober 1574 in Sondershausen; † 2./3. November 1640 in Arnstadt; ▭ in Sondershausen)
E9. Marie, (* 27. März 1576; † 22. Juni 1577; ▭ in Sondershausen)
E10. Johann Günther II., Graf von Schwarzburg-Sondershausen (1586–1631), bis 1598/1599 unter Vormundschaft, (* 3. Mai 1577 in Sondershausen; † 16. Dezember 1631 in Sondershausen; ▭ 1632 ebenda)
E11. Christian Günther I., Graf von Schwarzburg-Sondershausen (1586–1599–1642), bis 1599 unter Vormundschaft, (Ilmer Vertrag vom 21. November 1599), (* 11. Mai 1578 in Sondershausen; † 25. November 1642 in Arnstadt; ▭ in der Trinitatiskirche, Sondershausen);
 ⚭ (15. (Juni/November) 1612 in Rudolstadt) Gräfin Anna Sibylla von Schwarzburg-Rudolstadt (* 14. März 1584 in Rudolstadt; † 22. August 1623 in Ebeleben; ▭ 1627 in Sondershausen), Tochter von Graf Albrecht III. (VII.) von Schwarzburg-Rudolstadt (1537–1605) und Gräfin Juliana von Nassau-Dillenburg (1546–1588); Nachkommen siehe hier
E12. Dorothea von Schwarzburg-Sondershausen (* 23. August 1579 in Sondershausen; † 5. Juli 1639 in Gammelgaard; ▭ in der Schlosskapelle Sonderburg);
 ⚭ (26. November 1604 in Oldenburg) Herzog Alexander von Schleswig-Holstein-Sonderburg (* 20. Januar 1573 in Sonderburg; † 13. Mai 1627 in Sonderburg; ▭ in der Schlosskapelle ebenda), Sohn von Herzog Johann II. von Schleswig-Holstein-Sonderburg (1545–1622) und Herzogin Elisabeth von Braunschweig-Grubenhagen (1550–1586)
D5. Wilhelm, Herr zu Frankenhausen, Heringen, Kelbra und Straußberg, Graf von Schwarzburg-Frankenhausen (1571–1598), (* 4. Oktober 1534 in Sondershausen; † 30. September 1598 auf Burg Straußberg; ▭ 6. November 1598 in der Stadtkirche St. Peter und Paul, Frankenhausen);
 ⚭ I: (6. April 1567 in Schlackenwerth) Gräfin Elisabeth Schlik zu Bassano und Weißkirchen (* 1552; † 23. November 1590 in Frankenhausen; ▭ in der Oberpfarrkirche ebenda), Tochter von Graf Joachim Schlik zu Bassano und Weißkirchen (1525–1572) und Gräfin Lucretia von Salm-Neuburg (um 1526–1585);
 ⚭ II: (6. Mai 1593 auf Schloss Frankenhausen) Herzogin Clara von Braunschweig-Lüneburg (* 16. Januar 1571 in Celle; † 18. Juli 1658 auf Schloss Heringen; ▭ in der Stadtkirche St. Peter und Paul, Frankenhausen), Tochter von Herzog Wilhelm „der Jüngere“ zu Braunschweig-Lüneburg (1535–1592) und Prinzessin Dorothea von Dänemark (1546–1617)
D6. Philipp, (* 12. April 1536; † 1536)
D7. Albrecht III. (VII.), Herr in Rudolstadt (1574), in Schwarzburg, Blankenburg, Leutenberg und Paulinzelle (1583), in Frankenhausen (1599), (Ilmer Vertrag vom 21. November 1599), Graf von Schwarzburg-Rudolstadt (1571–1599–1605), (* 16. Januar 1537 in Sondershausen; † 10. April 1605 in Rudolstadt; ▭ ebenda);
 ⚭ I: (Kontrakt 25. Mai in Dillenburg, 14. Juni 1575 ebenda) Gräfin Juliana von Nassau-Dillenburg (* 10. August 1546 in Dillenburg; † 31. August 1588 in Rudolstadt; ▭ in der Kirche St. Andreas, ebenda), Tochter von Graf Wilhelm „der Reiche“ von Nassau-Dillenburg (1487–1559) und Gräfin Juliana zu Stolberg (1506–1580);
 ⚭ II: (2. März 1591 in Weilburg) Gräfin Elisabeth von Leiningen-Westerburg (* 29. Juli 1568; † 27. Oktober 1617 in Leutenberg; ▭ in Rudolstadt), Tochter von Graf Reinhard II. von Leiningen-Westerburg (1530–1584) und Gräfin Ottilia von Manderscheid-Blankenheim (1536–1597); Nachkommen siehe hier
D8. Otto Heinrich, (* 15. Juli 1538 in Straußberg; † 1539)
D9. Anna Sibylla, (* 25. Oktober 1540 in Arnstadt; † 3. August 1578 in Offenbach; ▭ ebenda);
 ⚭ (24. Juni 1571 in Arnstadt) Graf Ludwig III. von Isenburg-Büdingen (* 30. Mai 1529; † 7. Februar 1588 in Offenbach; ▭ ebenda), (⚭ II: (13. August 1581 in Offenbach) Gräfin Maria von Hohnstein († 2. Februar 1586 in Offenbach), Tochter von Graf Volkmar Wolfgang von Hohnstein (1512–1580) und Gräfin Margarethe von Barby (1528–1567)), Sohn von Graf Johann V. zu Isenburg-Birstein (1476–1533) und Gräfin Anna von Schwarzburg-Blankenburg (1497–1546)
D10. Elisabeth, (* 13. April 1541 in Sondershausen; † 26. Dezember 1612 in Oldenburg);
 ⚭ (29. Juli 1576 in Delmenhorst) Graf Johann VII. (XVI.) von Oldenburg, Herr in Jever (1575), in Oldenburg (1577), in Kniphausen (1592), (* 9. September 1540 in Oldenburg; † 12. November 1603 ebenda), Sohn von Graf Anton I. von Oldenburg und Delmenhorst (1505–1573) und Herzogin Sophie von Sachsen-Lauenburg-Ratzeburg (1521–1571)
C2. [I] Anna, Nonne im Kloster Kelbra, (* 7. September 1500 in Sondershausen; † (1525))
C3. [I] Margareta, Nonne im Kloster Kelbra (1522), Äbtissin von Kloster Ilm (1525–1525), Kanonissin (1525), dann Pröpstin im Stift Quedlinburg, (* 19. Mai 1502 in Sondershausen; † März/April 1540 in Quedlinburg)
C4. [I] Heinrich, Domherr zu Köln (1514), Domherr zu Straßburg und Propst im Chorherrenstift St. Peter und Paul, Jechaburg (1518), (* 5. Februar 1504 in Sondershausen; † 5. August 1528 in Pont-à-Mousson, ertrunken)
C5. [II] Heinrich XXIV. (XXXIV.), „der Jüngere“ zu Frankenhausen, Herr in Sondershausen, Kelbra, Schernberg (1532), führt die Reformation 1536 in Frankenhausen ein, (* 7. August 1507 in Sondershausen; † 10. Januar 1537 in Frankenhausen; ▭ in Sondershausen);
 ⚭ (4./17. März 1531 in Dresden) Margareta von Schönberg († nach 1537), Tochter von Caspar von Schönberg „der Ältere“ auf Sachsenburg (–1491) und Barbara von Maltitz (–)
B2. Katharina, (* um 1476; † 27. November 1514; ▭ im Maria Magdalenen Stift in Hanau);
 ⚭ (vor 16. Februar 1496) Graf Reinhard IV. von Hanau-Münzenberg (* 14. März 1473; † 30. Januar 1512; ▭ im Chor der Marienkirche, Hanau), Sohn von Graf Philipp I. von Hanau-Münzenberg (1449–1500) und Gräfin Adriana von Nassau-Dillenburg (1449–1477)
B3. Margareta, (* 1482; † 1. Februar 1518; ▭ in Grünsfeld);
 ⚭ (kurz vor 20. Januar 1502) Landgraf Johann IV. von Leuchtenberg (* 1470 in Pfreimd; † 1. September 1531 in Grünsfeld), (⚭ II: () N.N.), Sohn von Landgraf Friedrich V. von Leuchtenberg (–1487) und Gräfin Dorothea von Rieneck, Frau von Grünsfeld und Lauda (um 1440–1503)
B4. Barbara, Küsterin (1505), Kellnerin (1512–1521), Äbtissin von Kloster Ilm (1522), (* um 1484; † vor 26. März 1523 in Stadtilm; ▭ in der Klosterkirche, ebenda)
A7. Heinrich, Domherr zu Hildesheim (1473), Domherr zu Straßburg (1478–1479), Propst zu Jechaburg und Pfarrer zu Rudolstadt (1481), Dompropst zu Hildesheim, Domherr zu Bremen und Postulat von Riga (1484), (* 10. August 1452; † 31. März 1499; ▭ im Hildesheimer Dom)
A8. Günther XXII. (XXXIX.), „der Bremer“, Statthalter im Stift Bremen (1469–1478), Herr in Arnstadt, Blankenburg, Rudolstadt, Stadtilm, Greußen etc. (1496), in 1/2 Schwarzburg (1507), „der Jüngste“ (1475), röm.-katholisch, (* 30. Mai 1455; † 8. August 1531 in Arnstadt; ▭ in der Liebfrauenkirche, ebenda);
 ⚭ (3. November 1493 in Sondershausen, Kontrakt 25. April in Frankenhausen) Gräfin Amalie (Amaley) von Mansfeld (* 1473; † 18. Juli 1517; ▭ in der Liebfrauenkirche, Arnstadt), Tochter von Graf Volrad II. (III.) von Mansfeld (um 1443–1499) und Gräfin Margarethe von Honstein (–1508)
B1. Ottilie, (* 11. September 1495 in Sondershausen; † 20. Juni 1542);
 ⚭ (7. Juni 1523 in Arnstadt) Karl I. Schenk von Limpurg, Herr zu Speckfeld, römisch-katholisch, (* 17. März 1498; † 2. September 1558), (⚭ II: (1543) Wild- und Rheingräfin Adelheid von Salm-Kyrburg († 12. Oktober 1580), Tochter von Wild- und Rheingraf Johann VII. von Salm-Kyrburg (1493–1531) und Gräfin Anna von Isenburg-Büdingen-Kelsterbach (–1551/1557)), Sohn von Gottfried II. von Limpurg-Obersontheim (1474–1530) und Margarethe Schlik zu Bassano und Weißkirchen (–1538/1539)
B2. Anna, (* 23. Februar 1497; † 1546? nach 1554?);
 ⚭ (25. Mai 1516/17. Juni 1516 in Arnstadt) Graf Johann V. zu Isenburg-Birstein, römisch-katholisch, (* 1476; † 18. Mai 1533 in Büdingen), Sohn von Graf Ludwig II. von Isenburg-Büdingen (1422–1511) und Gräfin Maria von Nassau-Wiesbaden-Idstein (1438–1480)
B3. Heinrich XXIII. (XXXII.), „der Mittlere“, Herr in Rudolstadt (1527), in Arnstadt (1531), Augsburger Bekenntnis (1527), führt die Reformation 1532 in Rudolstadt und 1533 in Arnstadt ein, (* 23. März 1499; † 12. Juli 1538 in Arnstadt; ▭ in der Liebfrauenkirche, ebenda);
 ⚭ (14. November 1524) Gräfin Katharina von Henneberg-Schleusingen, Augsburger Bekenntnis, (* 14. Januar 1506; † 7. November 1567 in Rudolstadt; ▭ in der Stadtkirche Rudolstadt), Tochter von Graf Wilhelm VI. von Henneberg-Schleusingen (1478–1559) und Markgräfin Anastasia von Brandenburg (1478–1534)
C1. Anastasia Günthera, (* 31. März 1526 in Arnstadt; † 1. April 1570 auf Schloss Eisenberg; ▭ in St. Kilian, Korbach);
 ⚭ (6. Juni 1546 auf Schloss Waldeck) Graf Wolrad II. von Waldeck (* 27. März 1509 in Eisenberg; † 15. April 1575 in Eilhausen; ▭ in St. Kilian, Korbach), Sohn von Graf Philipp III. von Waldeck-Eisenberg (1486–1539) und Gräfin Adelheid von Hoya (vor 1487–1513)
C2. Heinrich Wilhelm, (*† 31. Januar 1527)
C3. Amalie, (* 23. März 1528; † nach 9. Mai 1589);
 ⚭ (1549) Graf Christoph II. von Mansfeld-Mittelort (* 11. September 1520; † 29. August 1591 in Dresden), Sohn von Graf Gebhard VII. von Mansfeld-Hinterort (1483–1558) und Gräfin Margarethe von Gleichen-Blankenhain (–1567)
C4. Wilhelm Heinrich, (* 9. März 1529; † vor 22. Februar 1545)
C5. Günther Wilhelm, (* 4. März 1530; † vor 22. Februar 1545)
C6. Anna Maria, posthuma, (* 7. Dezember 1538 in Rudolstadt; † 11. August 1583 auf Schloss Höhnscheid in Gefangenschaft);
 ⚭ I: (8. Oktober 1554 in Waldeck) Graf Samuel von Waldeck-Wildungen, (* 2. Mai 1528 auf Schloss Waldeck; 〰 in der Pfarrkirche Niederwildungen; † 6. Januar 1570 auf Schloss Alt-Wildungen; ▭ 10. Januar in der Pfarrkirche in Niederwildungen), Sohn von Graf Philipp IV. von Waldeck-Wildungen (1493–1574) und Gräfin Margarete von Ostfriesland (1500–1537);
 ⚭ II: (im Spätherbst 1570 auf Schloss Altwildungen) Magister Göbert Raben, genannt Kalbskopf, (* um 1534 in Wildungen; † nach 1574 in Marburg, erstochen)
B4. (illegitim mit N.N.) Balthasar Bremer, urkundlich 1531 bis 1561, († nach 1561);
 ⚭ (vor 10. März 1531) Helena N.N. († nach 29. Oktober 1545)
C1. Christoph Bremer, immatrikuliert an der Friedrich-Schiller-Universität Jena (1548/1549)
B5. (illegitim mit N.N.) Adelheid, († nach 1545);
 ⚭ (um 1515) Erasmus Eichhorn, gräflich schwarzburgischer Sekretär und Rentmeister, urkundlich 1492 bis 1523, († vor 1541)
A9. Heinrich, Kleriker (1487), Domherr zu Köln (1492), Domherr zu Straßburg (vor 1498), Propst zu Jechaburg (1499), (* 31. Dezember 1456; † 11./12. Juni 1505 in Arnstadt in Haft)
A10. Marie, (* 16. Juni 1458; † 1458)
A11. Marie, (* 4. November 1459; † 9. Dezember 1459)
A12. (illegitim mit N.N.) Hans Bruno, urkundlich 3. Mai 1469;
 ⚭ () Ilse N.N. († nach 3. Mai 1469)

## Die Grafen und (seit 1710) Fürsten von Schwarzburg-Rudolstadt (1599–1793)
Albrecht III. (VII.), Herr in Rudolstadt (1574), in Schwarzburg, Blankenburg, Leutenberg und Paulinzelle (1583), in Frankenhausen (1599), (Ilmer Vertrag vom 21. November 1599), Graf von Schwarzburg-Rudolstadt (1571–1599–1605), (* 16. Januar 1537 in Sondershausen; † 10. April 1605 in Rudolstadt; ▭ ebenda);
 ⚭ I: (Kontrakt 25. Mai in Dillenburg, 14. Juni 1575 ebenda) Gräfin Juliana von Nassau-Dillenburg (* 10. August 1546 in Dillenburg; † 31. August 1588 in Rudolstadt; ▭ in der Kirche St. Andreas, ebenda), Tochter von Graf Wilhelm „der Reiche“ von Nassau-Dillenburg (1487–1559) und Gräfin Juliana zu Stolberg (1506–1580);
 ⚭ II: (2. März 1591 in Weilburg) Gräfin Elisabeth von Leiningen-Westerburg (* 29. Juli 1568; † 27. Oktober 1617 in Leutenberg; ▭ in Rudolstadt), Tochter von Graf Reinhard II. von Leiningen-Westerburg (1530–1584) und Gräfin Ottilia von Manderscheid-Blankenheim (1536–1597). Sie hatten folgende Nachkommen:
A1. [I] Karl Günther, Graf von Schwarzburg-Rudolstadt (1605–1630), Herr zu Ehrenstein (1610), Mitglied der Fruchtbringenden Gesellschaft, (5. September 1616), (* 6. November 1576; † 24. September 1630 in Kranichfeld; ▭ in Rudolstadt);
 ⚭ (13. Juni 1613 in Rudolstadt) Prinzessin Anna Sophia von Anhalt, Gründungsmitglied der „Tugendlichen Gesellschaft“ als „die Getreue“, (* 15. Juni 1584 in Dessau; † 9. Juni 1652 in Oberkranichfeld; ▭ in Rudolstadt), Tochter von Fürst Joachim Ernst von Anhalt (1536–1586) und Prinzessin Eleonore von Württemberg (1552–1618)
A2. [I] Elisabeth Juliana, Gründungsmitglied der „Tugendlichen Gesellschaft“ als „die Beständige“, (* 1. Januar 1578; † 28. März 1658 in Rudolstadt; ▭ ebenda)
A3. [I] Sophia, (* 1. März 1579 in Rudolstadt; † 24. August 1630 in Mühlingen; ▭ in Barby);
 ⚭ (30. März 1595 in Rudolstadt) Graf Jost II. von Barby, Herr zu Mühlingen, (* 8. Mai 1544; † 9. August 1609 in Rosenburg; ▭ in der Johanniskirche, Barby); Sohn von Graf Wolfgang I. von Barby (1494/1502–1564/1565) und Gräfin Agnes von Mansfeld-Mittelort (1511–1558)
A4. [I] Magdalena, Mitglied der „Tugendlichen Gesellschaft“ als „die Verschwiegene“, (* 12. April 1580 in Rudolstadt; † 22. April 1652 in Gera; ▭ 16. Juni 1652 ebenda);
 ⚭ (21. Mai 1597 in Rudolstadt) Heinrich II. „Posthumus“ oder „der Nachgeborene“ Reuß von Plauen, Herr zu Gera (1572–1635), Herr zu Kranichfeld (1572–1615), Herr zu Lobenstein (1577–1635), Herr zu Saalburg (1596–1635), Herr zu Schleiz (1616–1635), (* 10. Juni 1572 auf Schloss Osterstein, Gera; † 3. Dezember 1635 in Gera; ▭ 4. Februar 1636 ebenda), (⚭ I: (7. Februar 1594 in Weikersheim) Gräfin Magdalene von Hohenlohe-Weikersheim (* 27./28. Dezember 1572 in Neuenstein; † 2. April 1596 in Gera; ▭ 20. April 1596 ebenda), Tochter von Graf Wolfgang von Hohenlohe-Weikersheim (1546–1610) und Gräfin Magdalena von Nassau-Dillenburg (1547–1633)), Sohn von Heinrich XVI. „der Jüngere“ Reuß von Plauen (1530–1572) und Gräfin Dorothea zu Solms-Laubach (1547–1595)
A5. [I] Ludwig Günther I., Graf von Schwarzburg-Rudolstadt in Frankenhausen (1612), in Stadtilm (1624), in Rudolstadt (1630), (* 27. Juni 1581 in Rudolstadt; † 4. November 1646 ebenda; ▭ ebenda);
 ⚭ (4. Februar 1638 in Rudolstadt) Gräfin Aemilia Antonia von Oldenburg-Delmenhorst, Kanonissin zu Quedlinburg (1637), übernahm zusammen mit Heinrich II. Reuß zu Gera die vormundschaftliche Regierung (1646), (* 15. Juni 1614 in Delmenhorst; † 4. Dezember 1670 auf der Friedensburg in Leutenberg; ▭ in der Stadtkirche Rudolstadt), Tochter von Graf Anton II. von Oldenburg-Delmenhorst (1550–1619) und Sibylle Elisabeth von Braunschweig-Dannenberg (1576–1630)
B1. Sophia Juliana, (* 3. März 1639; † 14. Februar 1672 in Rudolstadt an Masern; ▭ in der Stadtkirche St. Andreas, ebenda)
B2. Ludaemilia Elisabeth, (* 7. April 1640; † 12. März 1672 in Rudolstadt an Masern; ▭ in der Stadtkirche St. Andreas, ebenda)
B3. Albert Anton (Albrecht Anton), Graf von Schwarzburg-Rudolstadt (1646–1710), minorenn, bis 1662 unter Vormundschaft seiner Mutter Aemilia Antonia, Erhebung in den Reichsfürstenstand (3. September 1697) durch Kaiser Leopold I., (Reichsfürstliche Würde wird jedoch erst 1710 nach Erneuerung des Privilegs angenommen), resigniert (1707) krankheitsbedingt, (* 2. März 1641 in Rudolstadt; † 15. Dezember 1710 ebenda; ▭ in der Stadtkirche St. Andreas, ebenda);
 ⚭ (7. Juni 1665 in Rudolstadt) Gräfin Æmilie Juliane von Barby-Mühlingen (* 19. August 1637 auf der Heidecksburg in Rudolstadt; † 3. Dezember 1706 ebenda; ▭ in der Stadtkirche St. Andreas, ebenda), Tochter von Graf Albrecht Friedrich von Barby-Mühlingen (1597–1641) und Gräfin Sophie Ursula von Oldenburg-Delmenhorst (1601–1642)
C1. Ludwig Friedrich I., Fürst von Schwarzburg-Rudolstadt (1710–1718), führt die Regierung seit 1707, Erhebung der Grafschaft Schwarzburg mit allen übrigen Besitzungen zum reichsunmittelbaren Fürstentum (2. Juni 1710 in Wien), als HRR Fürst zu Schwarzburg, Graf zu Hohnstein, Herr von Rudolstadt, Blankenburg und Sondershausen „Hochgeboren, Lieber Oheim“ (offizielle Verkündigung 4. Mai 1711), führt (7. September 1713) die Primogenitur ein, (* 15. Oktober 1667 in Rudolstadt; † 24. Juni 1718 ebenda; ▭ in Schwarzburg);
 ⚭ (15. Oktober 1691 auf Schloss Friedenstein, Gotha) Prinzessin Anna Sophie von Sachsen-Gotha-Altenburg (* 22. Dezember 1670 in Gotha; † 28. Dezember 1728 in Rudolstadt; ▭ in Schwarzburg), Tochter von Herzog Friedrich I. von Sachsen-Gotha-Altenburg (1646–1691) und Prinzessin Magdalena Sibylla von Sachsen-Weißenfels (1648–1681)
D1. Friedrich Anton, Fürst von Schwarzburg-Rudolstadt (1718–1744), (* 14. August 1692 in Rudolstadt; † 1. September 1744 ebenda; ▭ in Schwarzburg);
 ⚭ I: (8. Februar 1720 in Saalfeld) Prinzessin Sophie Wilhelmine von Sachsen-Coburg-Saalfeld (* 9. August 1693 in Saalfeld; † 4. Dezember 1727 in Rudolstadt; ▭ in Schwarzburg), Tochter von Herzog Johann Ernst von Sachsen-Saalfeld (1658–1729) und Gräfin Charlotte Johanna von Waldeck-Wildungen (1664–1699);
 ⚭ II: (6. Januar 1729 in Stadtilm) Prinzessin Christina Sophia von Ostfriesland (* 16. März 1688 in Bayreuth; † 31. März 1750 in Rudolstadt), Tochter von Fürst Christian Eberhard von Ostfriesland (1665–1708) und Prinzessin Eberhardine Sophie zu Oettingen-Oettingen (1666–1700)
E1. [I] Johann Friedrich, Fürst von Schwarzburg-Rudolstadt (1744–1767), Einführung in den Reichsfürstenrat (30. Mai 1754), (* 8. Januar 1721 in Rudolstadt; † 10. Juli 1767 ebenda; ▭ in Schwarzburg);
 ⚭ (19. November 1744 in Eisenach) Prinzessin Bernhardine Christiane Sophie von Sachsen-Weimar-Eisenach (* 5. Mai 1724 in Weimar; † 5. Juni 1757 in Rudolstadt; ▭ in Schwarzburg), Tochter von Herzog Ernst August I. von Sachsen-Weimar-Eisenach (1688–1748) und Prinzessin Eleonore Wilhelmine von Anhalt-Köthen (1696–1726)
F1. Friederike Sophie Auguste, (* 17. August 1745 in Rudolstadt; † 26. Januar 1778 ebenda; ▭ in Schwarzburg);
 ⚭ (21. Oktober 1763 in Schwarzburg) Fürst Friedrich Karl von Schwarzburg-Rudolstadt (* 7. Juni 1736 in Rudolstadt; † 13. April 1793 ebenda; ▭ in Schwarzburg), (⚭ II: (28. November 1780 in Roda) Prinzessin Auguste Louise Friederike von Sachsen-Gotha-Altenburg (* 30. November 1752 in Roda; † 28. Mai 1805 in Rudolstadt; ▭ in Schwarzburg), Tochter von Prinz Johann August von Sachsen-Gotha-Altenburg (1704–1767) und Gräfin Louise Reuß zu Schleiz, seit 1734 mitregierende Gräfin von Limpurg in Gaildorf, (1726–1773)), Sohn von Fürst Ludwig Günther II. von Schwarzburg-Rudolstadt (1708–1790) und Gräfin Sophie Henriette Reuß zu Untergreiz (1711–1771)
F2. Sophie Ernestine, (* 5. Juni 1749 in Rudolstadt; † 21. Oktober 1754 ebenda; ▭ in Schwarzburg)
F3. Wilhelmine Sophia Eleonora, (* 22. Januar 1751 in Rudolstadt; † 17. Juli 1780 in Saarbrücken);
 ⚭ (30. Oktober 1766 auf Schloss Schwarzburg) Fürst Ludwig von Nassau-Saarbrücken (* 3. Januar 1745 in Saarbrücken; † 2. März 1794 in Aschaffenburg; ▭ 5. März 1794 in der Laurentiuskirche Usingen, 1995 umgebettet in die Schlosskirche Saarbrücken), (⚭ II: (28. Februar 1787 in Saarbrücken) Katharina Margarethe Kest, Gräfin von Ottweiler (1784), Herzogin von Dillingen (1789), (* 1. März 1757 in Fechingen; † 11. Dezember 1829 in Mannheim), Tochter von Johann Georg Kest (1702–1762) und Anna Barbara Wohlfahrt (1717–1795)), Sohn von Fürst Wilhelm Heinrich von Nassau-Saarbrücken (1718–1768) und Gräfin Sophia Christine Charlotte Friderica Erdmutha zu Erbach-Erbach (1725–1795)
F4. Henriette Charlotte, (* 29. Mai 1752 in Rudolstadt; † 30. April 1756 ebenda)
E2. [I] Sophie Wilhelmine, (* 4. Juni 1723 in Rudolstadt; † 13. September 1723 ebenda; ▭ in Schwarzburg)
E3. [I] Sophie Albertine, (* 30. Juli 1724 in Rudolstadt; † 5. April 1799 ebenda; ▭ in Schwarzburg)
D2. Amalia Magdalena, (* 15. Juni 1693 in Rathsfeld; † 18. Juni 1693 ebenda)
D3. Sophia Luisa, (* 15. Juni 1693 in Rathsfeld; † 17. Juni 1693 ebenda)
D4. Sophia Juliana, Dechantin im Stift Gandersheim (1716–1776), (* 16. Oktober 1694 in Rudolstadt; † 23. Mai 1776 in Gandersheim; ▭ ebenda)
D5. Wilhelm Ludwig, zu Gräfinau, Bücheloh und Geilsdorf (1732–1755), polnisch-kursächsischer Oberst, (* 15. Februar 1696 in Rudolstadt; † 26. September 1757 in Königsee; ▭ in Schwarzburg);
 ⚭ (4. Mai 1726 in Leipzig, morganatisch) Henriette Karoline Gebauer, Erhebung in den Adelsstand als „Freifrau von Brockenburg“ durch Fürst Friedrich Anton als kaiserlicher Pfalzgraf (10. Juli 1727 in Rudolstadt), (* 5. Juni 1701; † 9. März 1784 in Königsee), Tochter von Michael Gebauer (–1723) und Anna N.N. (–); Nachkommen siehe hier
D6. Christiana Dorothea, (* 14. Februar 1697 in Rudolstadt; † 20. August 1698)
D7. Albrecht Anton, (* 16. Juli 1698 in Rudolstadt; ⚔ 24. März 1720 in Palermo)
D8. Emilia Juliana, (* 21. Juli 1699 in Rudolstadt; † 31. August 1774 in Römhild)
D9. Anna Sophia, (* 9. September 1700 in Rathsfeld; † 11. Dezember 1780 auf Schloss Römhild; ▭ in der Moritzkirche, Coburg);
 ⚭ (2. Januar 1723 in Rudolstadt) Herzog Franz Josias von Sachsen-Coburg-Saalfeld (* 25. September 1697 in Saalfeld; † 16. September 1764 in Rodach), Sohn von Herzog Johann Ernst von Sachsen-Saalfeld (1658–1729) und Gräfin Charlotte Johanna von Waldeck-Wildungen (1664–1699)
D10. Dorothea Sophia, (* 28. Januar 1706 in Rudolstadt; † 14. November 1737 ebenda; ▭ in Schwarzburg)
D11. Luise Friederike, (* 28. Januar 1706 in Rudolstadt; † 11. September 1787 in Schwarzburg; ▭ ebenda)
D12. Magdalene Sibylle, Kanonissin (1726), Dechantin im Stift Gandersheim (1776), (* 5. Mai 1707 in Rudolstadt; † 26. Februar 1795 in Gandersheim; ▭ ebenda)
D13. Ludwig Günther II. (IV.), Fürst von Schwarzburg-Rudolstadt (1767–1790), (* 22. Oktober 1708 in Rudolstadt; † 29. August 1790 ebenda; ▭ in Schwarzburg);
 ⚭ (22. Oktober 1733 in Greiz) Gräfin Sophie Henriette Reuß zu Untergreiz (* 19. September 1711 im Unterschloss, Greiz; † 22. Januar 1771 in Rudolstadt; ▭ 28. Januar 1771 in Schwarzburg), Tochter von Graf Heinrich XIII. Reuß zu Untergreiz (1672–1733) und Gräfin Sophie Elisabeth zu Stolberg-Wernigerode (1676–1729)
E1. Friederike Sophie, (*† 20. August 1734 in Rudolstadt; ▭ ebenda)
E2. Christiane Friederike, Kanonissin im Stift Gandersheim (1746), (* 5. Juli 1735 in Rudolstadt; † 17. April 1788 ebenda)
E3. Friedrich Karl, Fürst von Schwarzburg-Rudolstadt (1790–1793), (* 7. Juni 1736 in Rudolstadt; † 13. April 1793 ebenda, Schlaganfall; ▭ in Schwarzburg);
 ⚭ I: (21. Oktober 1763 in Schwarzburg) Prinzessin Friederike Sophie Auguste von Schwarzburg-Rudolstadt (* 17. August 1745 in Rudolstadt; † 26. Januar 1778 ebenda; ▭ in Schwarzburg), Tochter von Fürst Johann Friedrich von Schwarzburg-Rudolstadt (1721–1767) und Prinzessin Bernhardine Christiane Sophie von Sachsen-Weimar-Eisenach (1724–1757);
 ⚭ II: (28. November 1780 in Roda) Prinzessin Auguste Louise Friederike von Sachsen-Gotha-Altenburg (* 30. November 1752 in Roda; † 28. Mai 1805 in Rudolstadt; ▭ in Schwarzburg), Tochter von Prinz Johann August von Sachsen-Gotha-Altenburg (1704–1767) und Gräfin Louise Reuß zu Schleiz, seit 1734 mitregierende Gräfin von Limpurg in Gaildorf, (1726–1773); Nachkommen siehe hier
E4. Christian Ernst, (* 12. April 1739 in Rudolstadt; † 4. Juli 1739 ebenda; ▭ in Schwarzburg)
C2. Albertine Antonie, (* 15. September 1668 in Rudolstadt; † 17. September 1668 ebenda)
B4. Christiana Magdalena, (* 28. November 1642; † 12. März 1672 in Rudolstadt an Masern; ▭ in der Stadtkirche St. Andreas, ebenda)
B5. Maria Susanna, (* 17. Januar 1646 in Rudolstadt; † 6. Oktober 1688 ebenda; ▭ in der Stadtkirche St. Andreas, ebenda)
A6. [I] Albrecht Günther, Graf von Schwarzburg-Rudolstadt in Stadtilm (1612), in Frankenhausen (1624), (* 8. August 1582 in Paulinzella; † 20. Januar 1634 auf Haus Marienburg in Erfurt, Schlaganfall; ▭ in Rudolstadt)
A7. [I] Anna Sibylla, Gründungsmitglied der „Tugendlichen Gesellschaft“ als „die Segnende“, (* 14. März 1584 in Rudolstadt; † 22. August 1623 in Ebeleben; ▭ (29. September/9. Oktober) 1623 ebenda, umgebettet 1627 in die Stadtkirche, Sondershausen);
 ⚭ (15. November 1612 in Rudolstadt) Graf Christian Günther I. von Schwarzburg-Sondershausen, (* 11. Mai 1578 in Sondershausen; † 25. November 1642 in Arnstadt; ▭ in der Trinitatiskirche, Sondershausen), Sohn von Graf Johann Günther I. von Schwarzburg-Sondershausen (1532–1586) und Gräfin Anna von Oldenburg-Delmenhorst (1539–1579)
A8. [I] Katharina Maria, (* 13. Juli 1585; † 19. Januar 1650; ▭ in Rudolstadt)
A9. [I] Dorothea Susanna, Gründungsmitglied der „Tugendlichen Gesellschaft“ als „die Sorgfältige“, (* 13. Februar 1587 in Rudolstadt; † 19. April 1662 ebenda; ▭ in Rudolstadt)
A10. [I] Heinrich Günther, (* 27. August 1588 in Rudolstadt; † 29. Oktober 1589 in Arnstadt, blind durch die Blattern; ▭ in Rudolstadt)

## Die Grafen und (seit 1697) Fürsten von Schwarzburg-Sondershausen (1599–1758) mit den Nebenlinien zu Arnstadt (1651–1716) und zu Ebeleben (1651–1681)
Christian Günther I., Graf von Schwarzburg-Sondershausen (1586–1599–1642), bis 1599 unter Vormundschaft, (Ilmer Vertrag vom 21. November 1599), (* 11. Mai 1578 in Sondershausen; † 25. November 1642 in Arnstadt; ▭ in der Trinitatiskirche, Sondershausen);
 ⚭ (15. (Juni/November) 1612 in Rudolstadt) Gräfin Anna Sibylla von Schwarzburg-Rudolstadt (* 14. März 1584 in Rudolstadt; † 22. August 1623 in Ebeleben; ▭ 1627 in Sondershausen), Tochter von Graf Albrecht III. (VII.) von Schwarzburg-Rudolstadt (1537–1605) und Gräfin Juliana von Nassau-Dillenburg (1546–1588). Sie hatten folgende Nachkommen:
A1. Anna Juliana, (* 20. September 1613 in Ebeleben; † 29. November 1652 in Sondershausen; ▭ ebenda)
A2. Johann Günther (III.), (* 10. April 1615 in Ebeleben; † 11. März 1616 ebenda; ▭ ebenda; umgebettet 1627 nach Sondershausen)
A3. Christian Günther II., Graf von Schwarzburg-Sondershausen (1642–1651), 1651 Teilung der Grafschaft durch die drei Brüder, Graf von Schwarzburg-Arnstadt (1651–1666), in Arnstadt, Plaue und Käfernburg, (* 1. April 1616 in Ebeleben; † 10. September 1666 in Arnstadt; ▭ in der Barfüßerkirche ebenda);
 ⚭ (18./28. Februar 1645 in Arnstadt) Freiin Sophie Dorothea von Mörsperg und Beffort (* 1624; † 11. April 1685 in Arnstadt; ▭ in der Barfüßerkirche ebenda), Tochter von Freiherr Georg von Mörsperg und Beffort (–1642) und Gräfin Dorothea Susanna von Gleichen (–1638)
B1. Sibylle Juliane von Schwarzburg-Arnstadt (* 20. Juli 1646 auf Schloss Neideck in Arnstadt; † 5. April 1698 in Ilsenburg; ▭ in Greiz);
 ⚭ (2./21. April 1668 in Greiz) Heinrich I., „der Ältere“ Reuß, Herr und Graf (1673) zu Obergreiz (1629–1681), (* 3. Mai 1627 in Greiz; † 8. März 1681 ebenda; ▭ ebenda), Sohn von Heinrich IV., „der Mittlere“ Reuß, Herr zu Obergreiz, (1597–1629) und Wild- u. Rheingräfin Elisabeth Juliane zu Salm-Neufville (1602–1653)
B2. Sophie Dorothea von Schwarzburg-Arnstadt (* 8. Juni 1647 auf Schloss Neideck in Arnstadt; † 30. April 1708 in Ilsenburg; ▭ ebenda);
 ⚭ (10. Juni 1672 in Ilsenburg) Graf Ernst zu Stolberg, (* 25. März 1650 in Ilsenburg; † 9. November 1710 ebenda), Sohn von Graf Heinrich Ernst zu Stolberg (1593–1672) und Gräfin Anna Elisabeth zu Stolberg (1624–1668)
B3. Klara Sabina, (* 4. Juli 1648 in Arnstadt; † 18. April 1698 in Ilsenburg)
B4. Christiane Elisabeth, (* 6. April 1651 in Arnstadt; † 2. Januar 1670 ebenda; ▭ ebenda)
B5. Eleonora Katharina, (* 4. März 1653 in Arnstadt; † 31. Juli 1685 ebenda; ▭ ebenda)
B6. Johann Günther III. (IV.), Graf von Schwarzburg-Arnstadt (1666–1669), (* 30. Juni 1654 in Arnstadt; †† 29. August 1669 in Tübingen; ▭ in Arnstadt)
→ Linie im Mannesstamm erloschen
A4. Katharina Elisabeth, (* 28. August 1617 in Ebeleben; † 17. Januar 1701 in Gera);
 ⚭ (23. November 1642 in Gera) Heinrich II., „der Andere“ Reuß, Herr zu Gera (1635–1670), (* 14. August 1602 in Gera; † 28. Mai 1670 ebenda; ▭ 7. September 1670 ebenda), Sohn von Heinrich II. „Posthumus“ Reuß, Herr zu Gera, (1572–1635) und Gräfin Magdalena von Schwarzburg-Rudolstadt (1580–1652)
A5. Eleonore Sophie, (* 6. Dezember 1618 in Ebeleben; † 1. Januar 1631 in Mühlingen)
A6. Anton Günther I., Graf von Schwarzburg-Sondershausen (1642–1651), 1651 Teilung der Grafschaft durch die drei Brüder, Graf von Schwarzburg-Sondershausen in Sondershausen und Clingen (1651–1666), (* 9. Januar 1620 in Ebeleben; † 19. August 1666 in Sondershausen; ▭ ebenda);
 ⚭ (29. Oktober 1644 in Heringen) Maria Magdalena, Pfalzgräfin bei Rhein zu Zweibrücken-Birkenfeld (* 29. Juli 1622 in Birkenfeld; † 28. Oktober 1689 auf Schloss Auleben; ▭ in der Trinitatiskirche, Sondershausen), Tochter von Georg Wilhelm, Pfalzgraf bei Rhein zu Zweibrücken-Birkenfeld, Herzog von Bayern, (1591–1669) und Gräfin Dorothea zu Solms-Sonnenwalde und Pouch (1586–1625)
B1. Anna Dorothea, Kanonissin im Stift Quedlinburg (1659), (* 18. August 1645 in Sondershausen; † 1. Juli 1716 in Gera an Hydropisis; ▭ 3. Juli 1716 in der Stadtkirche, ebenda);
 ⚭ (20. Juni 1672 in Gera) Heinrich IV. Reuß, Herr und Graf (1673) zu Gera (1670–1686), (* 13. März 1650 in Gera; † 13. März 1686 ebenda; ▭ 26. März 1686 in der Stadtkirche, ebenda), Sohn von Heinrich II. „der Andere“ Reuß zu Gera (1602–1670) und Gräfin Katharina Elisabeth von Schwarzburg-Sondershausen (1617–1701)
B2. Christian Wilhelm, Graf von Schwarzburg-Sondershausen in Sondershausen und Clingen (1666–1681), Mitherr zu Arnstadt 1669, 1681/1682 Teilung der Grafschaft durch die beiden Brüder, Graf (1697 Fürst) von Schwarzburg-Sondershausen (1681–1721), er erhielt die Unterherrschaft mit Sondershausen (ohne die Ämter Schernberg und Keula), seit 1716 allein regierend im wieder vereinigten Fürstentum Schwarzburg-Sondershausen, großes Palatinat (22. Dezember 1691 in Wien), Erhebung der Grafschaft Schwarzburg mit allen übrigen Besitzungen zum reichsunmittelbaren Fürstentum (3. September 1697 in Wien), als HRR Fürst zu Schwarzburg, Graf zu Hohnstein, „Hochgeboren, Lieber Oheim“, Einführung in das Reichsfürsten-Kollegium (1706), kurbrandenburgischer Oberleutnant (1672), führt (7. September 1713) die Primogenitur ein, (* 6. Januar 1647 in Sondershausen; † 10. Mai 1721 ebenda; ▭ in der Stadtkirche ebenda);
 ⚭ I: (22. August 1673 in Sondershausen) Gräfin Antonia Sibylla von Barby und Mühlingen (* 7. April 1641 in Groß Rosenburg; † 2. Mai 1684 in Sondershausen an Kachexie; ▭ ebenda), Tochter von Graf Albrecht Friedrich von Barby und Mühlingen (1597–1641) und Gräfin Sophie Ursula von Oldenburg-Delmenhorst (1601–1642);
 ⚭ II: (25. September 1684 in Sondershausen) Prinzessin Wilhelmine Christiane von Sachsen-Weimar (* 26. November 1658 in Weimar; † 30. Juni 1712 in Sondershausen; ▭ ebenda), Tochter von Herzog Johann Ernst II. von Sachsen-Weimar (1627–1683) und Prinzessin Christiane Elisabeth von Schleswig-Holstein-Sonderburg (1638–1679)
C1. [I] Anton Albrecht, (* 25. September 1674 in Sondershausen; † 16. Juli 1680 „am Stein“, ebenda; ▭ in der Trinitatiskirche, ebenda)
C2. [I] August Wilhelm, (* 4. April 1676 in Sondershausen; † 13. Dezember 1690 ebenda)
C3. [I] Günther I. (XXVI./XLIII.), Fürst von Schwarzburg-Sondershausen (1721–1740), führt die Regierung seit 1720, (* (13./23.) August 1678 in Auleben; † 28. November 1740 in Sondershausen);
 ⚭ (2. Oktober 1712 in Bernburg) Prinzessin Elisabeth Albertine von Anhalt-Bernburg (* 31. März 1693 in Bernburg; † 7. Juli 1774 in Arnstadt), Tochter von Fürst Karl Friedrich von Anhalt-Bernburg (1668–1721) und Gräfin Sophie Albertine zu Solms-Sonnenwalde (1672–1708)
C4. [I] Magdalena Sophie, (* 17. Februar 1680; † 14. Juni 1751 in Hartenstein);
 ⚭ (19. März 1711 in Sondershausen) Graf Georg Albrecht von Schönburg-Hartenstein (* 25. Mai 1673; † 15. August 1716 in Hartenstein), (⚭ I: (25. August 1698) Gräfin Sophia Sabina von Wied (* 10. November 1677; † 17. Februar 1710), Tochter von Graf Georg Hermann Reinhard von Wied (1640–1690) und Gräfin Johanna Elisabeth von Leiningen-Westerburg (1659–1708)), Sohn von Graf Otto Ludwig von Schönburg-Hartenstein (1643–1701) und Gräfin Sophia Magdalena von Leiningen-Westerburg (1651–1726)
C5. [I] Christiane Emilie Antonie, (* 30. März 1681 in Sondershausen; † 1. November 1751 in Mirow; ▭ ebenda);
 ⚭ (10. Juni 1705 in Strelitz) Herzog Adolf Friedrich II. zu Mecklenburg-Strelitz (* 19. Oktober 1658 in Grabow; † 12. Mai 1708 in Strelitz; ▭ in Mirow), (⚭ I: (23. September 1684 in Güstrow) Herzogin Marie zu Mecklenburg-Güstrow (* 19. Juli 1659 auf Schloss Güstrow; † 16. Januar 1701 in Strelitz), Tochter von Herzog Gustav Adolf zu Mecklenburg-Güstrow (1633–1695) und Prinzessin Magdalena Sibylla von Holstein-Gottorp (1631–1719);
 ⚭ II: (20. Juni 1702 in Strelitz) Prinzessin Johanna von Sachsen-Gotha-Altenburg (* 1. Oktober 1680 in Gotha; † 9. Juli 1704 in Strelitz), Tochter von Herzog Friedrich I. von Sachsen-Gotha-Altenburg (1646–1691) und Prinzessin Magdalena Sibylla von Sachsen-Weißenfels (1648–1681)), Sohn von Herzog Adolf Friedrich I. zu Mecklenburg-Schwerin (1588–1658) und Prinzessin Maria Katharina von Braunschweig-Dannenberg (1616–1665)
C6. [I] Luise Albertine, (* 29. Juni 1682 in Sondershausen; † 6. Mai 1765 in Strelitz)
C7. [I] Antonia Sibylla, (* 2. Mai 1684 in Sondershausen; † 1684)
C8. [II] Johanna Auguste, (* 17. September 1686 in Sondershausen; † 3. März 1703 ebenda; ▭ in der Trinitatiskirche, ebenda)
C9. [II] Christiane Wilhelmine, (* 19. Februar 1688; † 20. März 1749 in Sondershausen)
C10. [II] Heinrich I. (XXV./XXXV.), Fürst von Schwarzburg-Sondershausen (1740–1758), kauft 1740 Reichelsheim für 30.000 Reichstaler, Sitz und Stimme im Reichsfürstenrat (1754), (* 8. November 1689 in Sondershausen; † 6. November 1758 in Frankfurt am Main; ▭ in Reichelsheim)
C11. [II] August (I.) Günther, (* 27. April 1691 in Sondershausen; † 27. Oktober 1750 in Ebeleben);
 ⚭ (19. Juli 1721 in Bernburg) Prinzessin Charlotte Sophie von Anhalt-Bernburg (* 21. Mai 1696 in Bernburg; † 22. Juli 1762 in Sondershausen), Tochter von Fürst Karl Friedrich von Anhalt-Bernburg (1668–1721) und Gräfin Sophie Albertine zu Solms-Sonnenwalde (1672–1708); Nachkommen siehe hier
C12. [II] Henriette Ernestine, (* 20. Juli 1692 in Sondershausen; † 11. November 1759 ebenda)
C13. [II] Rudolf, (* 21. August 1695 in Sondershausen; † 22. Dezember 1749 ebenda)
D1. (illegitim mit Sophie Margarete Hennig (* (1686); † nach 1749))
 Johann Valentin Baehr, Förster in Lehmannsbrück (1740) und Angstedt (1744), († 10. Oktober 1760 in Lehmannsbrück)
D2. (illegitim mit Auguste Christiane Oeltzner, Tochter von Johann Christian Oeltzner in Sondershausen)
 Sohn, (* um 15. November 1742; † jung)
C14. [II] Wilhelm (II.), (* 3. Mai 1699 in Sondershausen; † 19. März 1762 in Arnstadt)
C15. [II] Christian, (* 27. Juli 1700 in Sondershausen; † 28. September 1749 ebenda);
 ⚭ (10. November 1728 in Sondershausen) Prinzessin Sophie Christine Eberhardine Wilhelmine von Anhalt-Bernburg-Schaumburg-Hoym (* 6. Februar 1710 in Haus Zeitz; † 26. Oktober 1784 in Neustadt an der Orla), Tochter von Fürst Lebrecht von Anhalt-Bernburg-Hoym (1669–1727) und Freiin Eberhardine Jacobea Wilhelmina von Weede, Gräfin von Ballenstedt, (1682–1724)
D1. Güntherine Albertine, (* 12. Dezember 1729 in Sondershausen; † 25. März 1794 in Neustadt an der Orla)
D2. Christina Elisabeth Rudolphine, römisch-katholisch (1756), Stiftsdame im Kloster Strahov, Prag, (* 9. Januar 1731 in Sondershausen; † 24. Juni 1771 in Dagstuhl; ▭ Kapuzinerkloster auf dem Christianenberg, Wadern);
 ⚭ (30. April 1761) Graf Joseph Anton Damian Albert zu Oettingen-Baldern (* 4. März 1720 in Baldern; † 20. April 1778 in Dagstuhl), (⚭ II: (11. Mai 1772) Gräfin Maria Antonia Monika von Waldburg-Zeil-Wurzach (* 6. Juni 1753 in Wurzach; † 25. Oktober 1814 in Wien), Tochter von Franz Ernst Joseph Anton, Erbtruchseß und Graf von Waldburg zu Zeil und Friedberg (1704–1781) und Gräfin Maria Eleonora von Königsegg und Rothenfels (1711–1766)), Sohn von Graf Kraft Anton Wilhelm von Oettingen, Sötern, Hohenbaldern und Dagstuhl (1684–1751) und Gräfin Johanna Eleonora Maria von Schönborn und Reichelsberg (1688–1763)
D3. Günther (XLIV.), (* 24. März 1732 in Sondershausen; † 17. Januar 1733 ebenda; ▭ in der Trinitatiskirche, ebenda)
D4. Friedrich Günther, (* 3. Juni 1733 in Sondershausen; † 10. Februar 1734 ebenda)
D5. Eberhardine Josephine Adolphine Wilhelmine, (* 2. Februar 1737 in Sondershausen; † 27. Juli 1788 in Michelstadt; ▭ ebenda);
 ⚭ (3. August 1752 in Neustadt an der Orla) Graf Georg Albrecht III. zu Erbach-Fürstenau, Herr zu Breuberg, (* 14. Juni 1731 in Fürstenau; † 2. Mai 1778 ebenda), Sohn von Graf Philipp Carl zu Erbach-Fürstenau, Herr zu Breuberg (1677–1736), und Freiin Anna Sophia von Speßhardt (1693–1767)
B3. Klara Juliana, (* 1. Mai 1648; † 2. Januar 1739 in Gera)
B4. Eleonora Sophia, Dechantin im Stift Quedlinburg (1677), (* 14. September 1650 in Sondershausen; † 26. April 1717 in Quedlinburg)
B5. Sohn, (*† 7. Mai 1652 in Sondershausen)
B6. Sohn, (* 1. Februar 1653)
B7. Anton Günther II., Graf von Schwarzburg-Sondershausen in Sondershausen und Clingen (1666–1681), Mitherr zu Arnstadt 1669, 1681/1682 Teilung der Grafschaft durch die beiden Brüder, Graf (1697 Fürst; offizielle Annahme des Fürstentitels 26. Mai 1709) von Schwarzburg-Arnstadt (1681–1716), er erhielt die Oberherrschaft mit Arnstadt (ohne Amt Gehren das gemeinschaftlich blieb) und die Ämter Schernberg und Keula, großes Palatinat (22. Dezember 1691 in Wien), Erhebung der Grafschaft Schwarzburg mit allen übrigen Besitzungen zum reichsunmittelbaren Fürstentum (3. September 1697 in Wien), als HRR Fürst zu Schwarzburg, Graf zu Hohnstein, „Hochgeboren, Lieber Oheim“, Einführung in das Reichsfürsten-Kollegium (1706), (* 10. Oktober 1653 in Sondershausen; †† 20. Dezember 1716 in Arnstadt; ▭ ebenda);
 ⚭ (7. August 1684 in Wolfenbüttel) Prinzessin Auguste Dorothea von Braunschweig-Wolfenbüttel, römisch-katholisch (1715), (* 16. Dezember 1666 in Wolfenbüttel; † 11. Juli 1751 auf Schloss Augustenburg bei Arnstadt; ▭ in der Ursulinenklosterkirche, Erfurt), Tochter von Herzog Anton Ulrich von Braunschweig-Wolfenbüttel (1633–1714) und Prinzessin Elisabeth Juliane von Schleswig-Holstein-Sonderburg-Norburg (1634–1704)
B8. Maria Magdalena, Kanonissin (1676), Dechantin im Stift Quedlinburg (1717), (* 29. Juni 1655; † 29. April 1727 in Quedlinburg; ▭ ebenda)
B9. Georg Friedrich, (*† 2. März 1657 in Arnstadt; ▭ ebenda)
B10. Georg Ernst, (* 27. September 1658 in Sondershausen; † 12. Januar 1659 ebenda; ▭ ebenda)
B11. Ludwig Günther, (*† 2. März 1660 in Sondershausen; ▭ ebenda)
B12. Johanna Elisabeth, (* 23. Dezember 1662; † 16. Mai 1720 in Arnstadt; ▭ ebenda)
B13. Sohn, (*† 29. November 1663; ▭ 13. Dezember 1663)
A7. Ludwig Günther I. (II.), Graf von Schwarzburg-Sondershausen (1642–1651), 1651 Teilung der Grafschaft durch die drei Brüder, Graf von Schwarzburg-Ebeleben (1651–1681), in Ebeleben, Greußen, Großenehrich und Keula, Mitherr zu Arnstadt 1669, (* 2. März 1621 in Ebeleben; †† 20. Juli 1681 ebenda; ▭ in der Oberkirche, Arnstadt);
 ⚭ (25. November 1669 in Klettenberg) Gräfin Concordia zu Sayn-Wittgenstein-Hohenstein (* 23. Oktober 1648 in Münster; † 25. Januar 1683), (⚭ II: (November 1681) Graf Carl Ludwig Albrecht zu Sayn-Wittgenstein-Neumagen (* (20./30.) Juni 1658; † 16. September 1724), Sohn von Graf Ludwig Albert zu Sayn-Wittgenstein-Neumagen (1617–1664) und Gräfin Johannetta Maria von Wied (1615–1715)), Tochter von Graf Johannes zu Sayn-Wittgenstein-Hohenstein (1601–1657) und Gräfin Anna Augusta von Waldeck-Wildungen (1608–1658)
→ Linie im Mannesstamm erloschen
B1. Anna Augusta, (* 19. September 1671 in Arnstadt; † 7. Februar 1688 in Sondershausen)
B2. Concordia, (* 29. Dezember 1672 in Arnstadt; † 22. Juli 1687 in Sondershausen; ▭ ebenda)
A8. Sophia Elisabeth, (* 16. Februar 1622 in Ebeleben; † 30. September 1677 in Arnstadt)
A9. Klara Sabina, (* 26. April 1623 in Ebeleben; † 13. Januar 1654 auf Schloss Ebeleben; ▭ ebenda)

## Die Fürsten von Schwarzburg-Sondershausen (1758–1909)
August (I.) Günther, (* 27. April 1691 in Sondershausen; † 27. Oktober 1750 in Ebeleben);
 ⚭ (19. Juli 1721 in Bernburg) Prinzessin Charlotte Sophie von Anhalt-Bernburg (* 21. Mai 1696 in Bernburg; † 22. Juli 1762 in Sondershausen), Tochter von Fürst Karl Friedrich von Anhalt-Bernburg (1668–1721) und Gräfin Sophie Albertine zu Solms-Sonnenwalde (1672–1708). Sie hatten folgende Nachkommen:
A1. Friederike Auguste, (* 9. Juli 1723 in Ebeleben; † 7. Oktober 1725 ebenda; ▭ ebenda)
A2. Charlotte Auguste, (* 10. Februar 1732 in Ebeleben; † 11. Juni 1774 in Festenberg);
 ⚭ (30. Juni 1754 in Ebeleben) Graf Heinrich Gustav Gottlob von Reichenbach-Goschütz, Freier Standesherr zu Goschütz (1775), (* 26. November 1731 in Goschütz; † 11. März 1790 ebenda), (⚭ II: (28. Mai 1776 in Rochsburg) Gräfin und Herrin Caroline Antonie Louise von Schönburg-Rochsburg (* 8. Dezember 1752 in Diemantstein; † 15. Juni 1818 in Festenberg), Tochter von Graf Heinrich Ernst von Schönburg-Rochsburg (1711–1777/1778) und Freiin Magdalene Luise Elstern von Ederheimb (1720–1798)), Sohn von Graf Heinrich Leopold von Reichenbach (1705–1775) und Gräfin Helene Agnes zu Solms-Wildenfels (1707–1735)
A3. Christian Wilhelm, (* 7. Februar 1734 in Ebeleben; † 2. November 1737 ebenda)
A4. Christian Günther (III.), Fürst von Schwarzburg-Sondershausen (1758–1794), (* 24. Juni 1736 in Ebeleben; † 14. Oktober 1794 in Sondershausen; ▭ in der Stadtkirche ebenda);
 ⚭ (4. Februar 1760 in Bernburg) Prinzessin Charlotte Wilhelmine von Anhalt-Bernburg (* 25. August 1737 in Bernburg; † 26. April 1777 in Sondershausen), Tochter von Fürst Victor Friedrich von Anhalt-Bernburg (1700–1765) und Markgräfin Sophie Friederike Albertine von Brandenburg-Schwedt (1712–1750)
B1. Günther Friedrich Carl I., Fürst von Schwarzburg-Sondershausen (1794–1835), Abdankung am 19. August 1835 (schriftliche Bestätigung 3. September 1835), Mitglied des Rheinbundes (18. April 1807), Ritter des Ordens vom Schwarzen Adler (1820), (* 5. Dezember 1760 in Sondershausen; † 22. April 1837 auf dem Jagdschloss „zum Possen“, Sondershausen; ▭ in Ebeleben);
 ⚭ (23. Juni 1799 auf Schloss Rudolstadt) Prinzessin Wilhelmine Friederike Karoline von Schwarzburg-Rudolstadt, trennt sich von ihrem Gatten und lebt von 1816 bis 1854 im Neuen Palais in Arnstadt, (* 21. Januar 1774 in Rudolstadt; † 11. Januar 1854 in Arnstadt; ▭ in der Fürstengruft auf dem Alten Friedhof ebenda), Tochter von Fürst Friedrich Karl von Schwarzburg-Rudolstadt (1736–1793) und Prinzessin Friederike Sophie Auguste von Schwarzburg-Rudolstadt (1745–1778)
C1. Emilie Friederike Charlotte, (* 23. April 1800 in Sondershausen; † 2. April 1867 in Detmold);
 ⚭ (23. April 1820 in Arnstadt) Fürst Leopold II. zur Lippe-Detmold (* 6. November 1796 in Detmold; † 1. Januar 1851 ebenda), Sohn von Fürst Leopold I. zur Lippe-Detmold (1767–1802) und Prinzessin Pauline von Anhalt-Bernburg (1769–1820)
C2. Günther Friedrich Carl II., Fürst von Schwarzburg-Sondershausen (1835–1880), Abdankung am 17. Juli 1880, Ritter des Ordens vom Schwarzen Adler (1850), (* 24. September 1801 in Sondershausen; † 15. September 1889 ebenda);
 ⚭ I: (12. März 1827 in Rudolstadt) Prinzessin Marie von Schwarzburg-Rudolstadt (* 6. April 1809 in Rudolstadt; † 29. März 1833 in Arnstadt), Tochter von Prinz Carl Günther von Schwarzburg-Rudolstadt (1771–1825) und Landgräfin Luise Ulrike von Hessen-Homburg (1772–1854);
 ⚭ II: (29. Mai 1835 in Öhringen; ⚮ 5. Mai 1852) Prinzessin Mathilde zu Hohenlohe-Oehringen (* 3. Juli 1814 in Öhringen; † 3. Juni 1888 auf Schloss Mirabell bei Salzburg), Tochter von Fürst Friedrich August II. Karl zu Hohenlohe-Oehringen (1784–1853) und Herzogin Luise von Württemberg (1789–1851)
D1. [I] Günther Friedrich Carl Alexander, (* 18. Februar 1828 in Arnstadt; † 31. Oktober 1833 ebenda)
D2. [I] Elisabeth Caroline Luise, (* 22. März 1829 in Arnstadt; † 11. Mai 1893 in Dresden)
D3. [I] Karl Günther, Fürst von Schwarzburg-Sondershausen, Graf von Hohnstein, Herr zu Sondershausen, Arnstadt und Leutenberg, (1880–1909), Ritter des Ordens vom Schwarzen Adler (1892), (* 7. August 1830 in Arnstadt; †† 28. März 1909 in Weißer Hirsch bei Dresden);
 ⚭ (12. Juni 1869 in Altenburg) Prinzessin Marie Gasparine Amalie Antoinette Caroline Elisabeth Luise von Sachsen-Altenburg (* 28. Juni 1845 in München; † 5. Juli 1930 in Sondershausen), Tochter von Prinz Eduard von Sachsen-Altenburg (1804–1852) und Prinzessin Louise Caroline Reuß älterer Linie (1822–1875)
→ Linie im Mannesstamm erloschen
D4. [I] Günther Leopold, preußischer General der Kavallerie (24. Dezember 1889), (* 2. Juli 1832 in Arnstadt; † 20. April 1906 in Berlin; ▭ in Sondershausen)
D5. [II] Marie Pauline Caroline Luise Wilhelmine Auguste, (* 14. Juni 1837 in Sondershausen; † 21. April 1921 in Bad Reichenhall)
D6. [II] Günther Friedrich Karl August Hugo, (* 13. April 1839 in Sondershausen; † 25. November 1871 ebenda; ▭ in der Stadtkirche ebenda)
E1. (illegitim mit Ida Berninger (* 24. Oktober 1835 in Sondershausen; † nach 1870);
 ⚭ (7. Oktober 1868 in Buffalo) N.N. Kaiser aus Clausthal, Tochter von Otto Carl Berninger, fürstlicher Mundkoch, (–) und Albertine Dorothea Schimmel (–))
 Caroline Auguste Alma Marie Berninger (* 1. Dezember 1863 in Berlin)
C3. (illegitim mit Sophie Elisabeth Steingrabe, (* 10. Mai 1761 in Sondershausen);
 ⚭ (30. Juli 1782 in Sondershausen, ⚮ 1793) Johann Christian Koch, Leiblakai des Erbprinzen, Tochter von Johann Heinrich Volkmar Steingrabe, Bürger und Anspänner in Sondershausen, (–) und N.N. (–))
 Karl Friedrich Koch, Legitimation (5. März 1798 in Sondershausen), Nobilitierung als „von Kock“ durch Fürst Günther Friedrich Karl als kaiserlicher Pfalzgraf (29. November 1802 in Sondershausen), fürstlich Schwarzburg-Sondershausener Oberst der Leibgarde, (*; † nach 1818);
 ⚭ (11. März 1808 in Sondershausen) Ernestine Henriette Dorothea von Hopffgarten (* 9. April 1787 in Sondershausen; † 8. Dezember 1843 in Dresden), Tochter von August Friedrich Ernst von Hopffgarten, schwarzburgischer Oberlandeshauptmann und Erbherr zu Schlotheim Mehrstedt und Marolterode, (1741–1807) und Charlotte Auguste von Thümmel (1767–1834)
D1. Güntherine von Kock (* 27. November 1808 in Sondershausen; † 4. September 1860 ebenda);
 ⚭ (16. Mai 1825 in Koblenz) Eduard von Witte, Herr zu Budrislawetz, († 10. November 1835 in Neisse)
D2. Karoline Auguste von Kock (* 30. Oktober 1811 in Sondershausen; † 19. Mai 1815 ebenda)
D3. Karl von Kock, preußischer Oberstleutnant, (* 30. März 1816 in Sondershausen; † 4. Juni 1867 in Hannover);
 ⚭ (18. März 1858 in Halberstadt) Marie Pflaume (* 7. März 1831 in Halberstadt; † 29. Mai 1896 in Berlin), (⚭ I: (, ⚮) Hugo von Döring; ⚭ III: (10. November 1868 in Halberstadt) Johann Friedrich Ludwig Wilhelm Seubert), Tochter von N.N. und N.N.
E1. Marie Karoline Anne von Kock (* 10. Januar 1859 in Deutz);
 ⚭ (5. Oktober 1886 in Berlin) Graf Hugo Friedrich Wiprecht von Itzenplitz, königlich preußischer Generalmajor, (* 5. August 1846 in Hertzberg; † 27. Januar 1905 in Berlin), Sohn von Graf Adolf Friedrich Wieprecht Günzel von Itzenplitz (1799–1881) und Emilie Adolfine von Hertzberg (1808–1859)
E2. Karl von Kock (* 10. Oktober 1863 in Deutz; † 10. März 1917 in Berlin-Wilmersdorf)
D4. Ida von Kock (* 31. Oktober 1818 in Sondershausen; † 29. Juli 1877 in Bad Landeck);
 ⚭ (12. April 1836 in Sondershausen) Ernst Graf Strachwitz von Groß-Zauche und Camminetz (* 5. April 1801 in Odersch; † 29. Oktober 1870 in Hirschberg), Sohn von Ernst Joachim Joseph Graf Strachwitz von Groß-Zauche und Camminetz (1755–1826) und Elisabeth von Schimony-Schimonsky (1770–1852)
C4. (illegitim mit Louise Friederike Dorothea Fassheber, Fürstlich Schwarzburg-Sondershausener Adel (5. September 1825 in Sondershausen) als „von Fassheber“, (* 16. August 1765 in Sondershausen; † 23. März 1829 ebenda), Tochter von Friedrich Ludwig Fassheber, Bürger und Fleischhauer, (–) und N.N. (–))
 Ludwig Günther Fassheber, Legitimation (5. März 1798 in Sondershausen), Nobilitierung als „von Fassheber“ durch Fürst Günther Friedrich Karl als kaiserlicher Pfalzgraf (29. November 1802 in Sondershausen), Schwarzburg-Sondershausener Kammerherr und Oberlandjägermeister, (* 15. März 1793 in Sondershausen; † 13. Juli 1857 in Rottleben);
 ⚭ (11. Dezember 1815 in Schernberg bei Sondershausen) Friederike Karoline Sophie Krieger, „von Krieger“ (1815), (* 24. Januar 1798 in Peukendorf; † 26. September 1888 in Sondershausen; ▭ ebenda), Tochter von Christoph Leopold Krieger, „von Krieger“ (1815), (–) und Friederike Karoline von Selchow (–)
D1. Friederike Karoline Luise Amalie von Fassheber (* 8. Dezember 1820 in Sondershausen; † 20. August 1877 in Rottleben);
 ⚭ I: (in Grüningen) Freiherr Hans Bruno von Rüxleben, Herr zu Grüningen, schwarzburg-rudolstädtischer Kammerherr, (* 15. März 1809 in Auleben; † 6. August 1861 in Biesdorf), Sohn von August von Rüxleben (–) und Wilhelmine von Heringen (–);
 ⚭ II: (6. Mai 1865 in Rottleben) Wilhelm von Schlütter († 7. Oktober 1897 in Hildesheim)
C5. (illegitim mit Louise Friederike Dorothea Fassheber, Fürstlich Schwarzburg-Sondershausener Adel (5. September 1825 in Sondershausen) als „von Fassheber“, (* 16. August 1765 in Sondershausen; † 23. März 1829 ebenda), Tochter von Friedrich Ludwig Fassheber, Bürger und Fleischhauer, (–) und N.N. (–))
 Güntherine Friederike Karoline Fassheber, Legitimation (5. März 1798 in Sondershausen), Nobilitierung als „von Fassheber“ durch Fürst Günther Friedrich Karl als kaiserlicher Pfalzgraf (29. November 1802 in Sondershausen), (* 19. Februar 1795 in Sondershausen; † 19. Juni 1875 in Naumburg);
 ⚭ (10. September 1810 auf dem Jagdschloss „zum Possen“, Sondershausen) August Johann Adolf von Weise, Nobilitierung als „von Weise“ durch Fürst Günther Friedrich Karl als kaiserlicher Pfalzgraf (4. Juni 1798 in Sondershausen), schwarzburgischer Hof- und Kammerrat, Hofmarschall und Stallmeister, († 14. August 1855 in Naumburg)
C6. (illegitim mit Louise Johanne Elisabeth Mucke (* 7. September 1776 in Sondershausen; † 4. November 1847 ebenda; ▭ ebenda);
 ⚭ (11. Juni 1799 in Sondershausen, ⚮ 1819) Johann Wilhelm Gimmerthal, Oberregierungs- und Konsistorialrat, († 7. Oktober 1848), Tochter von Georg Christian Mucke, schwarzburgischer Reitknecht, (–) und N.N. (–))
 Güntherine Wilhelmine Luise Friederike Mucke, Legitimation (29. Januar 1799 in Sondershausen), (* 11. Oktober 1798 auf Schloss Ebeleben; † (20./23.) März 1884 in Sondershausen; ▭ ebenda);
 ⚭ (5. Dezember 1816 in Jechaburg) Friedrich August Wunderlich († (10./13.) April 1854 in Sondershausen; ▭ ebenda)
B2. Katharina Charlotte Friederike Albertine, (* 2. August 1762 in Sondershausen; † 31. Januar 1801 in Otterwisch);
 ⚭ (11. April 1790 in Sondershausen) Prinz Friedrich von Schwarzburg-Sondershausen (* 14. Mai 1763 in Sondershausen; † 26. Oktober 1791 in Otterwisch; ▭ ebenda), Sohn von Prinz August (II.) von Schwarzburg-Sondershausen (1738–1806) und Prinzessin Christine Elisabeth Albertine von Anhalt-Bernburg (1746–1823)
B3. Günther Albrecht August, (* 6. September 1767 in Sondershausen; † 23. Juni 1833 in Fürstenberg bei Sondershausen)
C1. (illegitim mit Sophie Friederike Büchner (* 24. Januar 1776 in Frankenhausen);
 ⚭ () Friedrich Ernst Wunderlich, Amtmann zu Keula, (*; †), Tochter von Johann Jakob Büchner, Kirchner zu Frankenhausen, (–) und N.N. (–))
 Karl Friedrich Albrecht, (* 14. Januar 1798 in Fürstenberg bei Sondershausen; † nach 28. März 1861);
 ⚭ (6. Januar 1834 in Jechaburg) Christine Schmidt (* 1. Juli 1809; † nach 1882), Tochter von Günther Schmidt, Sergeant, (–) und N.N. (–)
D1. Günther Albrecht, (* 5. Juli 1830 in Jechaburg)
D2. August Albrecht, (* 2. Februar 1832 auf dem Fürstenberg)
D3. Christian Friedrich Albrecht, (* 7. April 1833 auf dem Fürstenberg)
D4. Johanne Amalie Albrecht, (* 23. Juni 1836 in Jechaburg; † 1859 in Perleberg)
D5. Dorothea Maria Albrecht, (* 5. Juni 1838 in Jechaburg)
D6. Karoline Christiane Albrecht, (* 3. August 1840 in Jechaburg)
D7. Anna Christiane Friederike Albrecht, (* 31. Mai 1842 in Sondershausen)
D8. Therese Helene Albrecht, (* 6. Dezember 1844 in Sondershausen)
D9. Güntherine Klara Albrecht, (* 2. Juni 1848 in Sondershausen; † 28. April 1849 ebenda)
D10. Auguste Anne Albrecht, (* 2. Juni 1848 in Sondershausen; † 30. März 1849 ebenda)
D11. (illegitim mit Sophie (Johanne Friederike) Schwerdthelm aus Osterode, in Clausthal 1820, Tochter von N.N. Schwerdthelm, Fuhrmann in Osterode, (–) und N.N. (–)) Johanne Dorothée Wilhelmine, (* 24. Oktober 1819 in Osterode am Harz)
D12. (illegitim mit Dorothée Thienrodt aus Wolkramshausen)
 Sohn/Tochter, urkundlich 1821
B4. Caroline Auguste Albertine, Dechantin zu Herford, (* 19. Februar 1769 in Sondershausen; † 1. August 1819 ebenda)
B5. Albertine Wilhelmine Amalie, (* 5. April 1771 in Sondershausen; † 25. April 1829 in Wetzlar; ▭ ebenda);
 ⚭ (18. März 1795 in Sondershausen, ⚮ 3. August 1801 in Stuttgart) Herzog Ferdinand Friedrich August von Württemberg, Ritter des Ordens vom Schwarzen Adler (1831), (* 21. Oktober 1763 in Treptow an der Rega, Hinterpommern; † 20. Januar 1834 in Wiesbaden), (⚭ II: (23. Februar 1817 in Marseille) Prinzessin Kunigunde Walpurga Pauline von Metternich-Winneburg und Beilstein (* 29. November 1771 in Koblenz; † 23. Juni 1855 in Wien-Hietzing), Tochter von Franz Georg Carl Joseph Johann Nepomuk von Metternich-Winneburg und Beilstein (1746–1818) und Gräfin Maria Beatrix Antonia Aloysia von Kageneck (1754–1828)), Sohn von Herzog Friedrich II. Eugen von Württemberg (1732–1797) und Markgräfin Friederike Dorothea Sophia von Brandenburg-Schwedt (1736–1798)
B6. Johann Karl Günther, kurhannoverischer Generalleutnant, (* 24. Juni 1772 in Sondershausen; † 16. November 1842 in Otterwisch; ▭ ebenda);
 ⚭ (5. Juli 1811 in Coswig) Prinzessin Güntherine von Schwarzburg-Sondershausen (* 24. Juli 1791 in Otterwisch; † 30. Oktober 1875 in Neumünster bei Zürich), Tochter von Prinz Friedrich von Schwarzburg-Sondershausen (1763–1791) und Prinzessin Friederike von Schwarzburg-Sondershausen (1762–1801)
C1. Karl Friedrich Christian Günther, (* 11. April 1812 in Arnstadt; † 24. April 1812 ebenda)
C2. Luise Friederike Albertine Pauline, (* 12. März 1813 in Sondershausen; † 30. Mai 1848 in Otterwisch);
 ⚭ (7. August 1847 in Grindelwald) Freiherr Wilhelm Albrecht von Götz, Domherr zu Meißen, (* 26. August 1815; † 1. Mai 1871 in Zwickau), (⚭ II: (21. September 1854 in Leipzig) Auguste Karoline Johanne von Egidy (* 22. September 1806 in Kamenz; † 31. März 1881 in Dresden), Sohn von Freiherr Karl Friedrich von Götz (–) und Gräfin Amalie Christine Florentine von Ronow und Biberstein (1772/1782)–)
C3. Adolf Karl Friedrich Christian Günther, (* 20. September 1815 in Arnstadt; † 15. März 1816 ebenda)
C4. Charlotte Amalie Friederike Albertine, (* 7. September 1816 in Arnstadt; † 7. Februar 1912 in Glockenthal bei Thun; ▭ ebenda);
 ⚭ (26. Februar 1856 in Münsingen) Freiherr Johann Heinrich von Jud, Schwarzburg-Sondershausener Freiherrenstand (1. Februar 1856 in Sondershausen), (* 21. Mai 1825 in Eichholz; † 13. Januar 1864 in Málaga; ▭ ebenda), Sohn von Jakob Jud (–) und Susanne Schulthess (–)
B7. (illegitim mit Johanna Eleonore Albertine Brandau († 23. August 1812 in Bönnigheim)) Johanna Albertine (Jeannette) Brandau, geisteskrank (1810), (* (1776); † 18. Februar 1847 in Arnstadt)
B8. (illegitim mit Johanna Eleonore Albertine Brandau († 23. August 1812 in Bönnigheim)) Henriette Albertine Brandau (* (1777); † vor 2. März 1847);
 ⚭ () Christian Friedrich Heinrich Nagler, Kunstgärtner in Arnstadt
B9. (illegitim mit Johanna Eleonore Albertine Brandau († 23. August 1812 in Bönnigheim)) Heinrich Gottlob Moritz Brandau (* (1778); † 28. Dezember 1810 in Arnstadt; ▭ ebenda)
B10. (illegitim mit Johanna Caroline Friederike Mönch (* 4. Juli 1766; † 6. Februar 1852), Tochter von Simon Gottfried Mönch, Fussgarde-Leutnant, (–) und N.N. (–))
 Christiane Eleonore Friederike Mönch (* 1788 in Sondershausen; † 11. November 1850 ebenda);
 ⚭ (24. September 1805 in Sondershausen) Georg Friedrich Keyser, fürstlich Schwarzburg-Sondershausener Superintendent und Konsistorialrat, († 3. Mai 1842 in Sondershausen)
C1. Gustav Adolf Keyser, Schwarzburg-Sondershausener Adel (7. August 1866 in Sondershausen) als „von Keyser“, Wirklicher Geheimrat und Staatsminister (1862–1877), (* 30. März 1807 in Sondershausen; † 29. August 1901 ebenda);
 ⚭ I: (24. Juni 1838 in Straussberg) Marie Auguste Hermine Krieger (* 20. Juli 1815 in Straussberg; † 24. Januar 1870 in Sondershausen);
 ⚭ II: (23. Oktober 1880 in Sondershausen) Frieda Rasch (* 1. Juli 1841 in Hannover; † 22. April 1935 in Sondershausen), (⚭ I: () Viktor von Rüxleben, fürstlich Schwarzburg-Sondershausener Kammerherr und Hofstallmeister)
B11. (illegitim mit Johanna Caroline Friederike Mönch (* 4. Juli 1766; † 6. Februar 1852), Tochter von Simon Gottfried Mönch, Fussgarde-Leutnant, (–) und N.N. (–))
 Günther Gottfried Mönch, Schwarzburg-Sondershausener Adel (19. April 1817 in Sondershausen) als „von Munch“, fürstlich Schwarzburg-Sondershausener Oberforstmeister (* 27. Dezember 1792; † 10. Oktober 1860);
 ⚭ (Dezember 1820) Therese (von) Ebart, Tochter von (August Johann Friedrich Ebart, fürstlich Schwarzburg-Sondershausener Kammerpräsident, (–) und Maria Magdalena Schneidewind (–))
C1. Günther von Munch, Schwarzburg-Sondershausener Kammerherr, (* 7. September 1823 in Sondershausen; † 11. Januar 1885 ebenda);
 ⚭ (21. Juni 1861 in Berlin) Klara von Thümen (* 8. März 1837 in Klein Briesen; † 21. Oktober 1884 in Sondershausen), Tochter von Karl von Thümen, zu Klein Briesen, Wüsten-Rogäsen, Klein Lübars und Glienicke (–1853) und Freiin Elise von Voelderndorff und Waradein (–)
D1. Egon von Munch (* 17. August 1863 in Sondershausen; † 24. Dezember 1930 in Frankfurt an der Oder);
 ⚭ (1887 in Dessau) Hedwig Bresgen (* 11. November 1866 in Weißenfels; † 15. Mai 1936 in Frankfurt an der Oder)
E1. Günther von Munch (* 10. Juli 1889 in Karlsruhe);
 ⚭ (8. Juni 1921 in Bernburg) Martha Richert (* 10. April 1890 in Bernburg)
E2. Egon von Munch (* 29. August 1891 in Karlsruhe);
 ⚭ I: (14. September 1922 in Hamburg, ⚮ 1928) Elli Schurig (* 25. Januar 1892 in Leipzig);
 ⚭ II: (2. Februar 1929 in Wien) Olga Nikolits von Königsbrück (* 19. März 1900 in St. Pölten)
E3. Editha von Munch (* 22. August 1892 in Bad Herrenalb)
E4. Hedwig von Munch (* 24. Februar 1901 in Lahr, Baden; † 31. Juli 1976)
D2. Editha von Munch (* 10. August 1867 in Sondershausen; † 1935 in Görlitz);
 ⚭ I: (31. Juli 1888 in Wittenberg) Franz von Reichenbach († 24. März 1891 in Berlin);
 ⚭ II: (30. Dezember 1893 in Dresden) Emil Brode
A5. Johann Günther, (* 13. Oktober 1737 in Ebeleben; † 20. Januar 1738 ebenda)
A6. August (II.), kauft 1779 Schloss Otterwisch, (* 8. Dezember 1738 in Ebeleben; † 10. Februar 1806 in Sondershausen; ▭ auf dem Friedhof ebenda);
 ⚭ (27. April 1762 in Bernburg) Prinzessin Christine Elisabeth Albertine von Anhalt-Bernburg (* 14. November 1746 in Bernburg; † 18. Mai 1823 in Coswig), Tochter von Fürst Victor Friedrich von Anhalt-Bernburg (1700–1765) und Markgräfin Sophie Friederike Albertine von Brandenburg-Schwedt (1712–1750)
B1. Friedrich Christian Karl Albert, (* 14. Mai 1763 in Sondershausen; † 26. Oktober 1791 in Otterwisch; ▭ ebenda);
 ⚭ (11. April 1790 in Sondershausen) Prinzessin Friederike von Schwarzburg-Sondershausen (* 2. August 1762 in Sondershausen; † 31. Januar 1801 in Otterwisch), Tochter von Fürst Christian Günther von Schwarzburg-Sondershausen (1736–1794) und Prinzessin Charlotte Wilhelmine von Anhalt-Bernburg (1737–1777)
C1. Güntherine Friederike Charlotte Albertine, verkauft 1852 Schloss Otterwisch, (* 24. Juli 1791 in Otterwisch; † 30. Oktober 1875 in Neumünster bei Zürich);
 ⚭ (5. Juli 1811 in Coswig) Prinz Karl von Schwarzburg-Sondershausen, (* 24. Juni 1772 in Sondershausen; † 16. November 1842 in Otterwisch; ▭ ebenda), Sohn von Fürst Christian Günther von Schwarzburg-Sondershausen (1736–1794) und Prinzessin Charlotte Wilhelmine von Anhalt-Bernburg (1737–1777)
B2. Katharina Christiane Wilhelmine, (* 27. Juni 1764 in Sondershausen; † 21. Februar 1775 ebenda; ▭ in der Stadtkirche ebenda)
B3. Albertine Charlotte Auguste, (* 1. Februar 1768 in Sondershausen; † 26. Dezember 1849 in Arolsen; ▭ im Erbbegräbnis Hagenburg zu Rhoden);
 ⚭ (12. September 1784 in Otterwisch) Fürst Georg I. von Waldeck und Pyrmont (* 6. Mai 1747 in Arolsen; † 9. September 1813 in Pyrmont), Sohn von Fürst Karl August Friedrich von Waldeck und Pyrmont (1704–1763) und Pfalzgräfin Christiane Henriette von Zweibrücken (1725–1816)
B4. Wilhelm Ludwig Günther, (* 16. Juli 1770 in Sondershausen; † 19. August 1807 in Bamberg)
B5. Alexius Karl August, (* 15. Juli 1773 in Sondershausen; † 29. Mai 1777 ebenda; ▭ in der Stadtkirche ebenda)
B6. Friederike Albertine Johanna Elisabeth, (* 4. Oktober 1774 in Sondershausen; † 26. Juli 1806 auf Schloss Wittgenstein);
 ⚭ (31. Mai 1796 in Coswig) Graf Friedrich Karl zu Sayn-Wittgenstein-Hohenstein, Erhebung in den Reichsfürstenstand durch Kaiser Franz II. (20. Juni 1801 in Wien), (* 23. Februar 1766 auf Schloss Wittgenstein; † 8. April 1837 ebenda), (⚭ II: (morg.) (4. April 1807) Freifrau Luise Henriette von Köhler, geborene Langenbach, Preußischer Adelsstand und Freiherrnstand (30. September 1837 in Berlin) als von Köhler, Großherzoglich Hessischer Adelsstand (27. September 1908 in Darmstadt), (* 23. November 1790; † 18. Juni 1864)), Sohn von Graf Johann Ludwig zu Sayn-Wittgenstein-Hohenstein (1740–1797) und Gräfin Friederike Caroline Louise von Pückler und Limpurg (1738–1772)

## Die Fürsten von Schwarzburg-Rudolstadt (1790–1918), erloschen 1971
Friedrich Karl, Fürst von Schwarzburg-Rudolstadt (1790–1793), (* 7. Juni 1736 in Rudolstadt; † 13. April 1793 ebenda, Schlaganfall; ▭ in Schwarzburg);
 ⚭ I: (21. Oktober 1763 in Schwarzburg) Prinzessin Friederike Sophie Auguste von Schwarzburg-Rudolstadt (* 17. August 1745 in Rudolstadt; † 26. Januar 1778 ebenda; ▭ in Schwarzburg), Tochter von Fürst Johann Friedrich von Schwarzburg-Rudolstadt (1721–1767) und Prinzessin Bernhardine Christiane Sophie von Sachsen-Weimar-Eisenach (1724–1757);
 ⚭ II: (28. November 1780 in Roda) Prinzessin Auguste Louise Friederike von Sachsen-Gotha-Altenburg (* 30. November 1752 in Roda; † 28. Mai 1805 in Rudolstadt; ▭ in Schwarzburg), Tochter von Prinz Johann August von Sachsen-Gotha-Altenburg (1704–1767) und Gräfin Louise Reuß zu Schleiz, seit 1734 mitregierende Gräfin von Limpurg in Gaildorf, (1726–1773). Sie hatten folgende Nachkommen:
A1. [I] Friederike, (* 12. Mai 1765 in Rudolstadt; † 5. Februar 1767 ebenda; ▭ in der Stadtkirche, ebenda)
A2. [I] Ludwig Friedrich II., Fürst von Schwarzburg-Rudolstadt (1793–1807), (* 9. August 1767 in Rudolstadt; † 28. April 1807 ebenda; ▭ auf dem Friedhof, ebenda);
 ⚭ (21. Juli 1791 in Homburg vor der Höhe) Landgräfin Karoline von Hessen-Homburg, Regentin (1807–1814), (* 26. August 1771 in Homburg vor der Höhe; † 20. Juni 1854 in Rudolstadt; ▭ in der Stadtkirche St. Andreas, ebenda), Tochter von Landgraf Friedrich V. von Hessen-Homburg (1748–1820) und Landgräfin Karoline von Hessen-Darmstadt (1746–1821)
B1. Karoline Auguste Friederike Cäcilie, (* 17. Juli 1792 in Rudolstadt; † 4. März 1794 ebenda)
B2. Friedrich Günther, Fürst von Schwarzburg-Rudolstadt (1807–1867), minorenn, bis 1814 unter Vormundschaft seiner Mutter Karoline, preußischer Generalmajor, Ritter des Ordens vom Schwarzen Adler (1834), (* 6. November 1793 in Rudolstadt; † 28. Juni 1867 auf Schloss Heidecksburg, ebenda; ▭ auf dem Friedhof, ebenda, umgebettet nach Schwarzburg 1895);
 ⚭ I: (15. April 1816 in Dessau) Prinzessin Auguste von Anhalt-Dessau (* 18. August 1793 in Dessau; † 12. Juni 1854 in Rudolstadt; ▭ auf dem Alten Friedhof, ebenda, umgebettet nach Schwarzburg 1895), Tochter von Erbprinz Friedrich von Anhalt-Dessau (1769–1814) und Landgräfin Amalie von Hessen-Homburg (1774–1846);
 ⚭ II: (morg.) (7. August 1855 in Dresden) Gräfin Helene von Reina, adoptiert von Prinz Wilhelm von Anhalt-Dessau (1. August 1855: Prinzessin von Anhalt), (* 1. März 1835 in Dessau; † 6. Juni 1860 in Rudolstadt), Tochter von Prinz Georg von Anhalt-Dessau (1796–1865) und Freiin Therese Emma von Erdmannsdorff, Gräfin von Reina (1831), (1807–1848);
 ⚭ III: (morg.) (24. September 1861 in Schwarzburg) Marie Lydia Schultze, schwarzburg-rudolstädtischer Adels- und Freiherrenstand als von Brockenburg (24. September 1861 in Rudolstadt), Gräfin von Brockenburg (6. November 1864 in Rudolstadt), (* 22. Oktober 1840 in Insterburg; † 19. März 1909 in Bern; ▭ ebenda), (⚭ II: (30. Juli 1873 in Berlin) Dr. med. Marcellus von Nencki, Professor der Chemie an der Universität Bern, (* 15. Januar 1847 in Boczki, Woiwodschaft Kalisz; † 14. Oktober 1901 in Sankt Petersburg)), Tochter von Karl Ludwig Otto Schultze, Kreisarzt, (–) und Amalie Charlotte Katharina Zanth (–)
C1. [I] Friedrich Günther, (* 31. Januar 1818 in Rudolstadt; † 16. März 1821 ebenda)
C2. [I] Günther, (* 5. November 1821 in Rudolstadt; † 11. November 1845 ebenda; ▭ in der Stadtkirche Rudolstadt)
C3. [I] Gustav Adolf, (* 7. Januar 1828 in Rudolstadt; † 30. November 1837 ebenda)
C4. [II] Helene, schwarzburg-rudolstädtischer Fürstenstand als Prinzessin von Leutenberg „Durchlaucht“ (21. Juni 1860 in Rudolstadt; österreichische Anerkennung 7. Juli 1860), (* 2. Juni 1860 in Rudolstadt; † 17. Mai 1937 in Hannover);
 ⚭ (24. Januar 1884 in Rudolstadt) Prinz Hans Heinrich Friedrich August von Schoenaich-Carolath, preußischer Oberst, (* 26. August 1849 in Saabor; † (5./6.) Mai 1910 in Hannover), Sohn von Prinz Ferdinand Heinrich Erdmann von Schoenaich-Carolath (1818–1893) und Prinzessin Johanna (Jenny) Reuß zu Köstritz (1820–1878)
C5. [II] Günther Sizzo, schwarzburg-rudolstädtischer Fürstenstand als Prinz von Leutenberg „Durchlaucht“ (21. Juni 1860 in Rudolstadt; österreichische Anerkennung 7. Juli 1860), schwarzburg-rudolstädtische Verleihung als Prinz zu Schwarzburg, zu Großharthau (8. November 1896), preußischer und königlich sächsischer Oberstleutnant, (* 3. Juni 1860 in Rudolstadt; † 24. März 1926 in Großharthau);
 ⚭ (25. Januar 1897 in Dessau) Prinzessin Alexandra Therese Marie von Anhalt (* 4. April 1868 in Dessau; † 26. August 1958 in Schwetzingen), Tochter von Herzog Friedrich I. von Anhalt, Herzog zu Sachsen, Engern und Westfalen, Graf zu Askanien, (1831–1904) und Prinzessin Antoinette von Sachsen-Altenburg (1838–1908)
D1. Marie Antoinette, (* 7. Februar 1898 in Großharthau; † 4. November 1984 in Schloss Blumenthal, Klingen in Aichach);
 ⚭ (4. Januar 1925 in Wildenfels) Friedrich Magnus V., Graf zu Solms-Wildenfels in Wildenfels (* 1. November 1886 in Wildenfels; † 6. September 1945 in Großschweidnitz), Sohn von Graf Friedrich Magnus IV. zu Solms-Wildenfels in Wildenfels (1847–1910) und Gräfin Jacqueline Christiane Anne Adelaide von Bentinck (1855–1933)
D2. Irene, (* 27. Mai 1899 in Großharthau; † 28. Februar 1939 in München)
D3. Friedrich Günther von Schwarzburg, Chef des Hauses mit der hausinternen Titulatur Fürst zu Schwarzburg (1926–1971), (* 5. März 1901 in Großharthau; † 9. November 1971 in München; ▭ auf dem Waldfriedhof, München);
 ⚭ (7. März 1938 in Heinrichau; ⚮ 1. November 1938 in Bautzen) Sophie Luise Adelheid Marie Olga Carola, Prinzessin von Sachsen-Weimar-Eisenach, Herzogin zu Sachsen, (* 20. März 1911 in Weimar; † 21. November 1988 in Hamburg), Tochter von Großherzog Wilhelm Ernst von Sachsen-Weimar-Eisenach (1876–1923) und Prinzessin Feodora von Sachsen-Meiningen (1890–1972)
→ Adoptivsohn
C6. (illegitim mit Friederike Thorwart (* 13. März 1820; † 18. Juli 1884 in Rudolstadt), (⚭ (15. August 1847 in Katzhütte) Friedrich Macheleidt († 22. September 1889 in Rudolstadt)), Tochter von Johann Georg Thorwart, Handarbeiter, (–) und N.N. (–))
 Marie, Macheleidt, von Friedrich Macheleidt für ehelich erklärt (20. Dezember 1858), (* 12. April 1843 in Frankfurt am Main)
C7. (illegitim mit Friederike Thorwart) Emma, Macheleidt, von Friedrich Macheleidt für ehelich erklärt (20. Dezember 1858), (* 12. Dezember 1846 in Neuhaus bei Coburg);
 ⚭ (vor 1884) N.N. Graef, Lehrer in Frankfurt am Main
C8. (illegitim mit Friederike Thorwart) Helene Macheleidt, (* 7. November 1848 in Rudolstadt)
B3. Thekla, (* 23. Februar 1795 in Rudolstadt; † 4. Januar 1861 in Gauernitz);
 ⚭ (11. April 1817) Fürst Otto Victor von Schönburg-Waldenburg (* 1. März 1785 in Waldenburg; † 16. Februar 1859 in Leipzig), Sohn von Fürst Otto Carl Friedrich von Schönburg-Waldenburg (1758–1800) und Gräfin Henriette Eleonore Elisabeth Reuß zu Köstritz (1755–1829)
B4. Karoline, (* 7. (Juni/November) 1796 in Rudolstadt; † 18. Dezember 1796 ebenda; ▭ auf dem Friedhof, ebenda)
B5. Albert, Fürst von Schwarzburg-Rudolstadt (1867–1869), preußischer Generalmajor, (* 30. April 1798 auf Schloss Heidecksburg, Rudolstadt; † 26. November 1869 ebenda);
 ⚭ (26. Juli 1827 auf Schloss Schönhausen) Prinzessin Auguste Luise Therese Mathilde zu Solms-Braunfels (* 25. Juli 1804 in Triesdorf; † 8. Oktober 1865 in Eichberg bei Eltville), Tochter von Prinz Friedrich Wilhelm zu Solms-Braunfels (1770–1814) und Prinzessin Friederike von Mecklenburg-Strelitz (1778–1841)
C1. Karl Günther Friedrich Ernst Wilhelm, (* 30. April 1828 in Rudolstadt; † 9. Mai 1828 ebenda; ▭ ebenda)
C2. Elisabeth, zu Crossen bei Zeutsch (1869), (* 1. Oktober 1833 in Rudolstadt; † 27. November 1896 in Detmold; ▭ in der Stadtkirche Rudolstadt);
 ⚭ (17. April 1852 in Rudolstadt) Fürst Leopold III. zur Lippe-Detmold (* 1. September 1821 in Detmold; † 8. Dezember 1875 ebenda), Sohn von Fürst Leopold II. zur Lippe-Detmold (1796–1851) und Prinzessin Emilie von Schwarzburg-Sondershausen (1800–1867)
C3. Georg Albert, Fürst von Schwarzburg-Rudolstadt (1869–1890), preußischer General der Kavallerie, Ritter des Ordens vom Schwarzen Adler (1888), (* 23. November 1838 in Rudolstadt; † 19. Januar 1890 ebenda; ▭ in der Stadtkirche ebenda)
D1. (illegitim mit Mathilde Oppel, von der Op(p)elei bei Schwarzburg, (* 3. Juni 1852 Schweizerhaus; † nach 1898), (⚭ (24. Mai 1886/28. Februar 1888 in Wenigenjena) Karl Münster), Tochter von Leopold Oppel, Tiergärtner, (–) und N.N. (–))
 Frieda Gertrud Oppel, (* 25. Januar 1883 in Weißenfels)
C4. Ernst Heinrich, (* 15. März 1848 in Rudolstadt; † 19. März 1848 ebenda; ▭ ebenda)
B6. Bernhard, (* 23. Juni 1801 in Rudolstadt; † 26. Januar 1816 ebenda; ▭ auf dem Friedhof, ebenda)
B7. Rudolf, (* 23. Juni 1801 in Rudolstadt; † 21. Juli 1808 ebenda; ▭ auf dem Friedhof, ebenda)
A3. [I] Therese Sophie Henriette, (* 31. März 1770 in Rudolstadt; † 23. Mai 1783 ebenda; ▭ in der Stadtkirche St. Andreas, ebenda)
A4. [I] Karl Günther, (* 23. August 1771 in Rudolstadt; † 4. Februar 1825 ebenda; ▭ in der Stadtkirche St. Andreas, ebenda);
 ⚭ (19. Juni 1793 in Homburg vor der Höhe) Landgräfin Luise Ulrike von Hessen-Homburg (* 26. Oktober 1772 in Homburg vor der Höhe; † 18. September 1854 in Rudolstadt; ▭ in der Stadtkirche St. Andreas, ebenda), Tochter von Landgraf Friedrich V. von Hessen-Homburg (1748–1820) und Landgräfin Karoline von Hessen-Darmstadt (1746–1821)
B1. Friedrich, (*† 6. Oktober 1798 in Rudolstadt; ▭ auf dem Friedhof, ebenda)
B2. Ludwig Heinrich Theodor, (* 9. Mai 1800 in Rudolstadt; † 20. Juli 1800 ebenda; ▭ auf dem Friedhof, ebenda)
B3. Franz Friedrich Karl Adolf, kaiserlicher Feldmarschallleutnant, (* 27. September 1801 in Rudolstadt; † 1. Juli 1875 ebenda; ▭ in der Stadtkirche ebenda);
 ⚭ (27. September 1847 in Waldenburg) Prinzessin Mathilde von Schönburg-Waldenburg (* 18. November 1826 in Waldenburg; † 22. März 1914 Rudolstadt), Tochter von Fürst Otto Victor von Schönburg-Waldenburg (1785–1859) und Prinzessin Thekla von Schwarzburg-Rudolstadt (1795–1861)
C1. Marie Karoline Auguste, (* 29. Januar 1850 in Rudolstadt; † 22. April 1922 in Den Haag);
 ⚭ (4. Juli 1868 in Rudolstadt) Großherzog Friedrich Franz II. von Mecklenburg-Schwerin (* 28. Februar 1823 in Ludwigslust; † 15. April 1883 in Schwerin), (⚭ I: (3. November 1849 in Ludwigslust) Prinzessin Auguste Reuß zu Köstritz (* 26. Mai 1822 in Klipphausen; † 3. März 1862 in Schwerin), Tochter von Prinz Heinrich LXIII. Reuß zu Köstritz (1786–1841) und Gräfin Eleonore zu Stolberg-Wernigerode (1801–1827)), Sohn von Großherzog Paul Friedrich von Mecklenburg-Schwerin (1800–1842) und Prinzessin Alexandrine von Preußen (1803–1892)
C2. Günther Victor, Fürst von Schwarzburg-Rudolstadt (1890–1918) (Abdankung am 23. November 1918), Fürst von Schwarzburg-Sondershausen (1909–1918) (Abdankung am 25. November 1918), Fürst von Schwarzburg, Graf von Hohnstein, Herr von Arnstadt, Sondershausen, Leutenberg, Blankenburg, etc. (1909), preußischer General der Kavallerie, Ritter des Ordens vom Schwarzen Adler (1895), (* 21. August 1852 in Rudolstadt; † 16. April 1925 in Sondershausen);
 ⚭ (9. Dezember 1891 in Rudolstadt) Prinzessin Anna Louise von Schönburg-Waldenburg (* 19. Februar 1871 auf Schloss Hermsdorf; † 7. November 1951 auf Schloss Sondershausen), Tochter von Prinz Georg von Schönburg-Waldenburg (1828–1900) und Prinzessin Luise Adelheid Karoline Alexandrine Anna Maria Elisabeth Philippine zu Bentheim-Tecklenburg (1844–1922)
C3. Thekla, (* 12. August 1859 in Rudolstadt; † 5. Februar 1939 auf Schloss Heidecksburg, ebenda)
C4. Luise, (* 5. Januar 1862 in Rudolstadt; † 7. Juni 1867 in Droyßig)
B4. Karoline Auguste Luise Amalie, (* 4. April 1804 in Rudolstadt; † 14. Januar 1829 ebenda);
 ⚭ (6. August 1825 in Rudolstadt) Prinz Georg von Anhalt-Dessau (* 21. Februar 1796 in Dessau; † 16. Oktober 1865 in Dresden), (⚭ II: (morg.) (4. Oktober 1831 in Dresden) Freiin Therese Emma von Erdmannsdorff, Gräfin von Reina (1831), (* 12. September 1807 in Wittenberg; † 28. (Januar/Februar) 1848 in Mannheim), Tochter von Freiherr Alexander Ferdinand von Erdmannsdorff, auf Hohenahlsdorf, (1774–1845) und Freiin Louise Friederike von Erdmannsdorff (1783–1814)), Sohn von Erbprinz Friedrich von Anhalt-Dessau (1769–1814) und Landgräfin Amalie von Hessen-Homburg (1774–1846)
B5. Wilhelm Friedrich, (* 31. Mai 1806 in Rudolstadt; † 6. Mai 1849 in Dresden beim Dresdner Maiaufstand)
B6. Karoline Irene Marie, (* 6. April 1809 in Rudolstadt; † 29. März 1833 in Arnstadt);
 ⚭ (12. März 1827 in Rudolstadt) Fürst Günther Friedrich Carl II. von Schwarzburg-Sondershausen (* 24. September 1801 in Sondershausen; † 15. September 1889 ebenda), (⚭ II: (29. Mai 1835 in Öhringen; ⚮ 5. Mai 1852) Prinzessin Mathilde zu Hohenlohe-Öhringen (* 3. Juli 1814 in Öhringen; † 3. Juni 1888 auf Schloss Mirabell bei Salzburg), Tochter von Fürst Friedrich August II. Karl zu Hohenlohe-Oehringen (1784–1853) und Herzogin Luise von Württemberg (1789–1851)), Sohn von Fürst Günther Friedrich Carl I. von Schwarzburg-Sondershausen (1760–1837) und Prinzessin Wilhelmine Friederike Karoline von Schwarzburg-Rudolstadt (1774–1854)
A5. [I] Wilhelmine Friederike Karoline, trennt sich von ihrem Gatten und lebt von 1816 bis 1854 im Neuen Palais in Arnstadt, (* 21. Januar 1774 in Rudolstadt; † 11. Januar 1854 in Arnstadt; ▭ in der Fürstengruft auf dem Alten Friedhof ebenda);
 ⚭ (23. Juni 1799 in Rudolstadt) Fürst Günther Friedrich Carl I. von Schwarzburg-Sondershausen, Fürst von Schwarzburg-Sondershausen (1794–1835), Abdankung 1835, (* 5. Dezember 1760 in Sondershausen; † 22. April 1837 auf dem Jagdschloss „zum Possen“, Sondershausen; ▭ in Ebeleben), Sohn von Fürst Christian Günther von Schwarzburg-Sondershausen (1736–1794) und Prinzessin Charlotte Wilhelmine von Anhalt-Bernburg (1737–1777)
A6. [I] Christiane Luise, (* 2. November 1775 in Rudolstadt; † 25. Dezember 1808 in Kassel; ▭ ebenda);
 ⚭ (10. April 1796 in Rudolstadt) Landgraf Ernst Konstantin von Hessen-Philippsthal, niederländischer General, Ritter des Ordens vom Schwarzen Adler (1810), (* 8. August 1771 in Philippsthal; † 25. Dezember 1849 in Meiningen), (⚭ II: (17. Februar 1812 in Kassel) Prinzessin Karoline von Hessen-Philippsthal (* 10. Februar 1793 in Kassel; † 9. Februar 1869 in Meiningen), Tochter von Landgraf Karl von Hessen-Philippsthal (1757–1793) und Prinzessin Victoria Amalie Ernestine von Anhalt-Bernburg-Schaumburg-Hoym (1772–1817)), Sohn von Landgraf Wilhelm von Hessen-Philippsthal (1726–1810) und Landgräfin Ulrike Eleonore von Hessen-Philippsthal-Barchfeld (1732–1795)

## Die Familie von Schwarzenfels a.d.H. der Grafen von Schwarzburg-Sondershausen

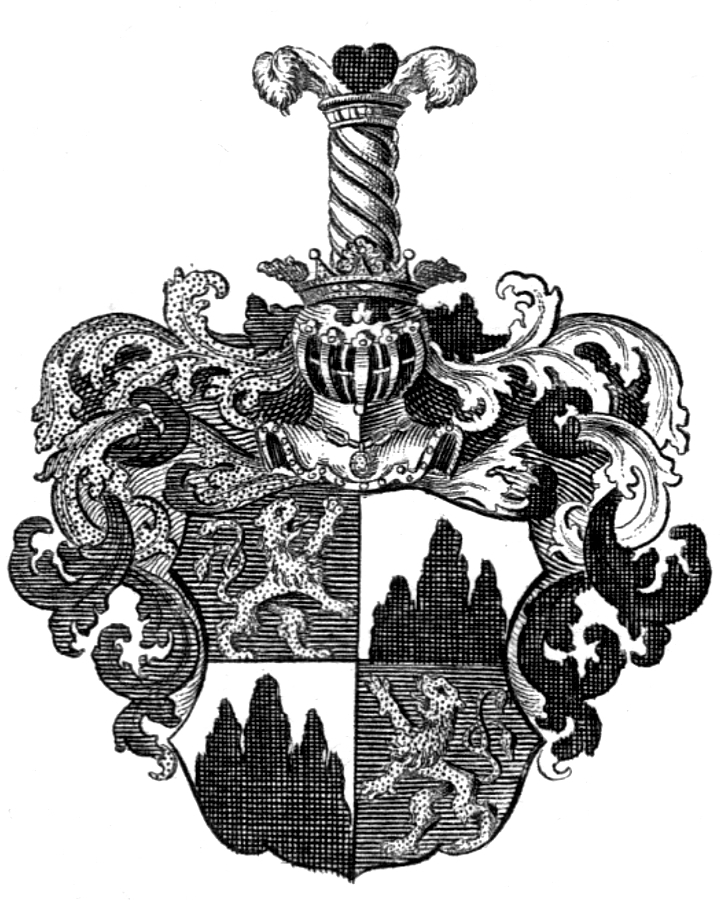
Redendes Wappen derer von Schwarzenfels

Anton Heinrich, Graf von Schwarzburg-Sondershausen (1586–1638), (* 7. Oktober 1571 in Sondershausen; † 10. August 1638 in Sondershausen; ▭ ebenda). Er hatte folgende nichteheliche Nachkommen aus seiner Verbindung mit N.N. Offmey (Offenyi; Offeney):
A1. Johann Heinrich Oberhaupt, (17. Juni 1641 in Regensburg HRR) als „Oberhaupt von Schwarzenfels“ (Oberheupt von Schwarzenfeld) (sic), zu Elleben und Bösleben, schwarzburgischer Stallmeister, Mitglied der Fruchtbringenden Gesellschaft (1651), (* 1604 in Frankenhausen; † nach 1654);
 ⚭ (17. Juni 1638 in Sondershausen) Anna Maria von Teutleben a.d.H. Laucha (* 21. Juli 1620 in Weimar; † 8. Januar 1683 in Arnstadt)
B1. Floriane Sophie, nennt sich „von Schwarzenfels“, (~ 13. August 1639 in Arnstadt; † (7./8.) Juni 1711 in Zeitz);
 ⚭ (27. Februar 1666 in Arnstadt) Johann Heinrich Günther von Griesheim, auf Obertau, Sinderstedt, Heerda, Drachendorf, Langen-Elxleben und Dörnfeld, Stiftsrat in Zeitz, Domdechant zu Naumburg, Geheimrat, (–November 1666) Hofmeister von Herzog Friedrich I. von Sachsen-Gotha-Altenburg, (* 31. August 1635 in Arnstadt; † 4. März 1719 in Zeitz)
B2. Anna Margareta, nennt sich „von Schwarzenfels“, (~ 3. Januar 1641 in Arnstadt; † 17. September 1686 ebenda)
B3. Anton Günther, nennt sich „von Schwarzenfels“, zu Altenberga, Altendorf, Rodigast, Bösleben und Elleben, sächsisch-weimarischer Geheimrat (1687), Oberhofmarschall (1697), (* (1642); † 20. November 1700 in Weimar; ▭ in Altenberga);
 ⚭ ((1676 in Zeitz)) Anna Marie von Schönberg (* (1649); † 27. Januar 1723 in Weimar; ▭ in Altenberga), Tochter von Adam Wolf von Schönberg zu Weihe (–1652) und Anna Katharina von Pflugk a.d.H. Geußnitz (–)
C1. Anton Ludwig, zu Altenberga, zu Uhlstädt (1718), Altendorf und Rodigast, Sachsen-Gothaischer Wirklicher Geheimrat, Kammerdirektor zum Friedenstein, Hofrichter zu Jena, Amtshauptmann der Ämter Leuchtenburg und Orlamünde, (* 19. Mai 1677 in Weimar; † 28. Juli 1725 in Hummelshain; ▭ in Altenberga);
 ⚭ (vor 7. September 1702 in Weimar) Dorothea von Münchhausen (* 5. September 1685; † 3. Juli 1736 in Uhlstädt; ▭ in Altenberga), Tochter von Gerlach Heinrich (Heino) von Münchhausen zu Steinburg (1652–1710) und Katharina Sophie von Selmnitz a.d.H. Rehra (1665–1735)
D1. Anton Günther (* 8. Mai 1703 in Altenberga; † 11. Mai 1703 ebenda; ▭ ebenda)
D2. Sophie Elisabeth (* 16. Juni 1704 in Altenberga; † 29. Juli 1722 in Gotha; ▭ in Altenberga);
 ⚭ (5. Mai 1721 in Zedlitz) Bodo Wilhelm aus dem Winckel zu Wettin und Nenkersdorf († 4. September 1742 in Zedlitz), Sohn von Otto Christopher aus dem Winckel, Herr auf Wettin und Kriegsdorf, (1665–1738) und Christine Lucie von Gladebeck (1671–1723)
D3. Dorothea Luise (* (1705); † 29. Oktober 1712 in Gotha; ▭ in Altenberga)
D4. Christiane (* 11. September 1706 in Altenberga; † 20. September 1706 ebenda; ▭ ebenda)
D5. Charlotte Marianne (* 9. Januar 1708 in Altenberga)
 ⚭ () N.N. von Voigtstädt
D6. Friedrich, zu Altenberga und Altendorf, sächsisch-gothaischer Wirklicher Geheimrat, Kammerpräsident und Landesdirektor des Fürstentums Altenburg, Hofrichter zu Jena, (* 13. Januar 1710 in Steinburg; † 13. November 1775 in Altenberga; ▭ ebenda);
 ⚭ (29. Oktober 1737 in Coburg) Charlotte Sabine von Hanstein († 14. Oktober 1792 in Gotha), Tochter von Adam von Hanstein zu Limburg, Bornhagen, ((1668–1748)) und Sophie Magdalene von Schaumberg (–)
E1. Friedrich Karl Adam, zu Altenberga, Altendorf, Rodigast und Uhlstädt, herzoglich-sächsischer Geheimrat und Regierungskanzler zu Altenburg, Oberhauptmann der Herrschaft Tonna, Hof Gerichts-Assessor zu Jena, (* 15. Dezember 1738 in Gotha; † (1./2.) November 1789 in Altenberga; ▭ ebenda);
 ⚭ (13. Mai 1765 in Thüngen) Freiin Juliane Charlotte Luise von Thüngen (* 23. Januar 1742 in Thüngen; † 11. September 1790 in Altenberga; ▭ ebenda), Tochter von Freiherr Philipp Christoph Dietrich zu Thüngen (1696–1780) und Elisabeth Dorothea Philippine Sophie Schenkin zu Schweinsberg (1716–1753)
F1. Luise Friederike Charlotte (* 2. Juli 1766 in Gotha; † nach 9. Juli 1812);
 ⚭ (1. Mai 1791 in Meuselwitz) August Wilhelm von Ende (* 1747 in Merseburg), Sohn von Karl Gottlob von Ende (–1771) und Christiana Friderika von Zech (–1784)
F2. Auguste Friederike Marianne (* Oktober 1768; ▭ 10. August 1792 in Darmstadt);
 ⚭ (2. Juni 1791 in Weisbach) Freiherr Ludwig Friedrich Reinhard von Wallbrunn, Oberapellationspräsident zu Darmstadt (1792)
F3. Charlotte Amalie Friederike (* 11. April 1769 in Altenberga; † 28. November 1797 ebenda);
 ⚭ (15. Oktober 1797 in Altenberga) Freiherr Veit Ludwig II. von Seckendorff (* 2. März 1763; † 6. Januar (1826/1827)), Sohn von Friedrich Carl von Seckendorff (1727–1799) und Charlotte Friederike Henriette von Tümpling (1737–1794)
F4. Ernst Friedrich Philipp, zu Altenberga und Uhlstädt, herzoglich sächsisch-altenburger Geheimrat, Domherr zu Naumburg (1797), (* 24. Juni 1778 in Altenberga; †† 20. Februar 1855 ebenda);
 ⚭ (9. September 1798 in Altenburg) Juliane Emilie von Seebach (* (1780); † 2. März 1850 in Altenburg; ▭ ebenda), Tochter von Karl Ludwig Alexander von Seebach zu Großfahner (–1825) und Karoline Christiane von Mandelsloh (1760–1791)
→ Familie erloschen (ultimus familiae) – hinterließ Namen, Wappen und Güter dem Freiherrn Alexander von Rothkirch und Trach (1818–1890), Freiherr von Rothkirch und Trach, genannt von Schwarzenfels
G1. Juliane Elisabeth (* 11. September 1799 in Altenberga; † 12. Mai 1808 ebenda; ▭ ebenda)
E2. Friedrich Christoph, Generalmajor
E3. Luise Christiane Charlotte (* 27. September 1747 in Gotha; † 1811);
 ⚭ (29. August 1767 (1769)) Freiherr Johann Sigmund Karl I. von Thüngen, Reichskammergerichtspräsident in Wetzlar (1772–1800), Erbherr von Zeitlofs, Burgsinn, Roßbach, Tetter, Weißenbach, Höllerich, Hessdorf, Erbküchenmeister im Bistum Würzburg, (* 30. August 1730 in Zeitlofs; † 19. Februar 1800 in Wetzlar), (⚭ I: () Anna Charlotte von Thüngen (* vor 12. Oktober 1740; † 17. August 1760), Tochter von Adam Sigmund von Thüngen (1687–1745) und Anna von Jost (1715–1778)), Sohn von Freiherr Philipp Christoph Dietrich von Thüngen (1696–1780) und Juliane Sophie Elisabeth Schenkin zu Schweinsberg (1708–1734)
E4. Anna Charlotte Friederike (* 16. August 1748 in Gotha)
E5. August Ernst (* 14. Februar 1750 in Altenberga; † 16. Februar 1750 in Gotha; ▭ ebenda)
E6. Auguste Wilhelmine (* 18. Juli 1752 in Altenberga)
D7. Magdalene Auguste (* 16. April 1711 in Altenberga)
D8. Johanne Friederike
D9. Anton Gerlach, zu Uhlstädt, Regierungsrat in Rudolstadt (29. April 1733), Justizrat in Stade (1734–1745), Assessor am Reichskammergericht zu Wetzlar, (* 3. Juli 1712 in Gotha; † 22. April 1752 in Wetzlar an Blutsturz);
 ⚭ (17. August 1742 in Uhlstädt) Charlotte Friederike von Uffel (* (1722); † 13. Juli 1795 in Uhlstädt), Tochter von Christian von Uffel auf Trinßig, Domherr zu Naumburg, herzoglich sachsen-gothaischer wirklicher Geheimrat, Kammerpräsident und Oberaufseher zu Eisenberg, (–) und Henriette Sophia von Einsiedel (1694–1723)
E1. Wilhelmine Friederike Sophie (* 15. Juni 1744 in Uhlstädt; † 5. März 1762 ebenda; ▭ ebenda)
E2. Karl Christian Anton, zu Uhlstädt, Vize-Kanzler zu Altenburg, (* 17. Juni 1748 in Wetzlar; † 1775)
D10. Friederike Sophie,
 ⚭ (1728 in Altenberga) Hans Karl Heinrich von Koippy/Koppig († Culm 1750)
D11. Wilhelm (Gerlach) Ludwig, königlich polnischer, kurfürstlich sächsischer Landkammerrat auf Unter-Freyberg, ((* 16. Mai 1716; † 19. Juni 1763 in Erlebach));
 ⚭ (8. August 1738 in Kloschwitz) Christina Wilhelmina von Beulwitz († 8. Juni 1767 in Adorf; ▭ in Erlebach), Tochter von Alexander Christian von Beulwitz auf Erlebach (–) und Agnes Dorothea von Reibold a.d.H. Kloschwitz (–)
E1. Wilhelm Gerlach Adolf, auf Unter-Freyberg, zu Burkersdorf (1777–1785), herzoglich württembergischer Kammerjunker und Rittmeister, württembergischer Generalmajor (1776), (* 22. Juni 1739 in Adorf; † 4. September 1793)
C2. Ludwig Günther (* 24. Dezember 1679 in Zeitz; † 5. April 1681 ebenda)
C3. Maria Elisabeth (* 21. Juni 1681 in Zeitz)
C4. Sophie Elisabeth (* 13. Juli 1683; † 29. Dezember 1734 in Weimar; ▭ in Altenberga);
 ⚭ (24. August 1705 in Altenberga) Freiherr August Friedrich Gotthilf Marschall genannt Greiff, herzoglich sachsen-weimarischer Geheimer Rat und Obermarschall auf Erlebach, Einöd, Oßmannstedt, Ilmsdorf und Beulbar (1714–1728), († 1740), Sohn von Hans Christoph Marschall genannt Greiff, (–1686) und Catharina von Buttlar (–)
C5. Charlotte Marianne († 11. September 1705 in Weimar; ▭ in Altenberga)
C6. Antoinette Luise (* 5. November 1692 in Wildenborn; † 23. Januar 1726 in Kahla; ▭ in Altenberga)
 ⚭ () N.N. (Adam Hermann) von Kötschau (sachsen-weimarischer Stallmeister; † nach 1730)
B4. Anna Magdalena, nennt sich „von Schwarzenfels“, (~ 1. Mai 1644 in Arnstadt; † 9. Februar 1697 ebenda)
B5. Sophia Dorothea, nennt sich „von Schwarzenfels“, (~ 8. September 1645 in Arnstadt; † 24. Mai 1646 ebenda)
B6. Juliane Elisabeth, nennt sich „von Schwarzenfels“, (~ 4. Dezember 1646 in Arnstadt; † 13. März 1700 ebenda)
B7. Johanne Dorothea, nennt sich „von Schwarzenfels“, (~ 19. März 1648 in Arnstadt; † 26. November 1648 ebenda)
B8. Klara Sabine, nennt sich „von Schwarzenfels“, (~ 1. Juli 1649 in Arnstadt; † vor 1700)
B9. Eleonore, nennt sich „von Schwarzenfels“, (~ 8. Juni 1651 in Arnstadt; † 20. Januar 1652 ebenda)
B10. Euphrosyne, nennt sich „von Schwarzenfels“, (~ 27. August 1652 in Arnstadt; † 20. Juli 1653 ebenda)
B11. Johann Heinrich, nennt sich „von Schwarzenfels“, Amtshauptmann, (~ 31. Januar 1654 in Arnstadt; † (1693/1700));
 ⚭ () Rosina Juliana von Helldorff († 29. Mai 1693 in Arnstadt)
C1. Wilhelmine Ernestine
C2. Johanne Henriette
B12. Johann Ernst, nennt sich „von Schwarzenfels“, herzoglich sächsischer Hof- und Regierungsrat, (* 24. Januar 1655 in Arnstadt; † 5. April 1700 ebenda)
A2. Anna Katharina († (1680));
 ⚭ (um 1644) Henrik Hansson Kråka, schwedischer Oberstleutnant, schwedischer Adelsstand (12. Juni 1647) als „Krakenhoff zu Bellstedt“, Sohn von Hans Nilsson Kråka (–) und Kerstin (Larsdotter/Tomasdotter) (–)

## Die Freiherren von Brockenburg a.d.H. der Fürsten von Schwarzburg-Rudolstadt

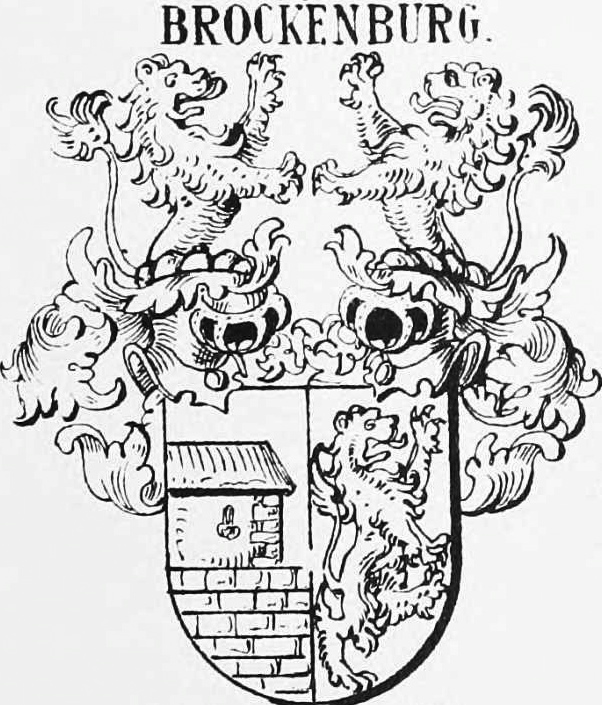
von Brockenburg

Wilhelm Ludwig, Prinz von Schwarzburg-Rudolstadt, zu Gräfinau, Bücheloh und Geilsdorf (1732–1755), polnisch-kursächsischer Oberst, (* 15. Februar 1696 in Rudolstadt; † 26. September 1757 in Königsee; ▭ in Schwarzburg);
 ⚭ (4. Mai 1726 in Leipzig, morganatisch) Henriette Karoline Gebauer, Erhebung in den Adelsstand als „Freifrau von Brockenburg“ durch Fürst Friedrich Anton als kaiserlicher Pfalzgraf (10. Juli 1727 in Rudolstadt), (* 5. Juni 1701; † 9. März 1784 in Königsee), Tochter von Michael Gebauer (–1723) und Anna N.N. (–). Sie hatten folgende Nachkommen:
A1. Wilhelm Friedrich von Brockenburg, (* 13. Juli 1727 in Leutenberg; † 27. April 1744)
A2. Ludwig Karl von Brockenburg, (* 2. Dezember 1728 in Leutenberg; † 6. Januar 1757 in Königsee; ▭ ebenda)
A3. Sophie Wilhelmine Friederike von Brockenburg, (* 6. März 1730 in Leutenberg; † 29. Juni 1784 in Gehren; ▭ ebenda);
 ⚭ (9. Juli 1752 in Gräfinau) Franz Christian Ludwig von Storren, kurhannoverischer Oberleutnant und Kommandant von Hildesheim, († 1760)
A4. Christian Albert Günther von Brockenburg, Kammerjunker, Kammerrat und Berghauptmann, (* 10. Februar 1731 in Leutenberg; † 12. Januar 1790 in Rudolstadt);
 ⚭ (22. Januar 1771 in Rudolstadt) Elisabeth von Bendeleben (* 7. Dezember 1739 in Mönchpfiffel; † 10. Februar 1820 in Rudolstadt), Tochter von Christian Ludwig von Bendeleben, herzoglich sächsisch-weimarer Oberleutnant und Kommandant von Eisenach, (–) und Elisabeth von Buttlar (–)
B1. Friederike Henriette Sophie Christiane von Brockenburg, (* 23. November 1771 in Rudolstadt; † 4. Dezember 1830 ebenda)
B2. Ludwig Karl August von Brockenburg, (* 11. Januar 1773 in Rudolstadt; † 23. April 1839 in Magdeburg);
 ⚭ (nach 1. Mai 1806) Anna Maria Bösecke († nach 1845), Tochter von N.N. Bösecke, Bierbrauer und Bürger der Pfälzer Kolonie zu Magdeburg, (–) und N.N. (–)
B3. Friedrich Wilhelm Karl von Brockenburg, (* 10. Februar 1775 in Rudolstadt; †† 19. April 1863 ebenda)
→ Familie erloschen (ultimus familiae)
B4. Christian August von Brockenburg, Geheimrat und Oberschlosshauptmann, (* 7. Januar 1777 in Rudolstadt; † 17. September 1857 ebenda)
B5. Luise Henriette von Brockenburg, (* 12. Juli 1781 in Rudolstadt; † 26. Juli 1781 ebenda; ▭ ebenda)
A5. Luise Henriette von Brockenburg, (* 7. Februar 1732 in Leutenberg; † 5. März 1788 in Bremen);
 ⚭ (30. Juli 1759 in Gandersheim) Graf Christoph Ferdinand Anton von Rantzau, Oberst der Generalstaaten, (* 26. März 1711 in Wolfenbüttel; † 21. Oktober 1802 in Bockhorn), (⚭ I: () Josine von Schockmann (* 10. September 1722; † 2. Dezember 1758)), Sohn von Graf Alexander Leopold Anton von Rantzau (1679–1747) und Catharina Sophia von Hoym (1684–1748)
A6. Elisabeth Ernestine von Brockenburg, (* 30. November 1733 in Gräfinau; † 10. März 1758 in Königsee; ▭ ebenda)
A7. Charlotte Antoinette von Brockenburg, (* 17. Januar 1735 in Gräfinau; † (1771))
A8. Friedrich Eugen von Brockenburg, (* 24. März 1736 in Gräfinau; † 12. Oktober 1739)
A9. Gottlob August Wilhelm von Brockenburg, (* 28. Mai 1737 in Gräfinau; † 26. Dezember 1792 in Gotha; ▭ ebenda);
 ⚭ (9. Juni 1766 in Erfurt, ⚮ 30. Oktober 1772 ebenda) Augusta Ernestine Christiane Sophie von Hoheneck (* Juni 1738; † 14. Dezember 1831 in Gotha), (⚭ II: () N.N. von Bentheim; ⚭ III: () N.N. von Bültzingslöwen), Tochter von Karl Joseph von Hoheneck (–) und Albertine von Rath (–)
B1. Luise Friederike Sophie Wilhelmine Juliane Karoline Agnes von Brockenburg, (* 15. Januar/16. Juni 1767 in Gotha; † 1809)
B2. Henriette Constantia Karoline Gisela Christine von Brockenburg, (* 18. Oktober 1768 in Erfurt; † 19. August 1807 ebenda)
B3. Albertine Sophie Friederike von Brockenburg, (* Oktober 1771 in Erfurt; † 27. Dezember 1771 ebenda)
A10. Anna Dorothea von Brockenburg, (* 8. August 1738 in Gräfinau; † 5. Dezember 1795 in Gandersheim; ▭ in der Georgskirche, ebenda)
A11. Albertine Karoline Eleonore von Brockenburg, (* 15. September 1739 in Gräfinau; † nach 1795)
A12. Emilie Juliane von Brockenburg, (* 19. Juni 1741 in Gräfinau; † 7. April 1766 in Königsee; ▭ ebenda)
A13. Friedrich Anton Kasimir von Brockenburg, (* 22. März 1743 in Gräfinau; † 3. April 1766 in Königsee; ▭ ebenda)
A14. Antoinette Sophie Wilhelmine von Brockenburg, (* 17. August 1744 in Gräfinau; † 6. Januar 1804 in Erfurt; ▭ auf dem Barfüßer Kirchhof, Erfurt);
 ⚭ (10. September 1766 in Gehaus) Dr. Wilhelm Gottlob Hesse, kurmainzischer und Fürstlich Schwarzburg-Rudolstädtischer Rat und Hofrat, Professor der Universität Erfurt, (* 1. September 1720 in Erfurt; † 21. September 1784 ebenda)